# Biserica de lemn din Ticu

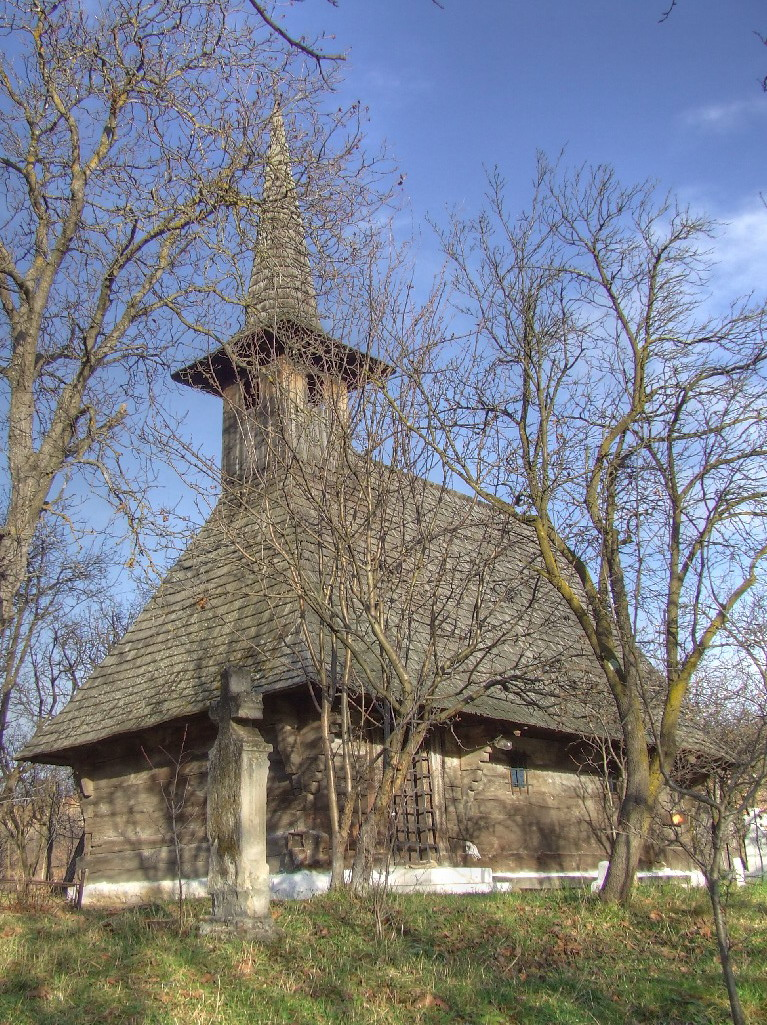
Biserica de lemn din Ticu, județul Cluj, 2008.

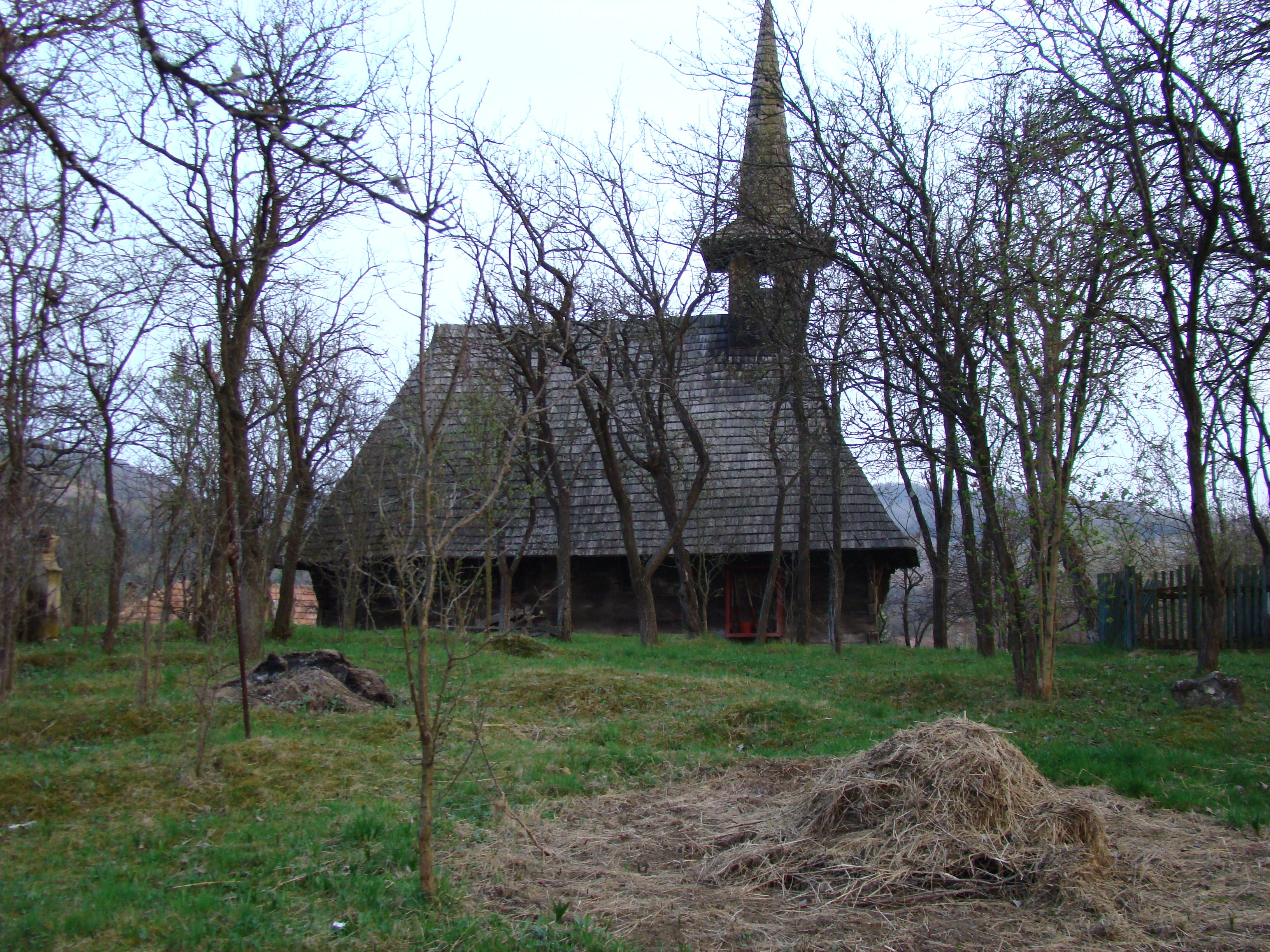
Biserica de lemn „Sfinţii Arhangheli” din Ticu, comuna Aghireşu, județul Cluj, foto. aprilie 2009.

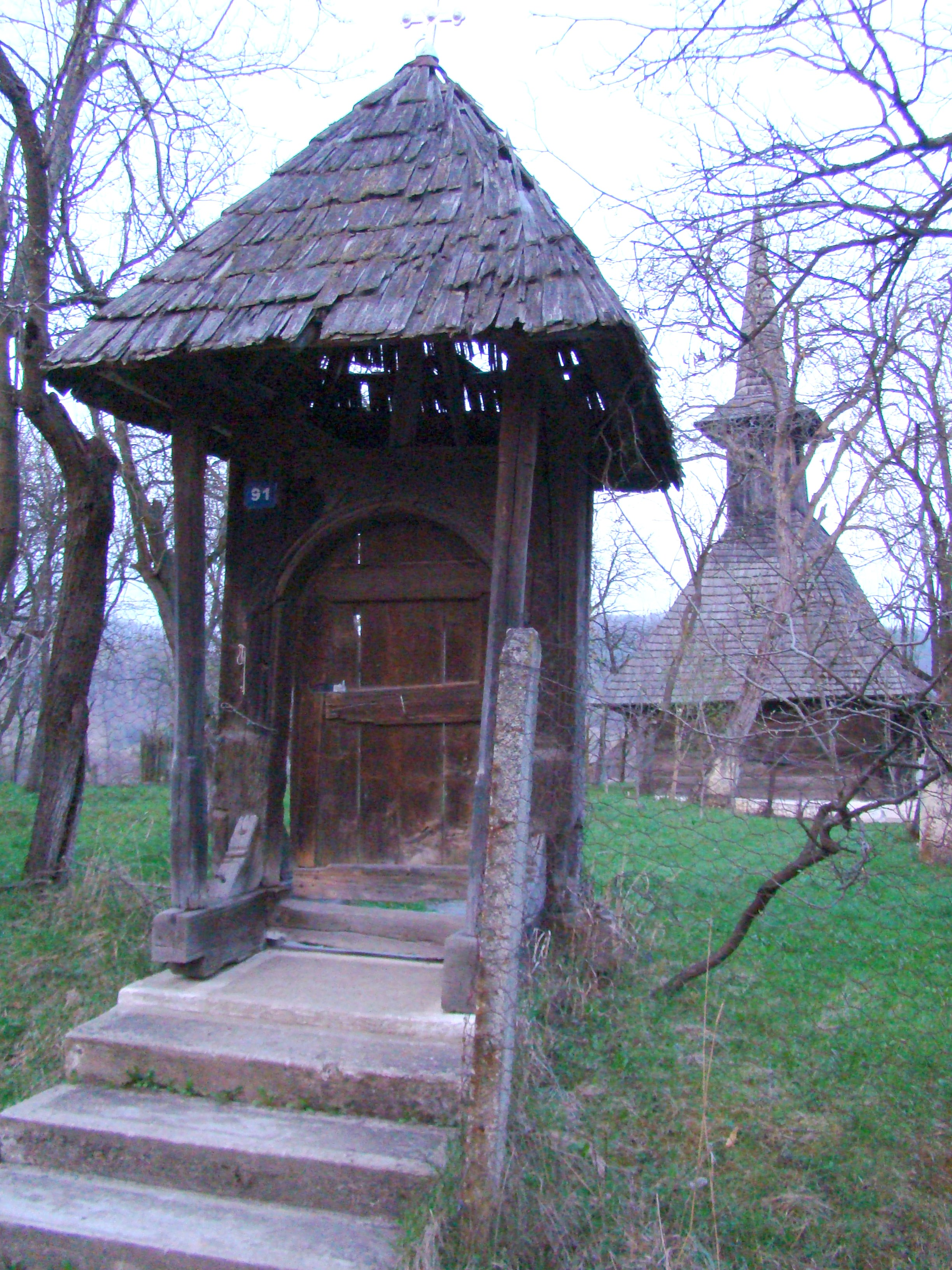
Biserica și portița de acces înainte de reparațiile din 2010

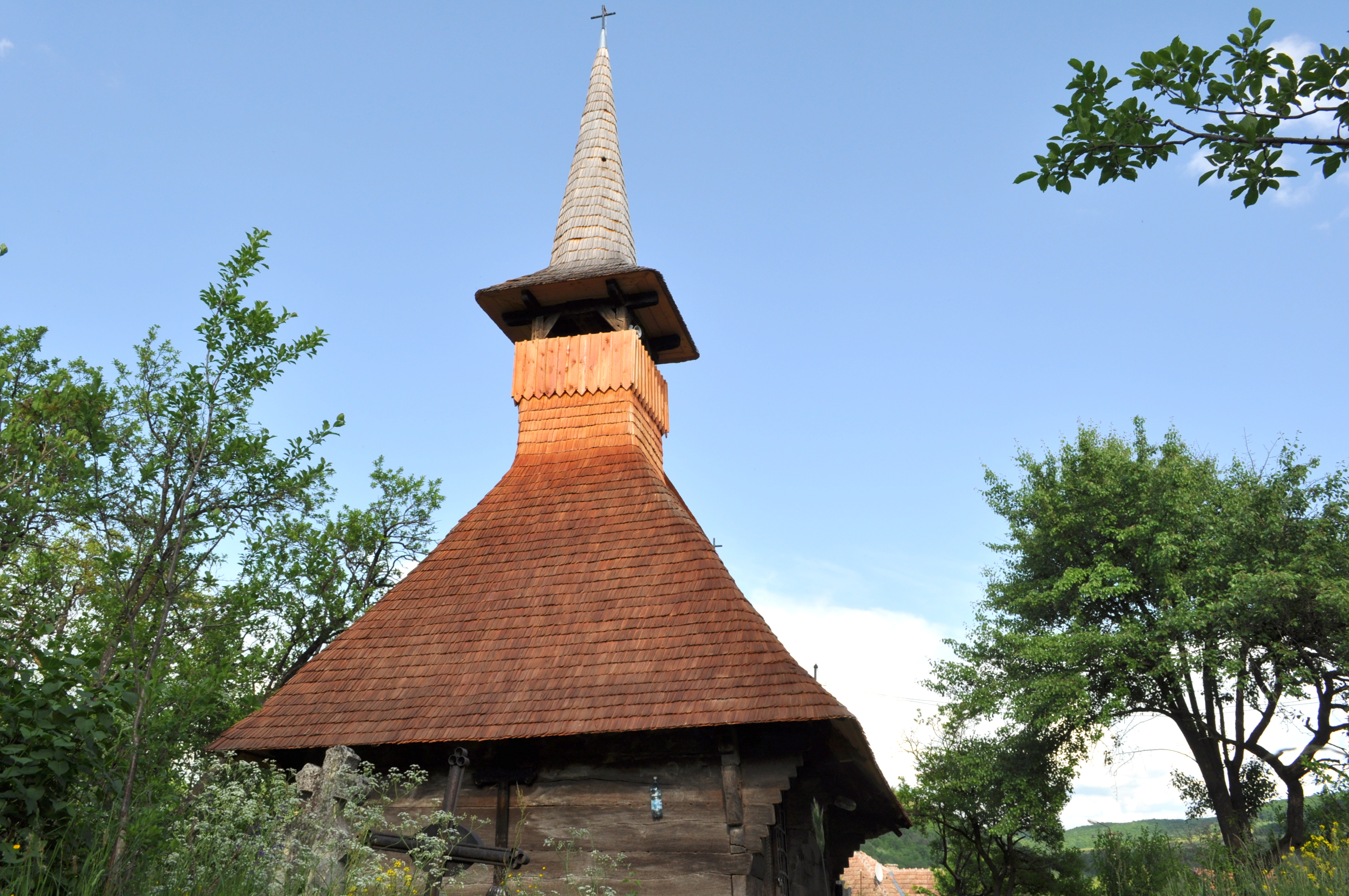
Biserica de lemn „Sfinții Apostoli Petru și Pavel” din Ticu, județul Cluj, foto: mai, 2011.

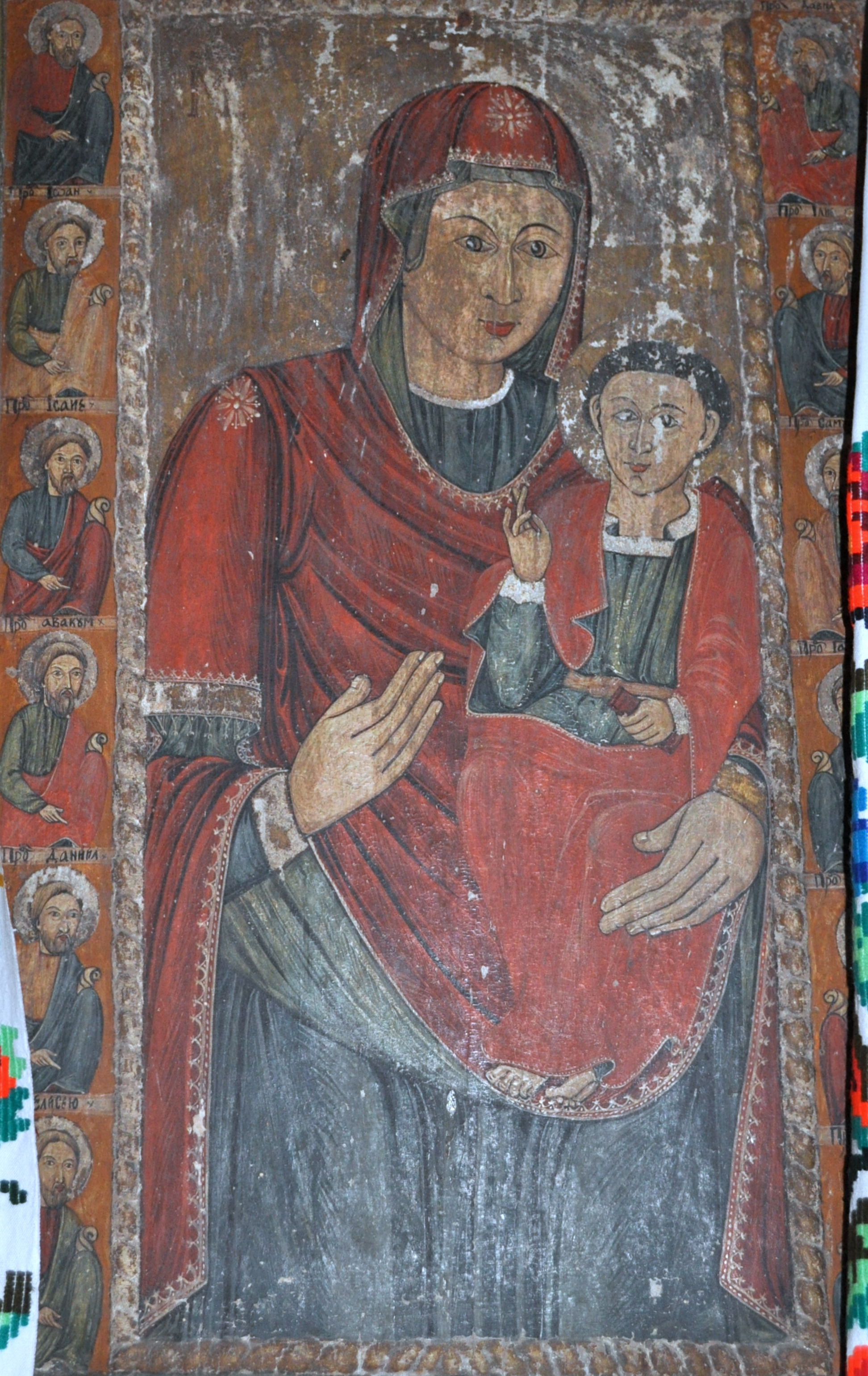
Maica Domnului cu Pruncul, pictură pe pânzâ lipită pe lemn (1741).

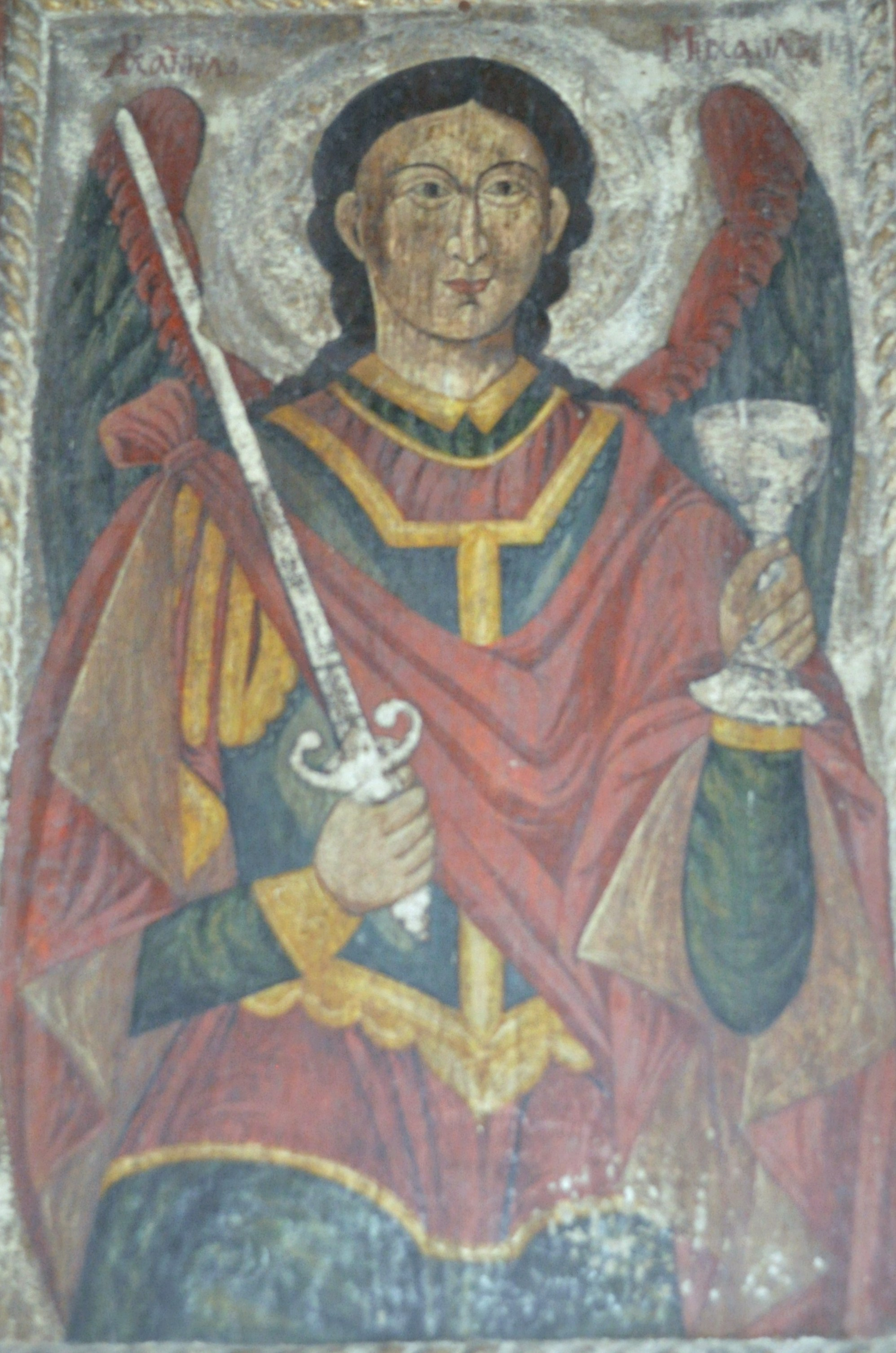
Arhanghelul Mihail, pictură pe pânzâ lipită pe lemn (1741).

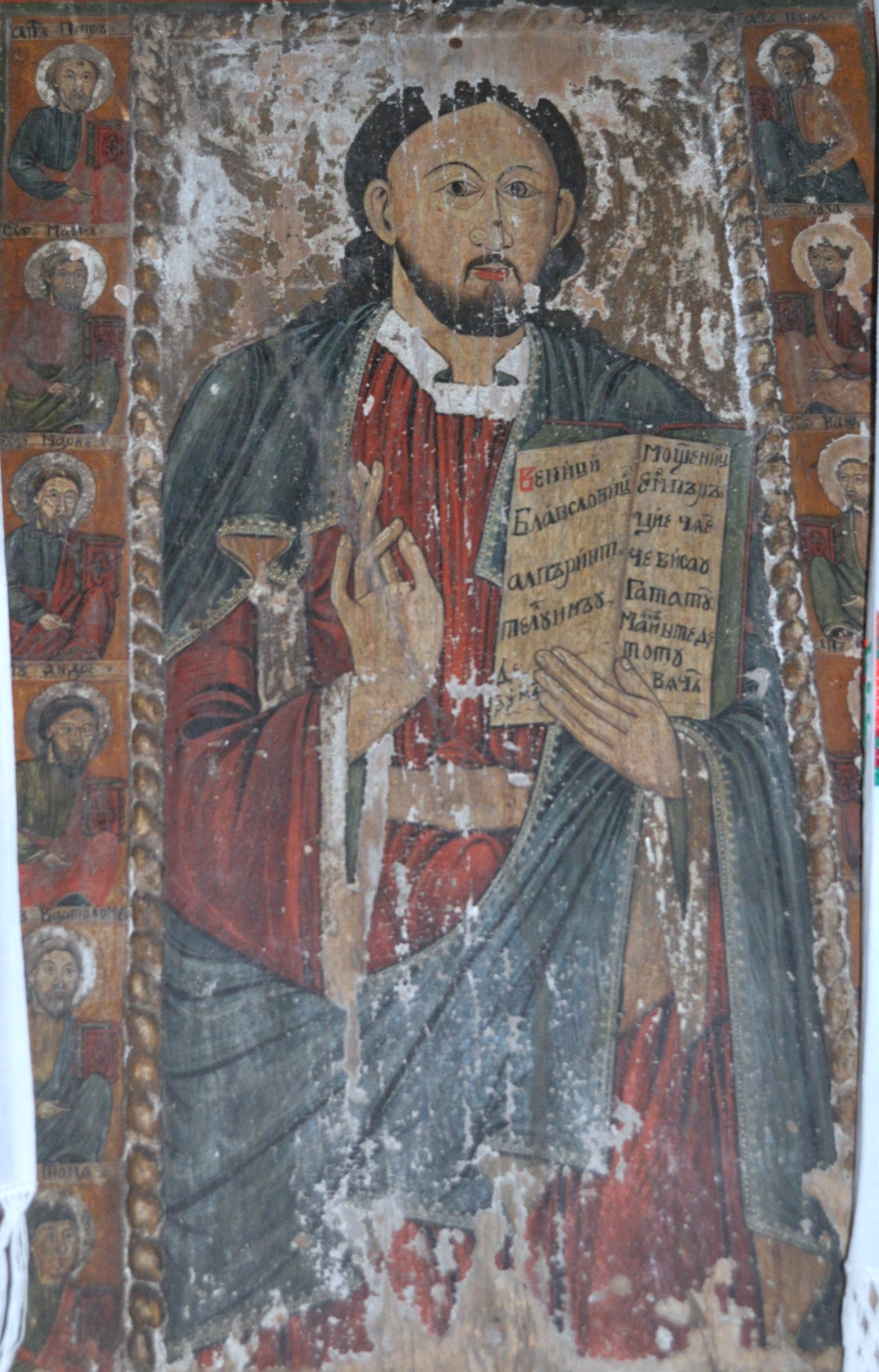
Iisus binecuvântând, pictură pe pânzâ lipită pe lemn (1741).

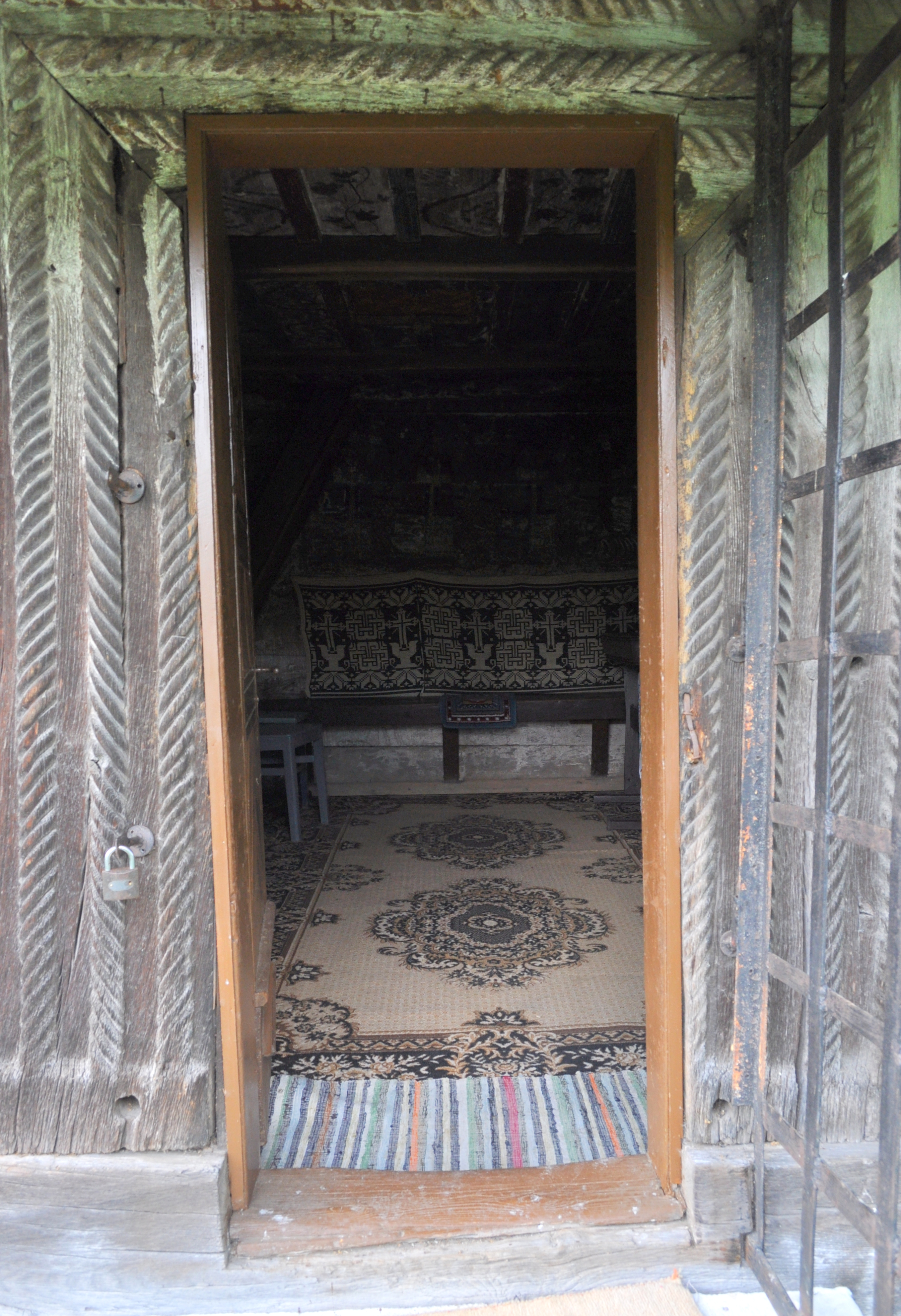
Portalul

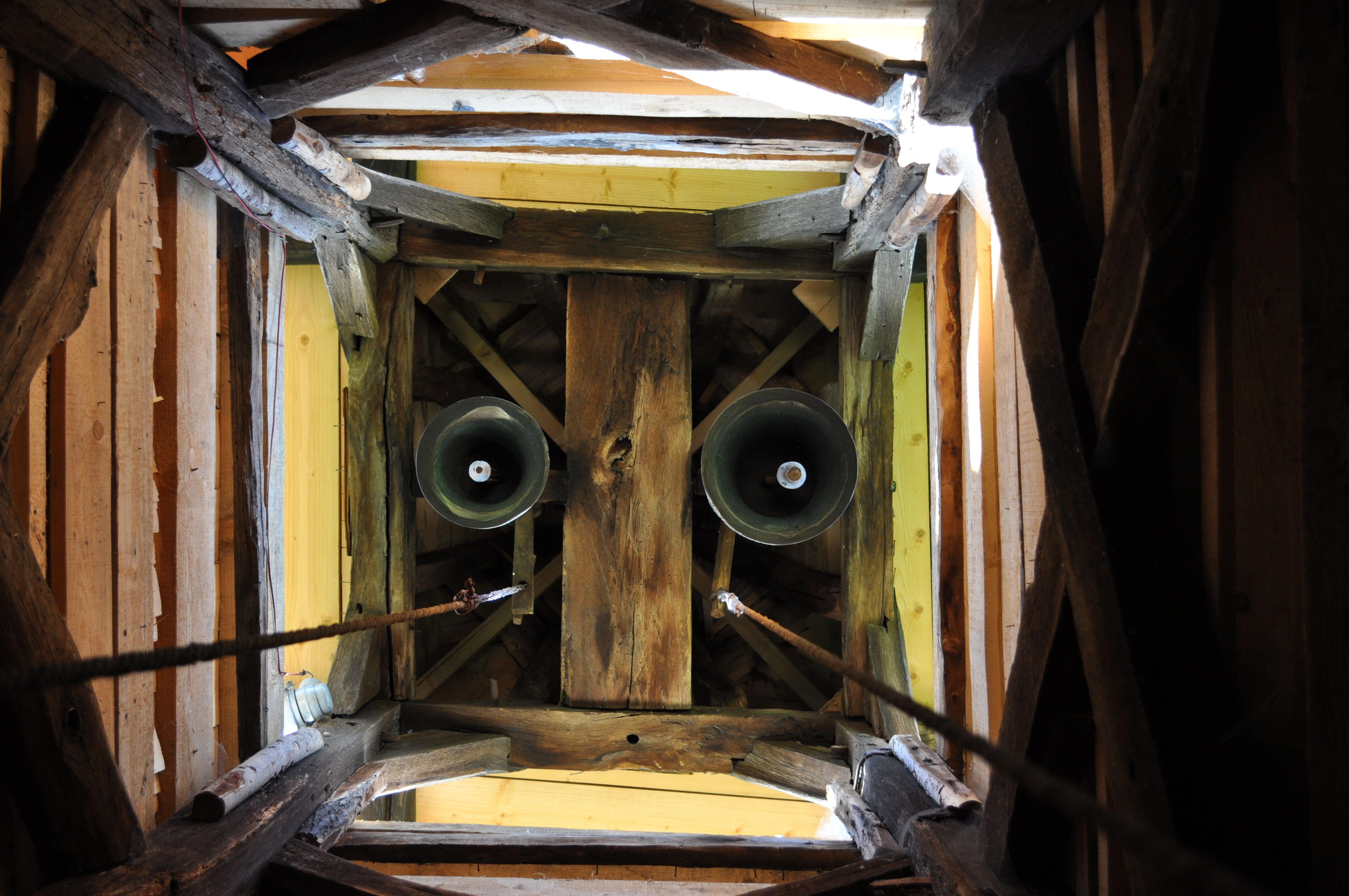
Clopotnița

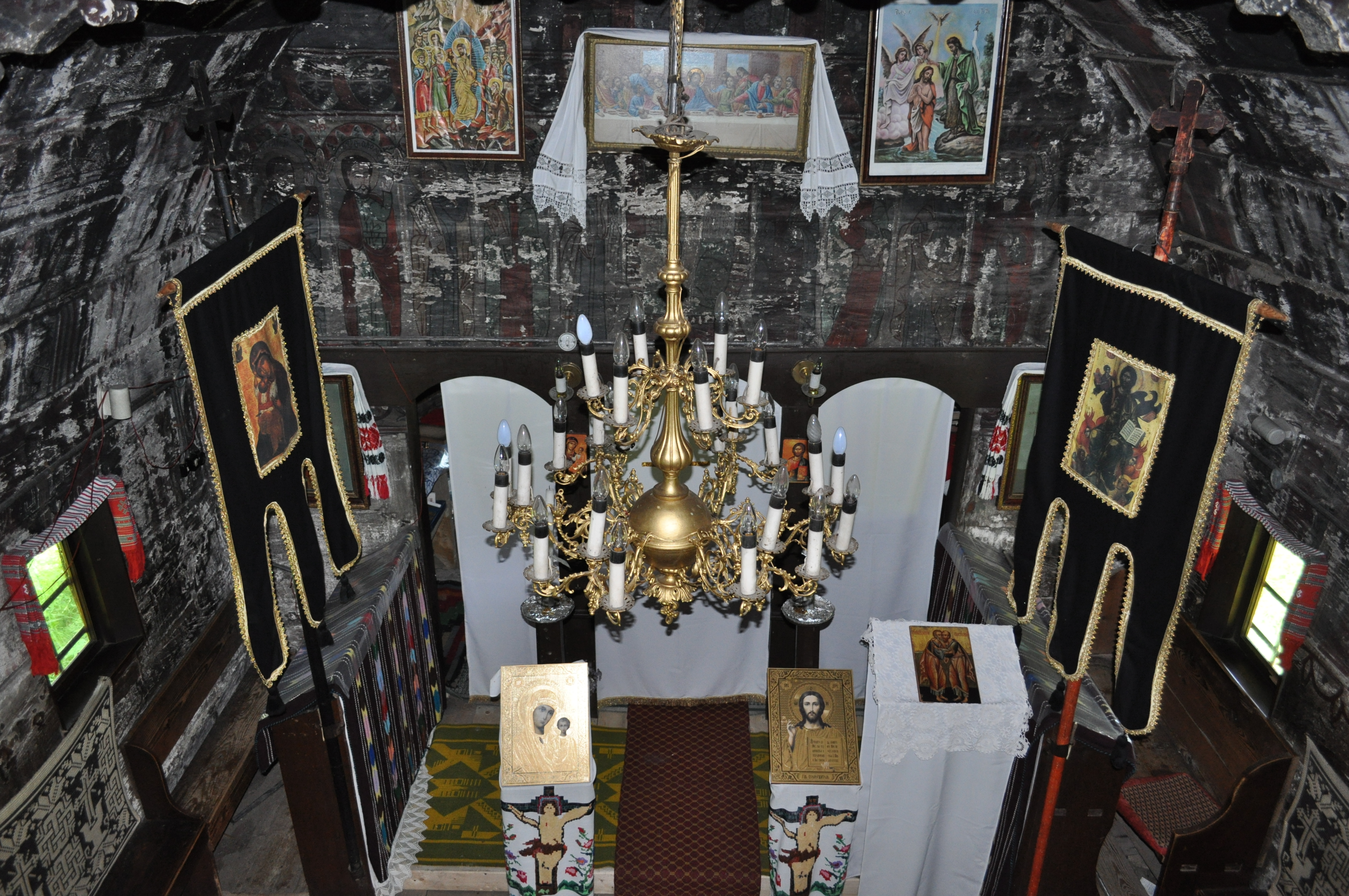
Interiorul navei

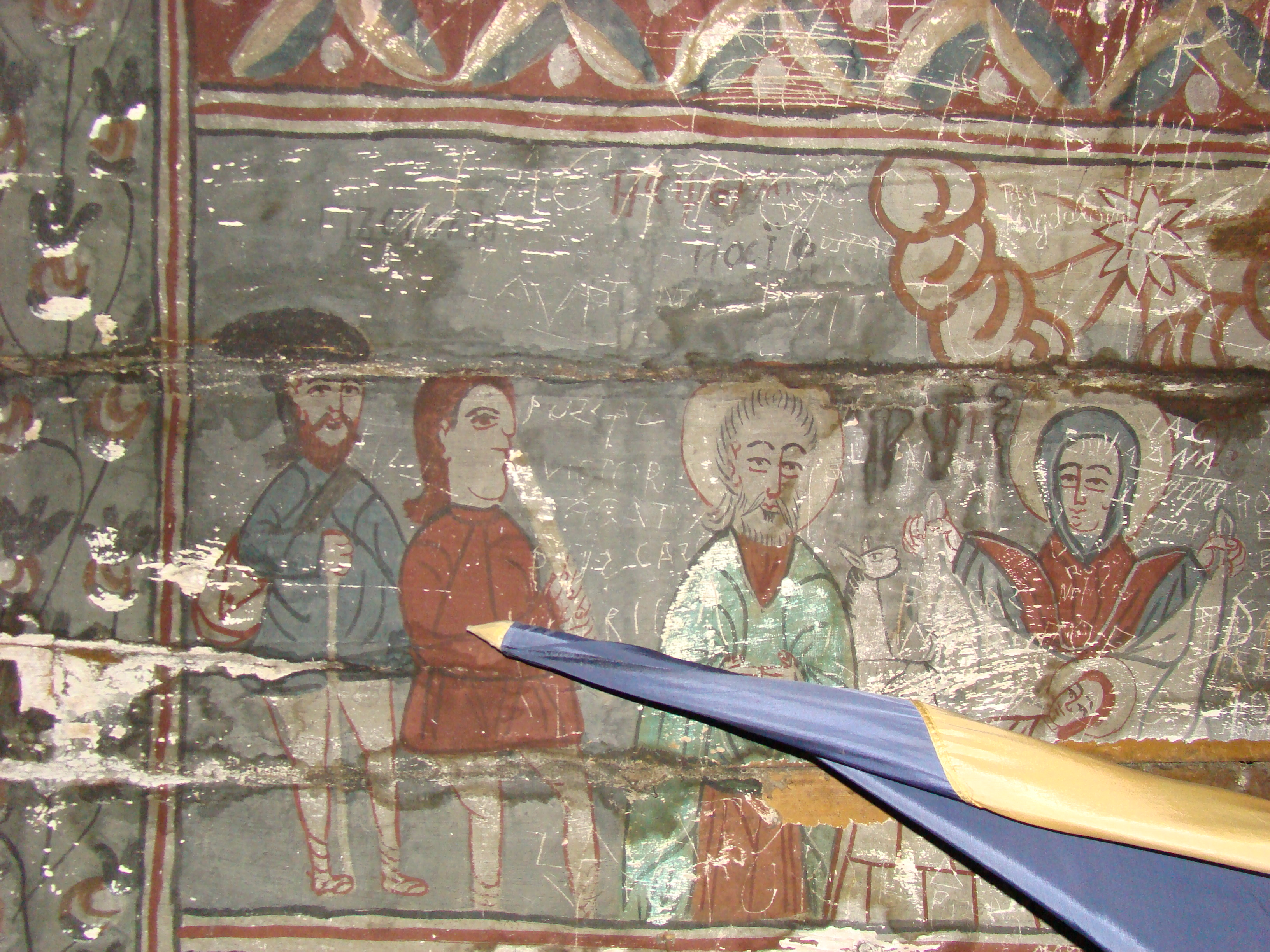
Pictura naosului (latura de sud)

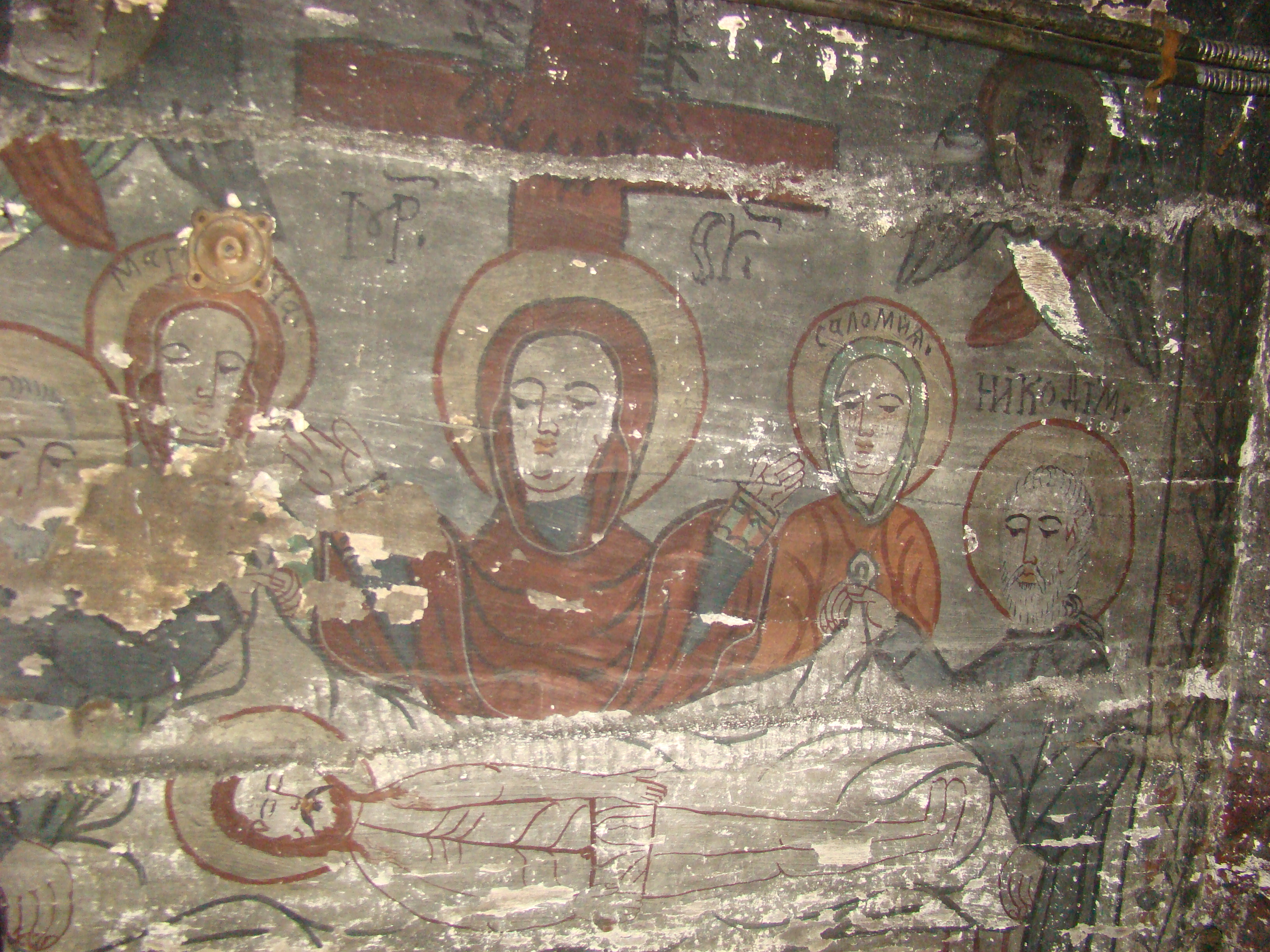
Prohodul Domnului

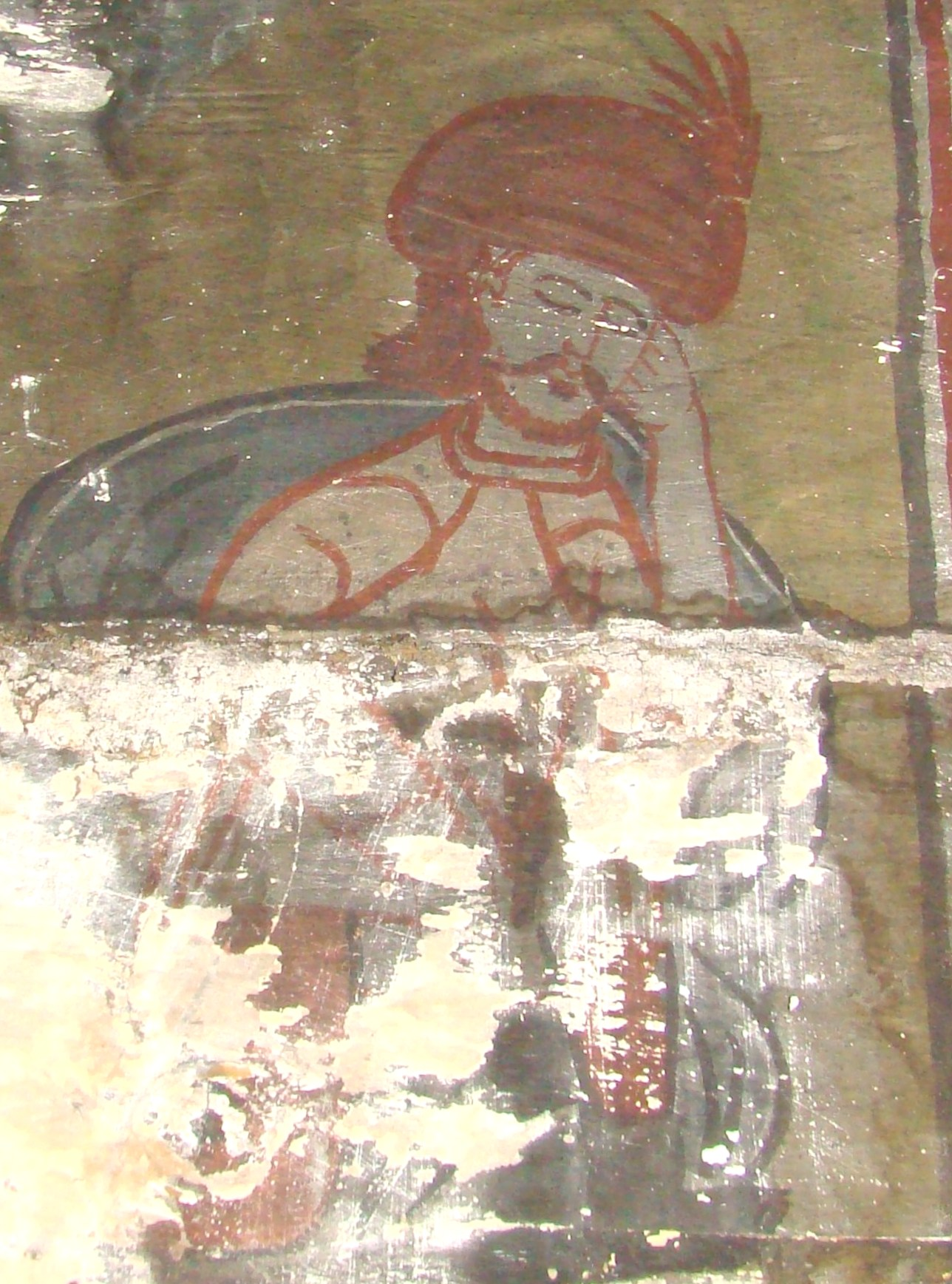

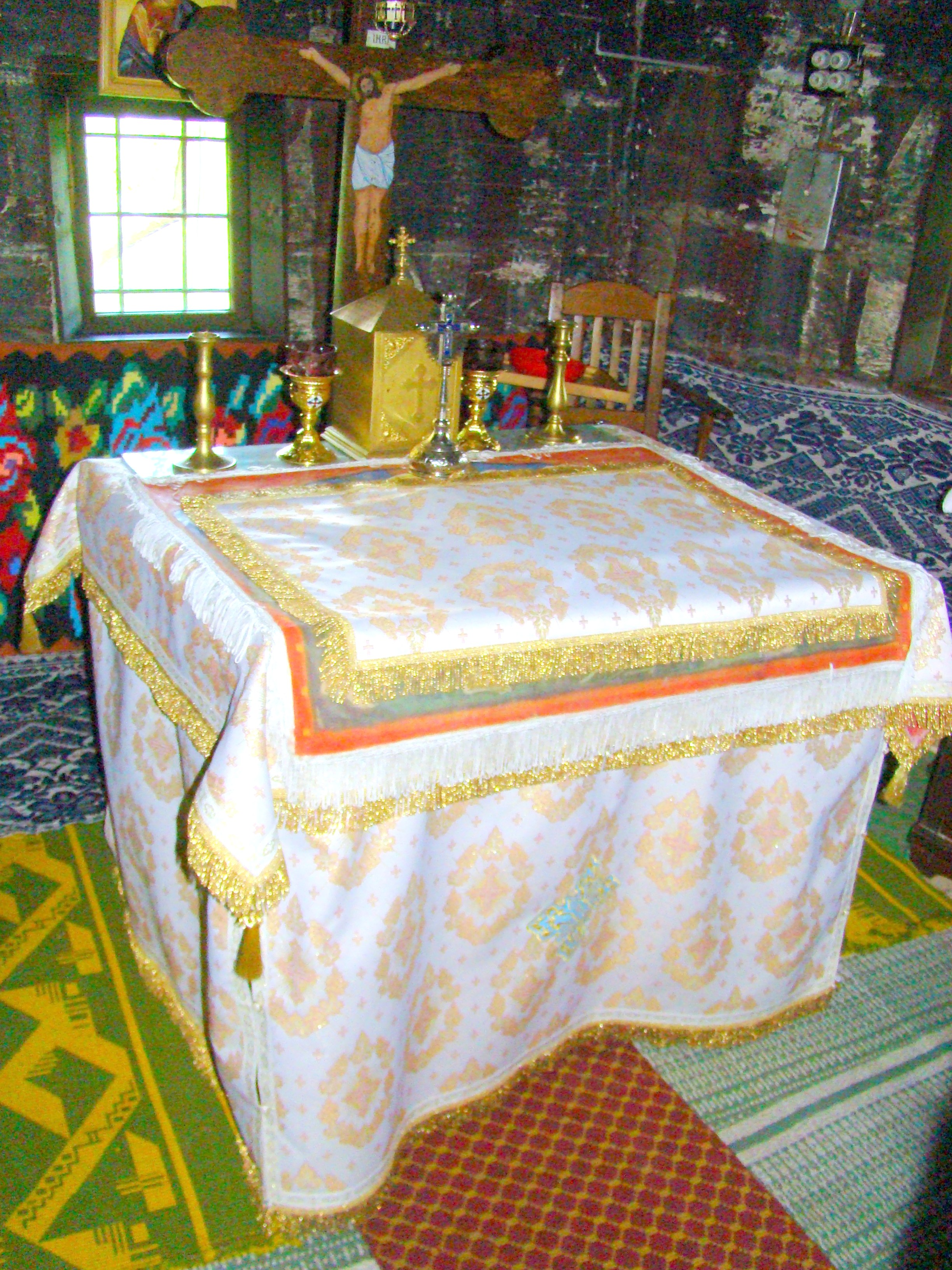
În altar

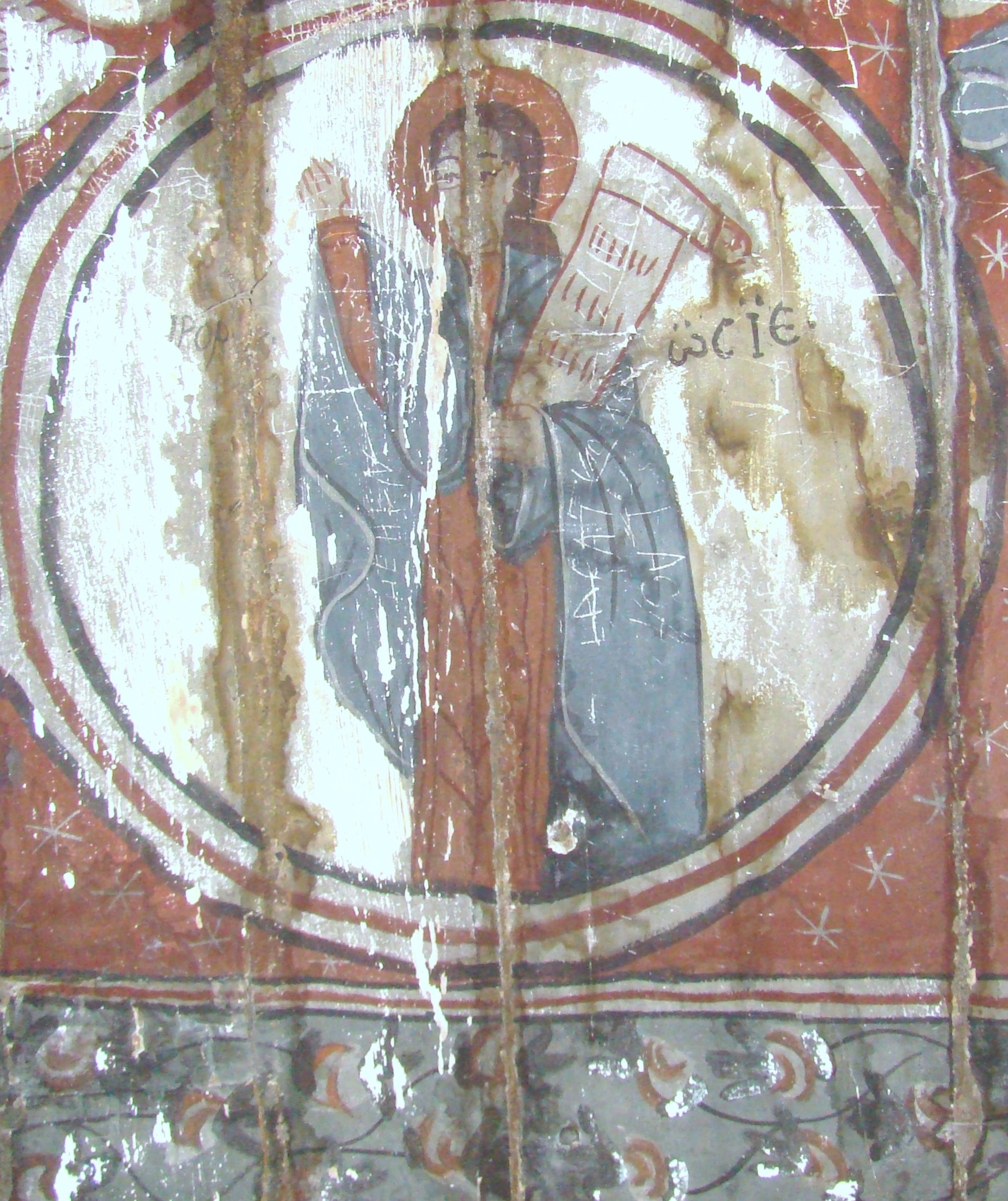
Pictura boltei

Biserica de lemn din Ticu, comuna Aghireșu, județul Cluj, datează din anul 1641.
Are hramul „Sfinții Apostoli Petru și Pavel”. Biserica se află pe noua listă a monumentelor istorice sub codul LMI:  CJ-II-m-B-07780.

## Istoric
Satul Ticu datează, conform documentelor istorice din anul 1320. Nu se cunoaște originea denumirii Ticu. În locul acestui sat era mai demult o pădure imensă. Sasul a fost așezat pe moșia baronului Sesoi din Gârbău. Se pare că locuitorii au provenit din iobagii care au lucrat pe moșia baronului. A fost recunoscut ca sat în 1523, dar au existat și înainte locuințe în zonă.
Biserica cu hramul „Sfinții Apostoli Petru și Pavel” a fost construită în anul 1641 pe cheltuiala locuitorilor. A fost pictată în 1827 pe pânză lipită pe lemn, probabil de către Dimitrie Ispas. După o notă găsită pe o veche cazanie de la 1896, bisericii i s-a adus o oarecare modificare la uși de către meșterul Vila Olarul. O altă reparație i s-a făcut mai târziu, prin 1916-1917, în timpul preotului Emil S. Mureu, de către meșterul Chiorean Moștei din Cubleșu, care a despărțit peretele ce separă tinda de naosul bisericii. 
Din cauza acoperișului foarte degradat, pictura pe pânză s-a deteriorat. În anul 2010 s-au realizat lucrări de refacere a învelitorii de șindrilă a bisericii, consolidare și refacerea învelitorii porții de acces de către meșterul Vasile Urdă din Bârsana.

## Date din istoricul parohiei
Parohia Ticu a devenit greco-catolică în anul 1798. Între anii 1826-1860 preot a fost Găvrilă Pop. Între 1860-1862 parohia a fost administrată de Petru Oprea din Stoboru. De la 1862 și până în 1893 preot este Zaharie Hossu, iar din 1894 parohia a fost administrată interimar de Gregoriu Lehene. Venitul congrual era de 223 coroane și 38 fileri.
La anul 1900 parohia nu avea casă parohială. Registrele matricole erau ținute de la 1826. Școala era din lemn și a fost înființată în anul 1868. Avea 45 de școlari.

## Trăsături
Biserica de lemn, aflată încă în folosința credincioșilor satului Ticu, comuna Aghireș, a fost clădită din bârne orizontale de stejar, îmbinate „în cheotoare dreaptă” și „coadă de rândunică”, pe o fundație de piatră.
Planimetric simplă si redusă ca dimensiuni (pronaos 2,95/4,20, naos 4,58/4,20), fiind una dintre cele mai mici biserici din zonă, ea are un altar poligonal, rezultat din îmbinarea măiastră a bârnelor din pereții naosului cu cei ai altarului.
Biserica are pronaosul tăvănit, cu stâlpii turnului-clopotniță fixați în grinzile din structura de bază a pereților exteriori. Turnul are, imediat deasupra acoperișului, o galerie deschisă și coiful octogonal, înscris în baza pătrată, de înălțime medie între turnurile-clopotniță din zonă.

## Imagini din exterior

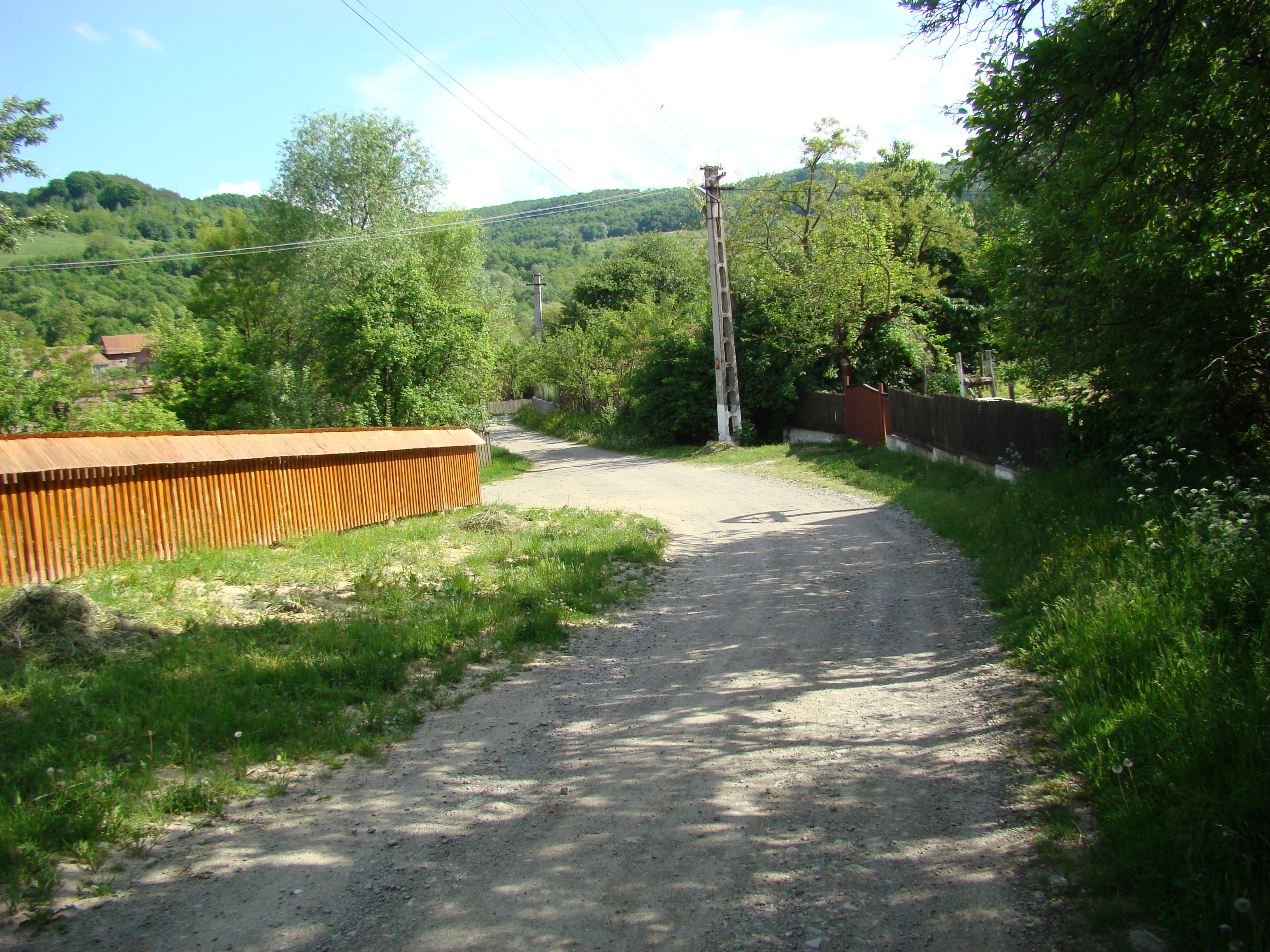
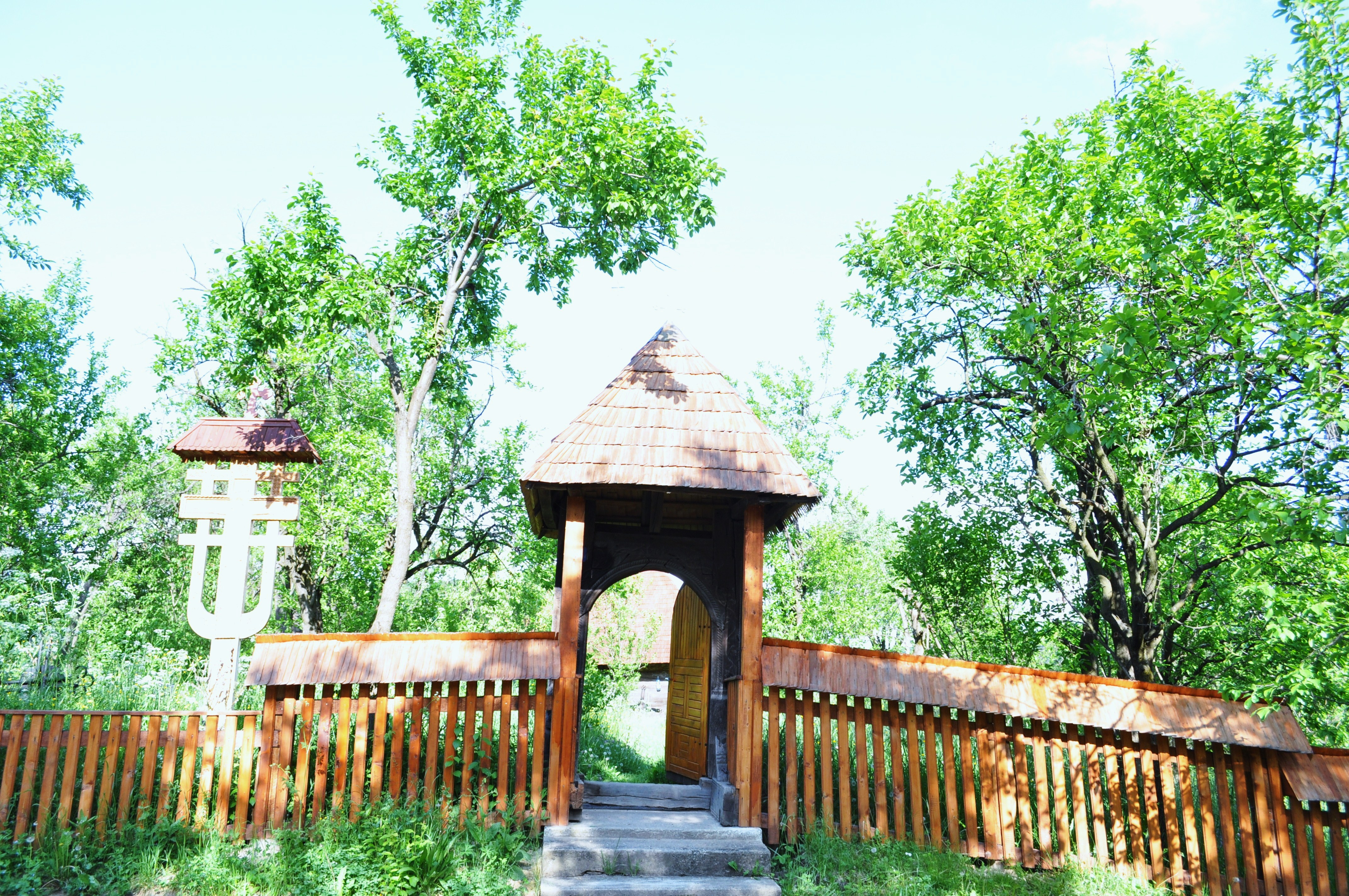
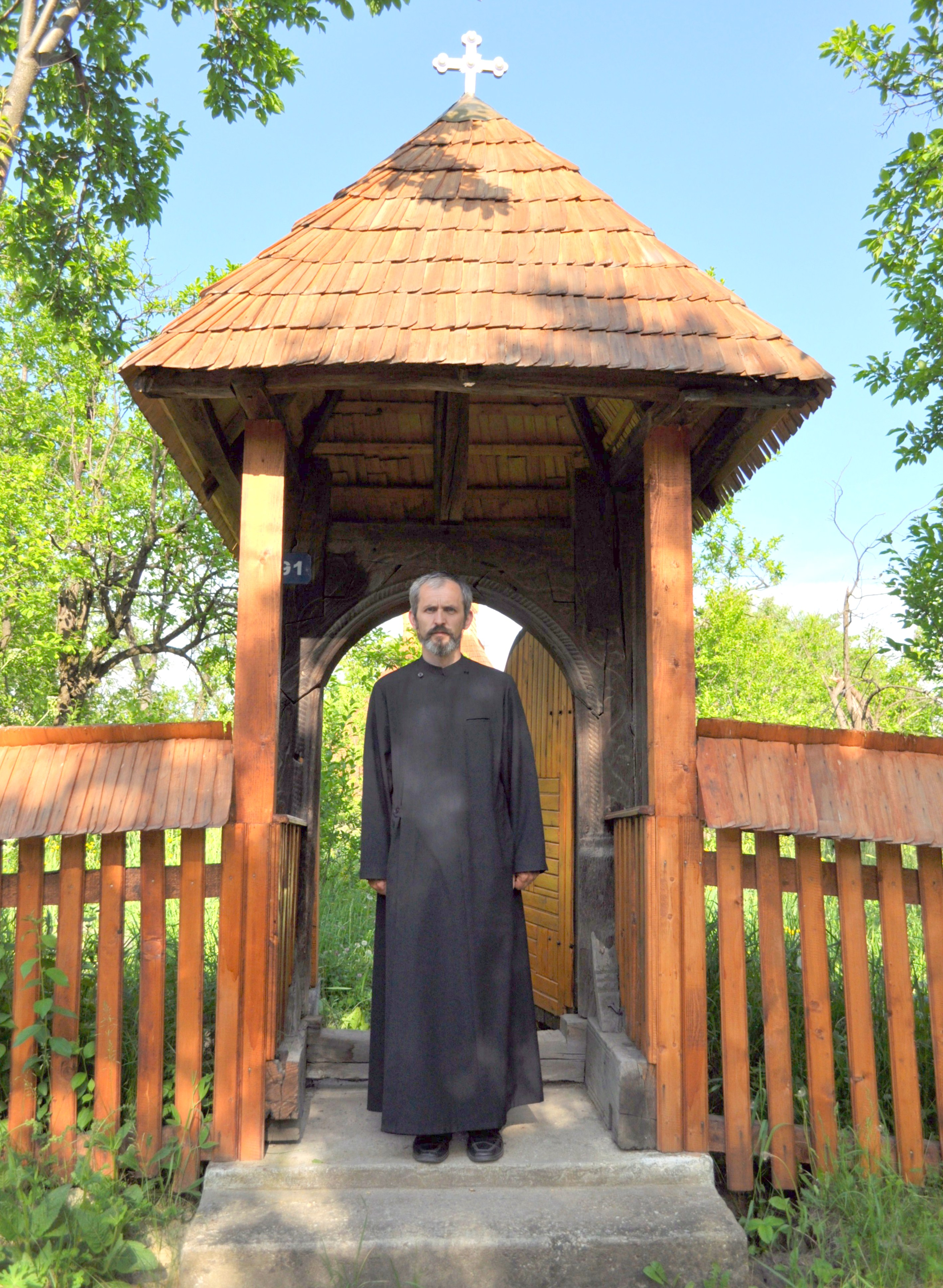
preotul paroh Marius Moldovan
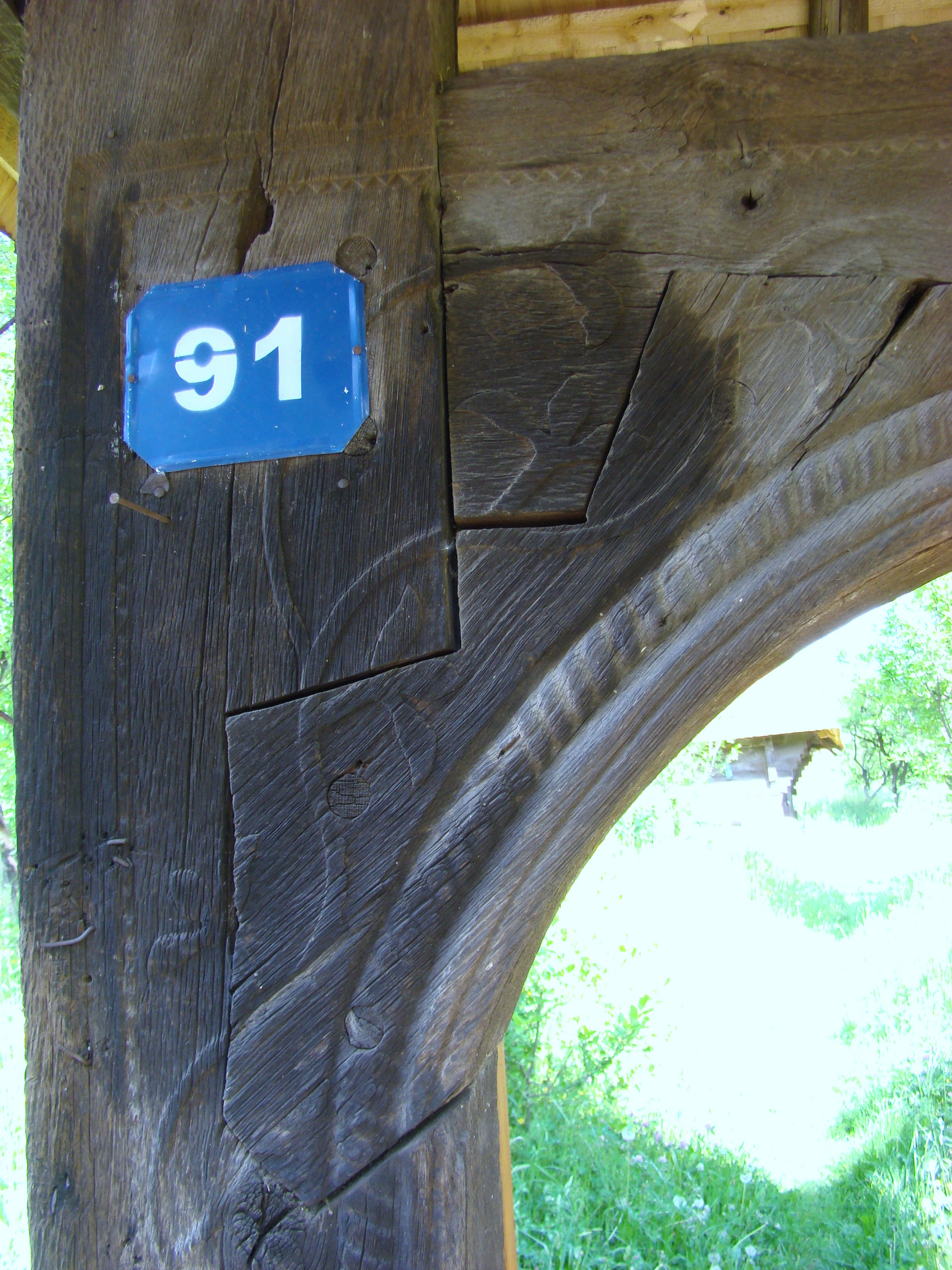
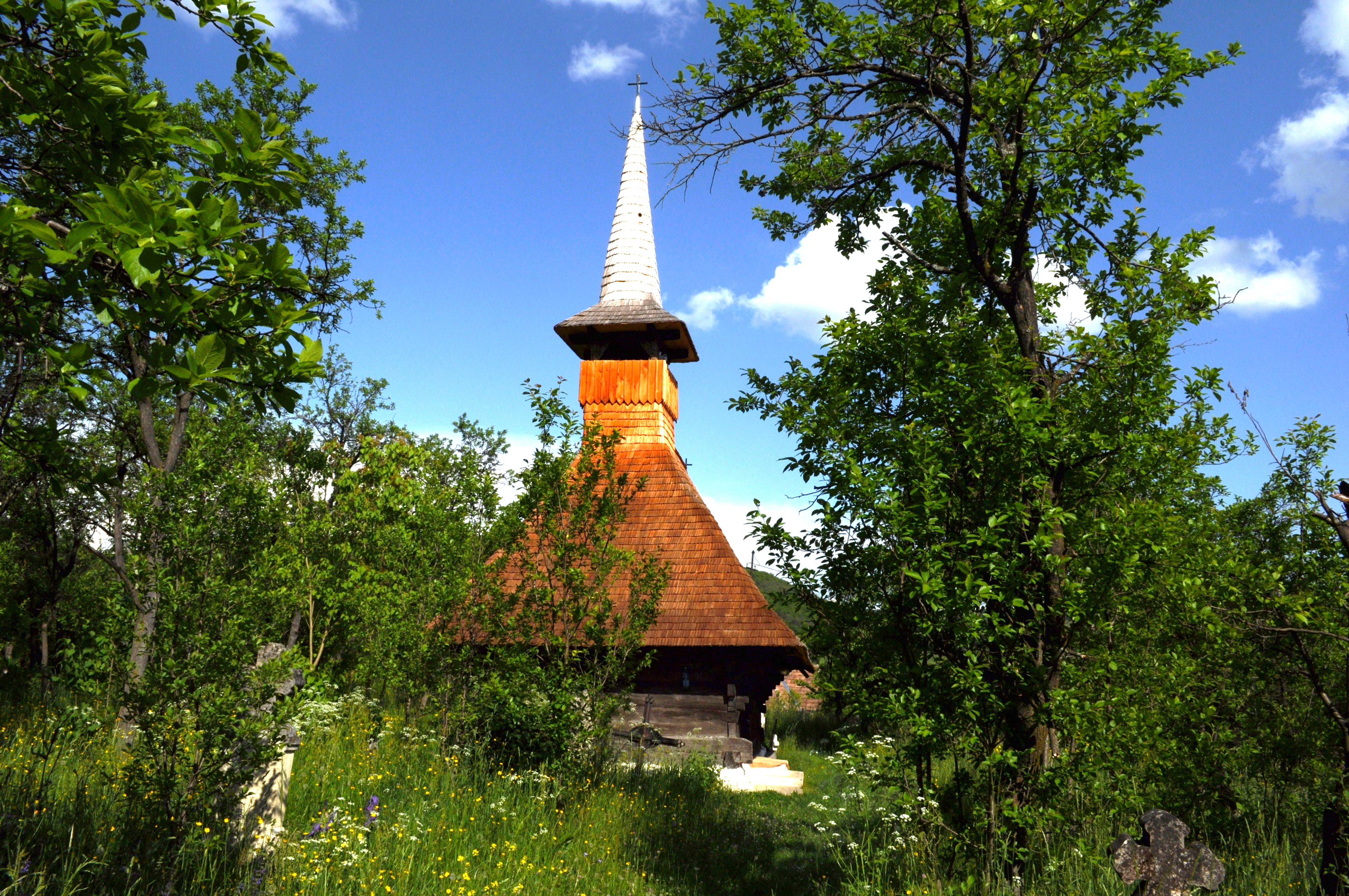
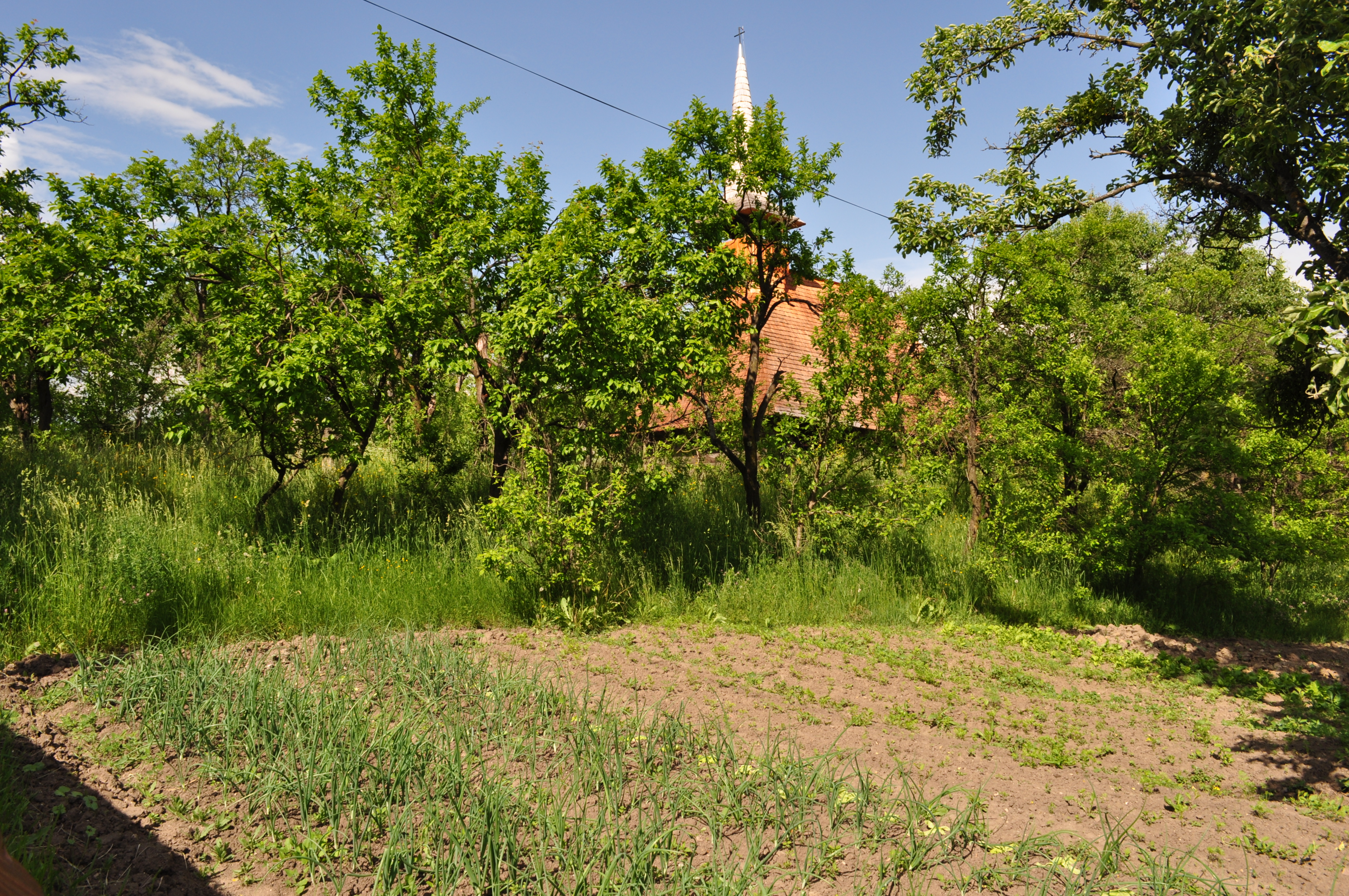
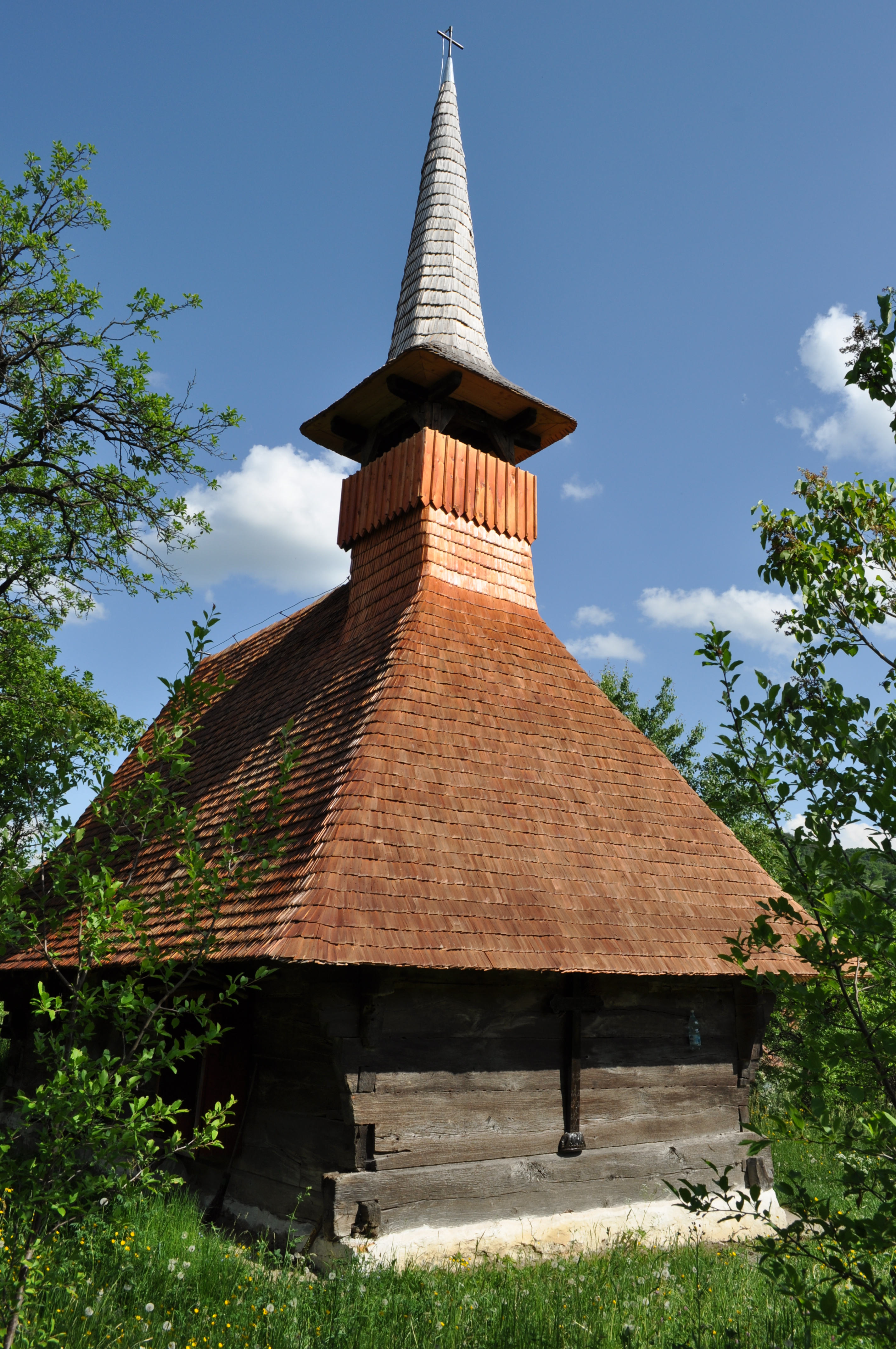
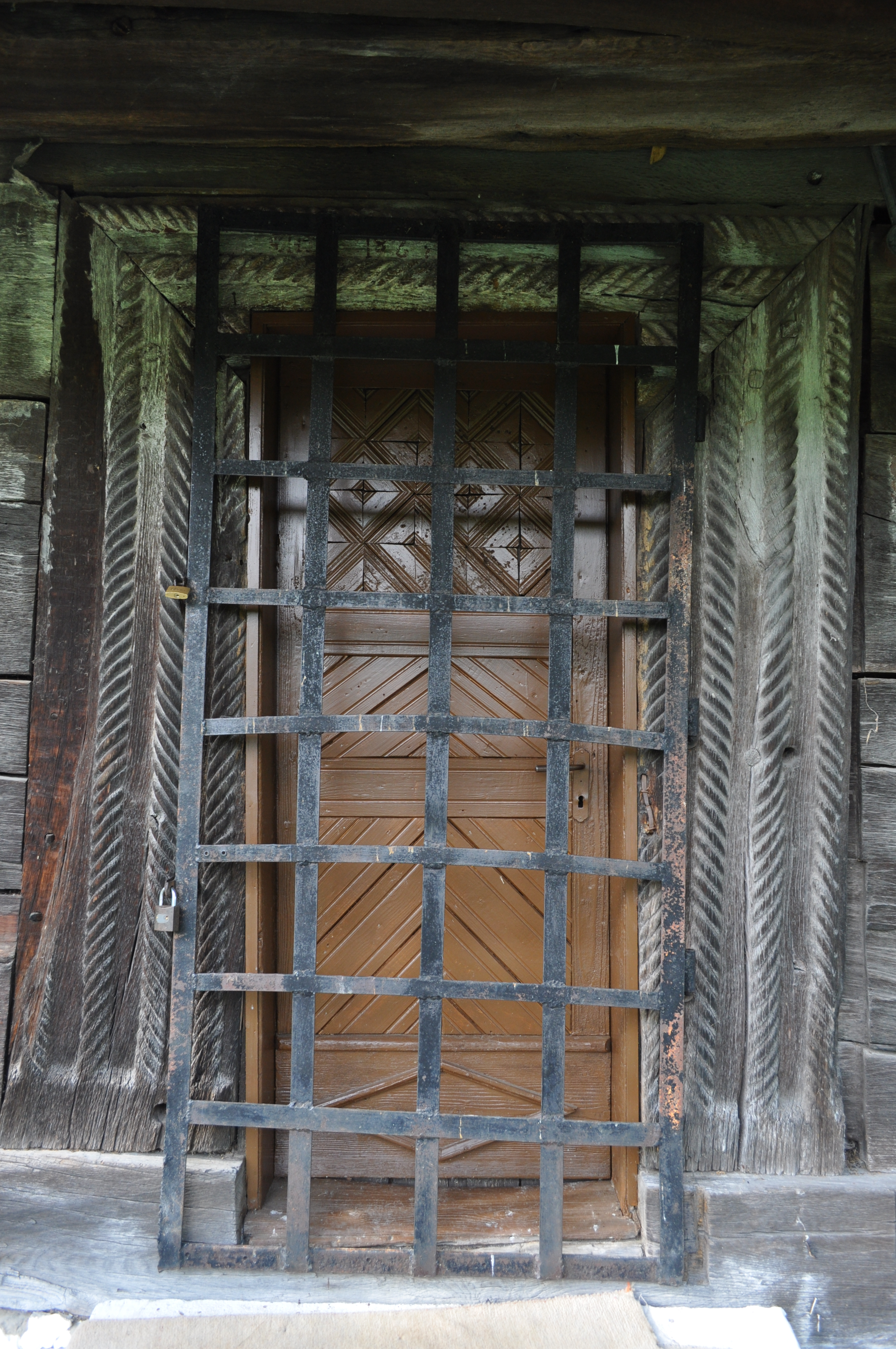
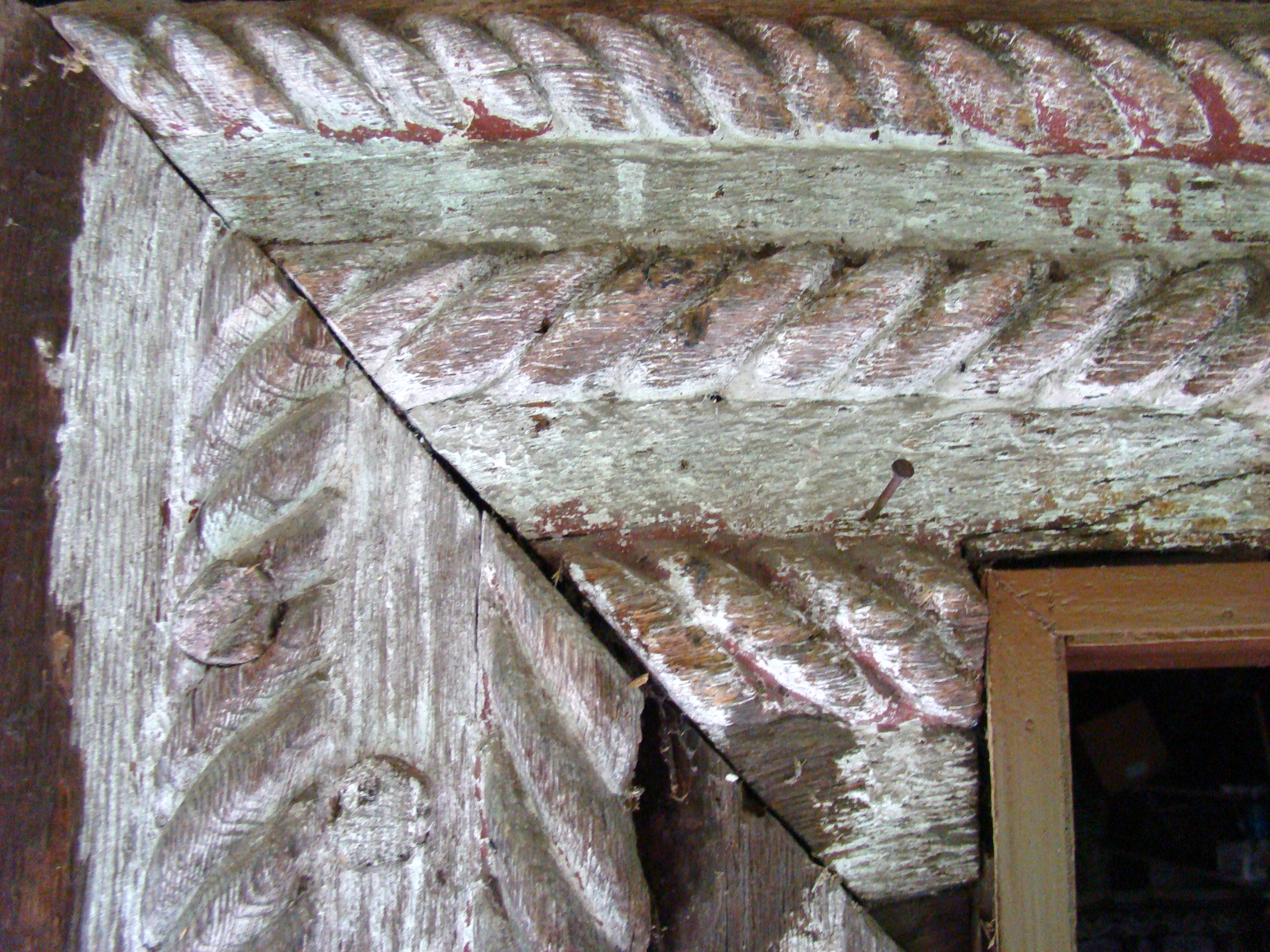
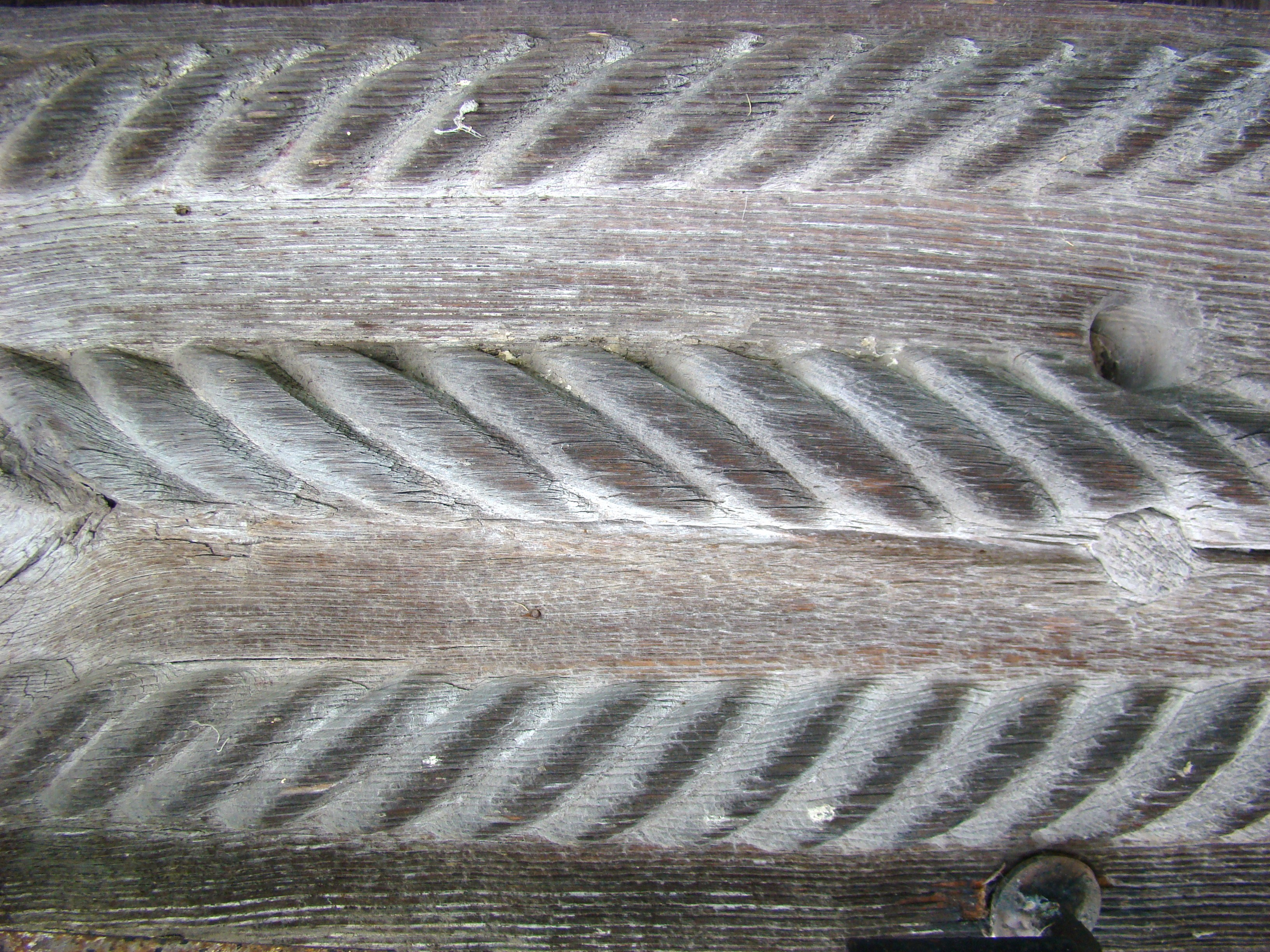
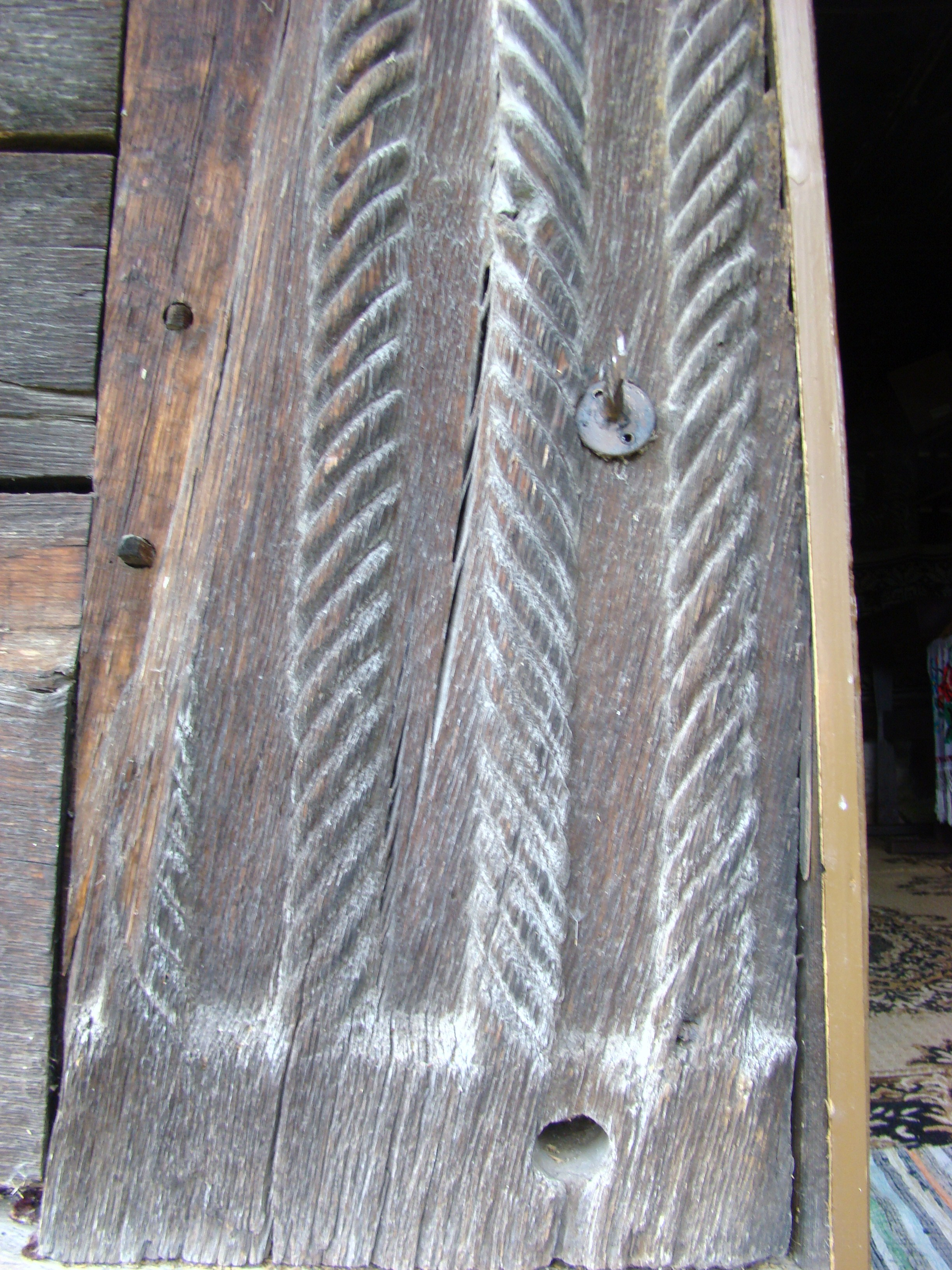
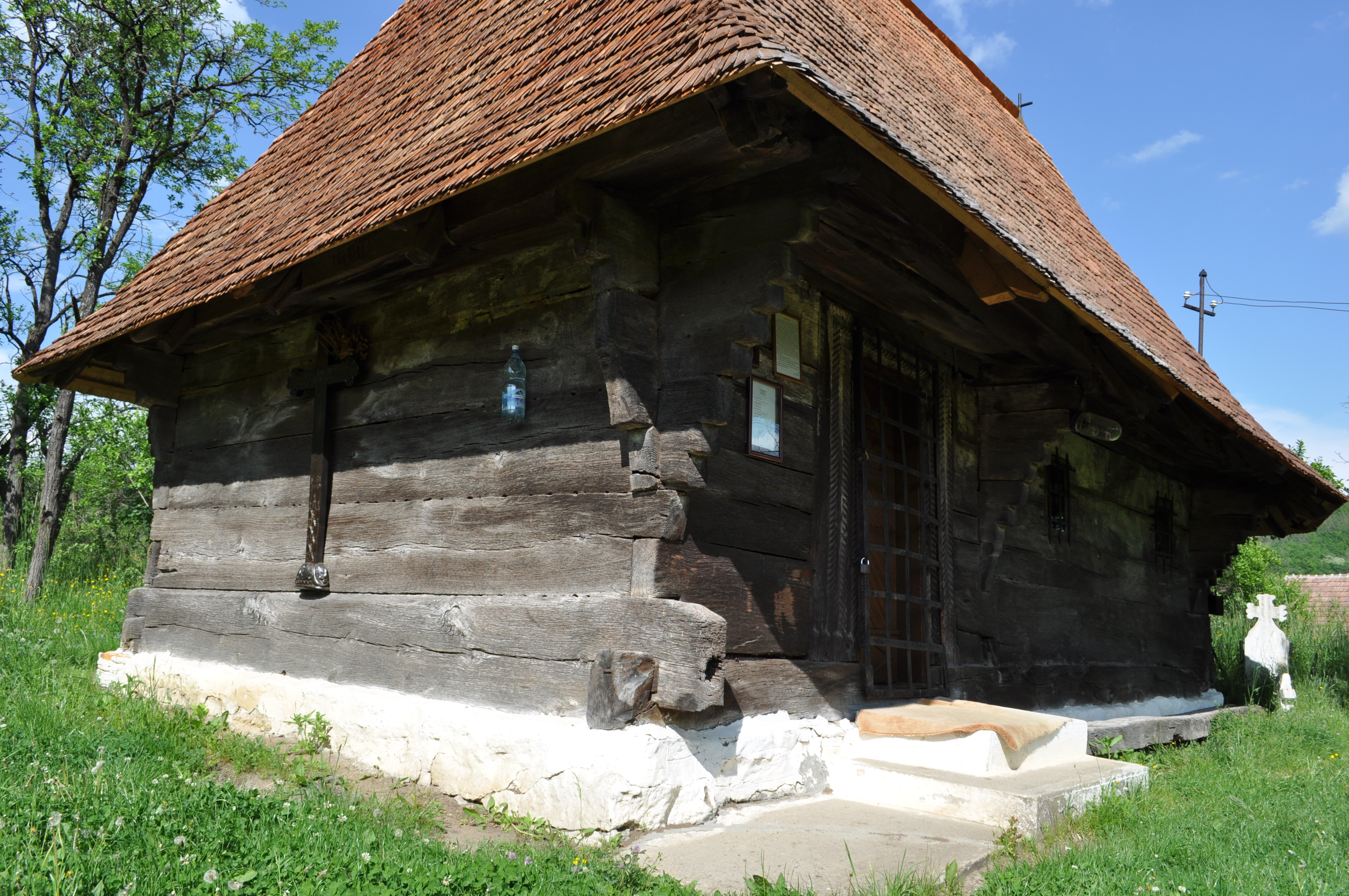
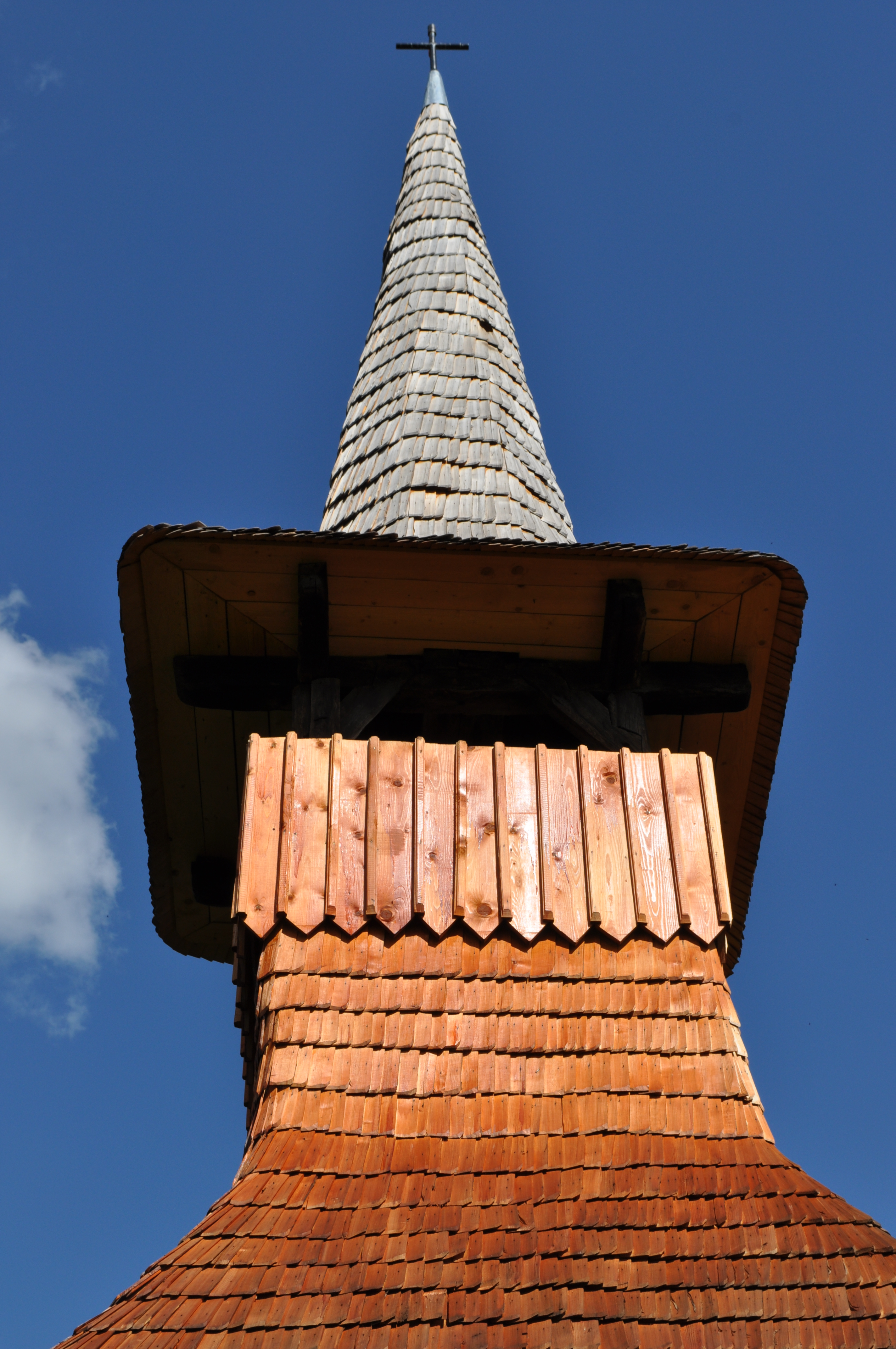
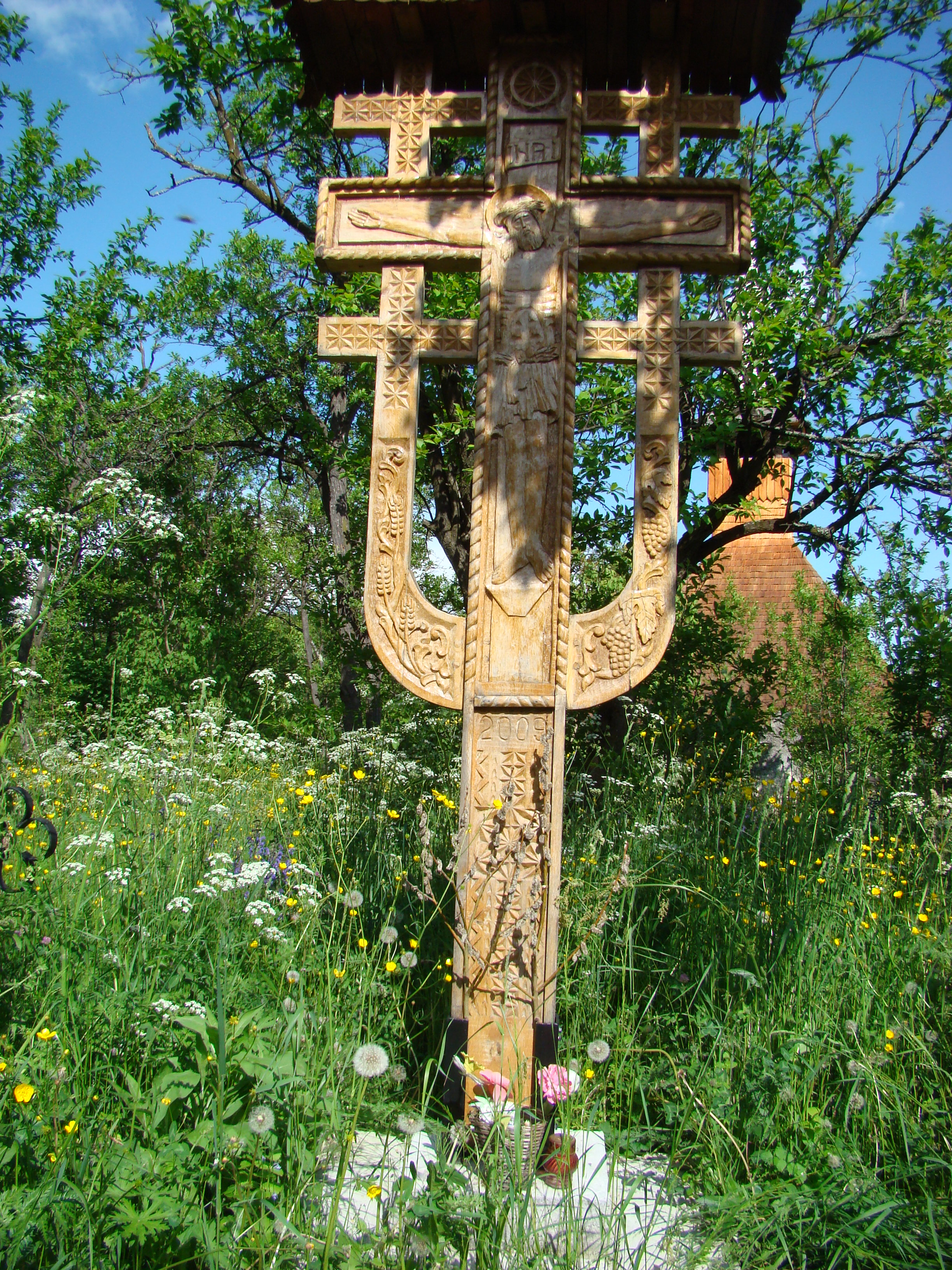
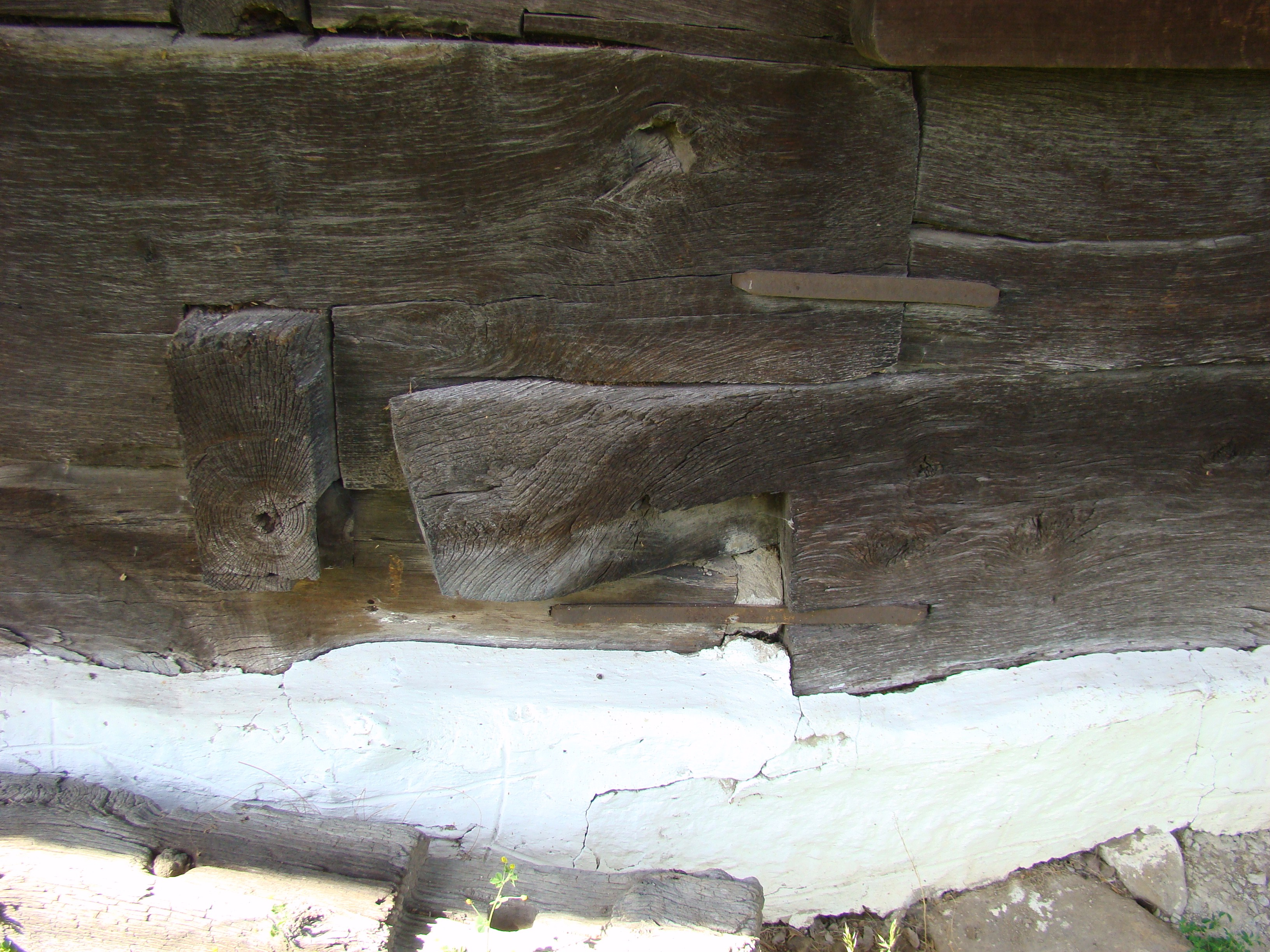
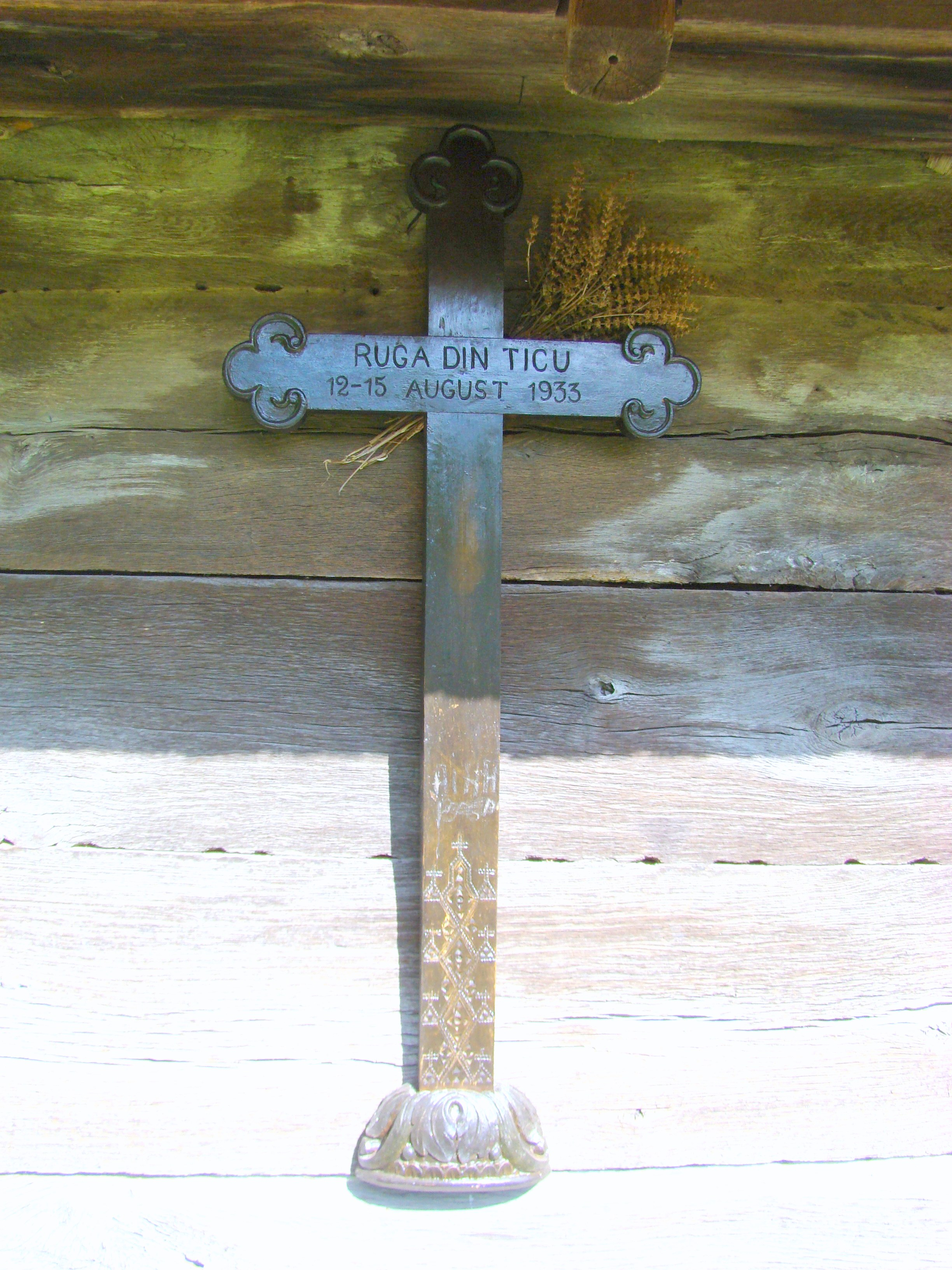
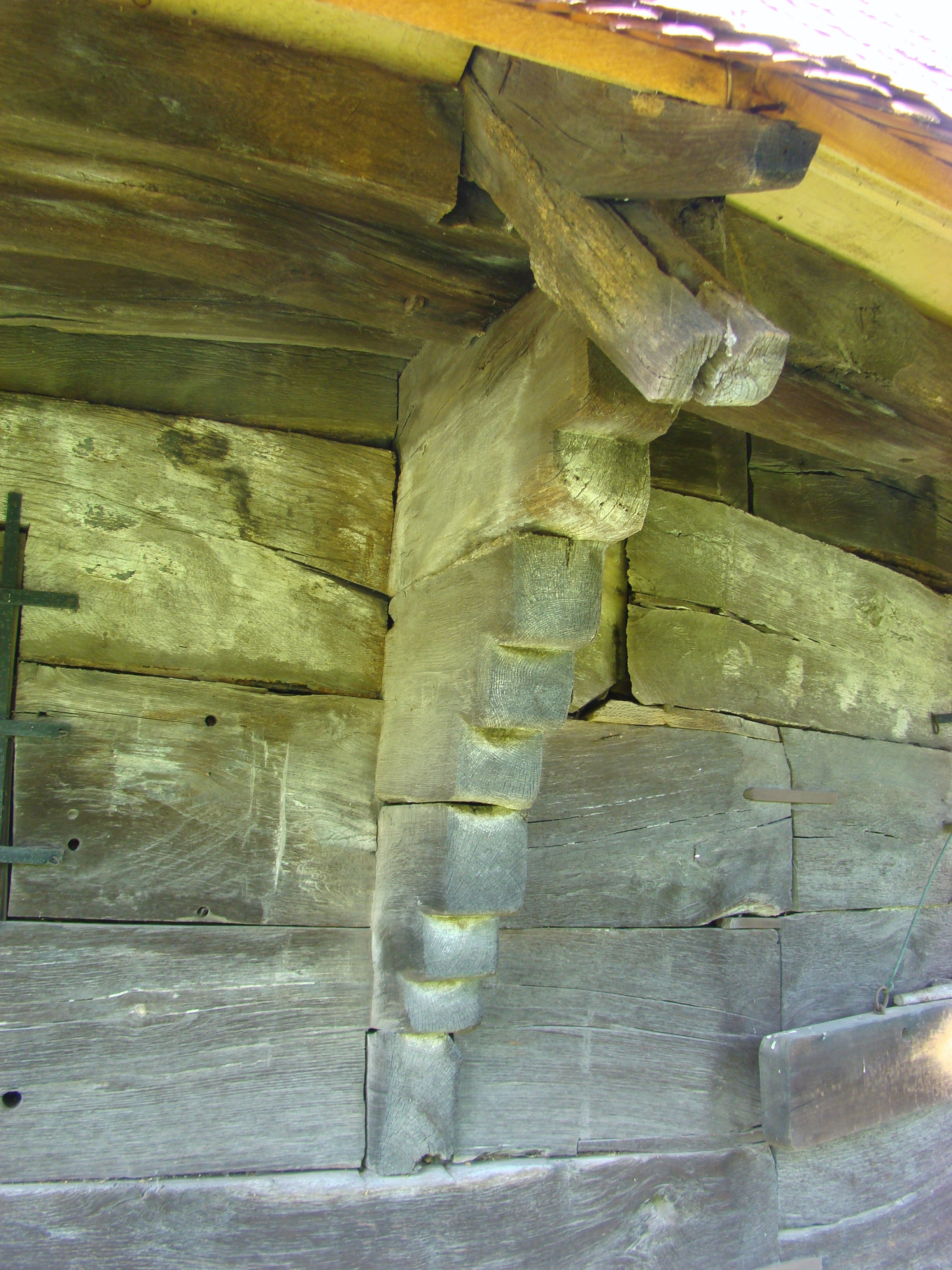
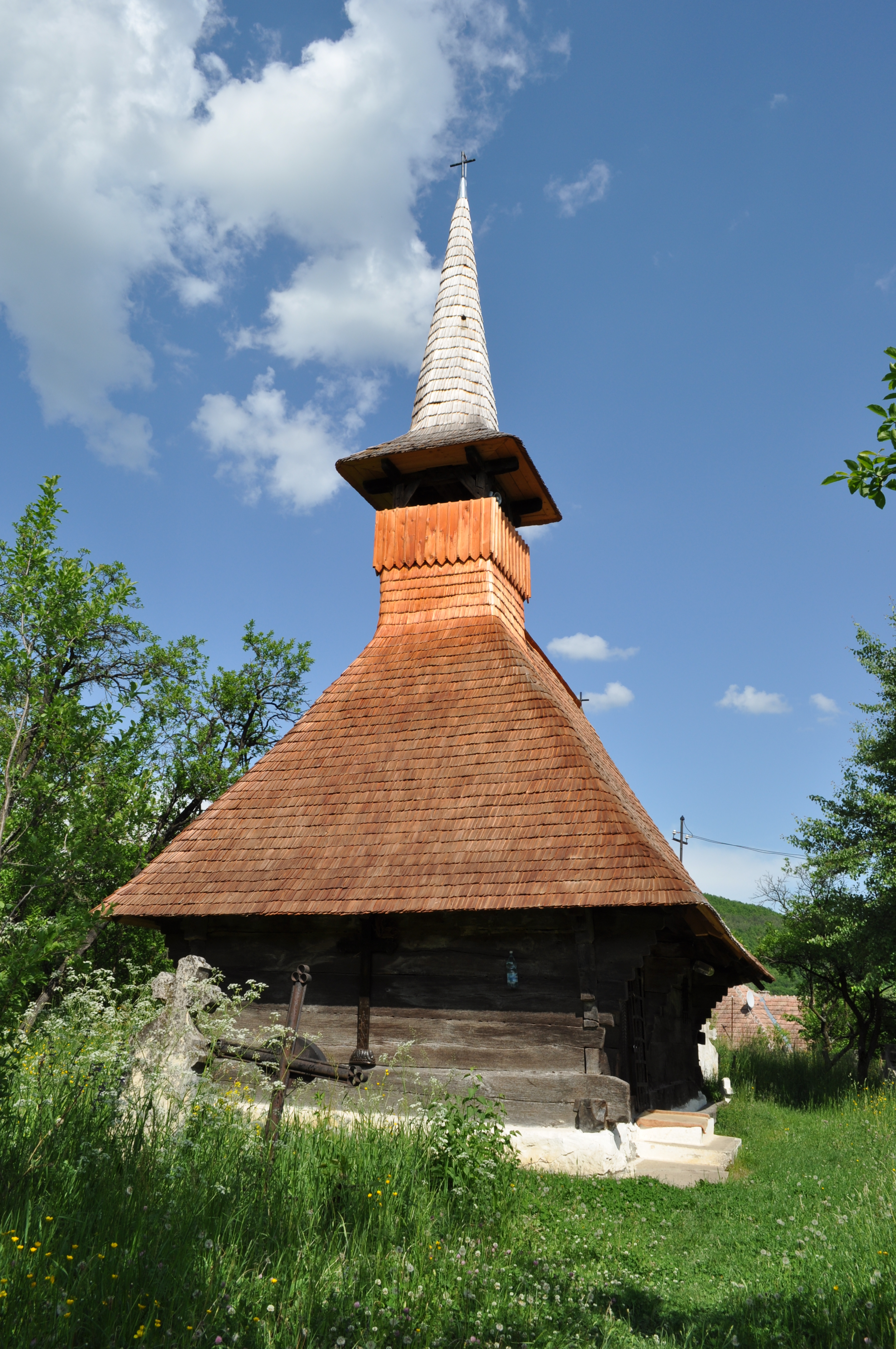
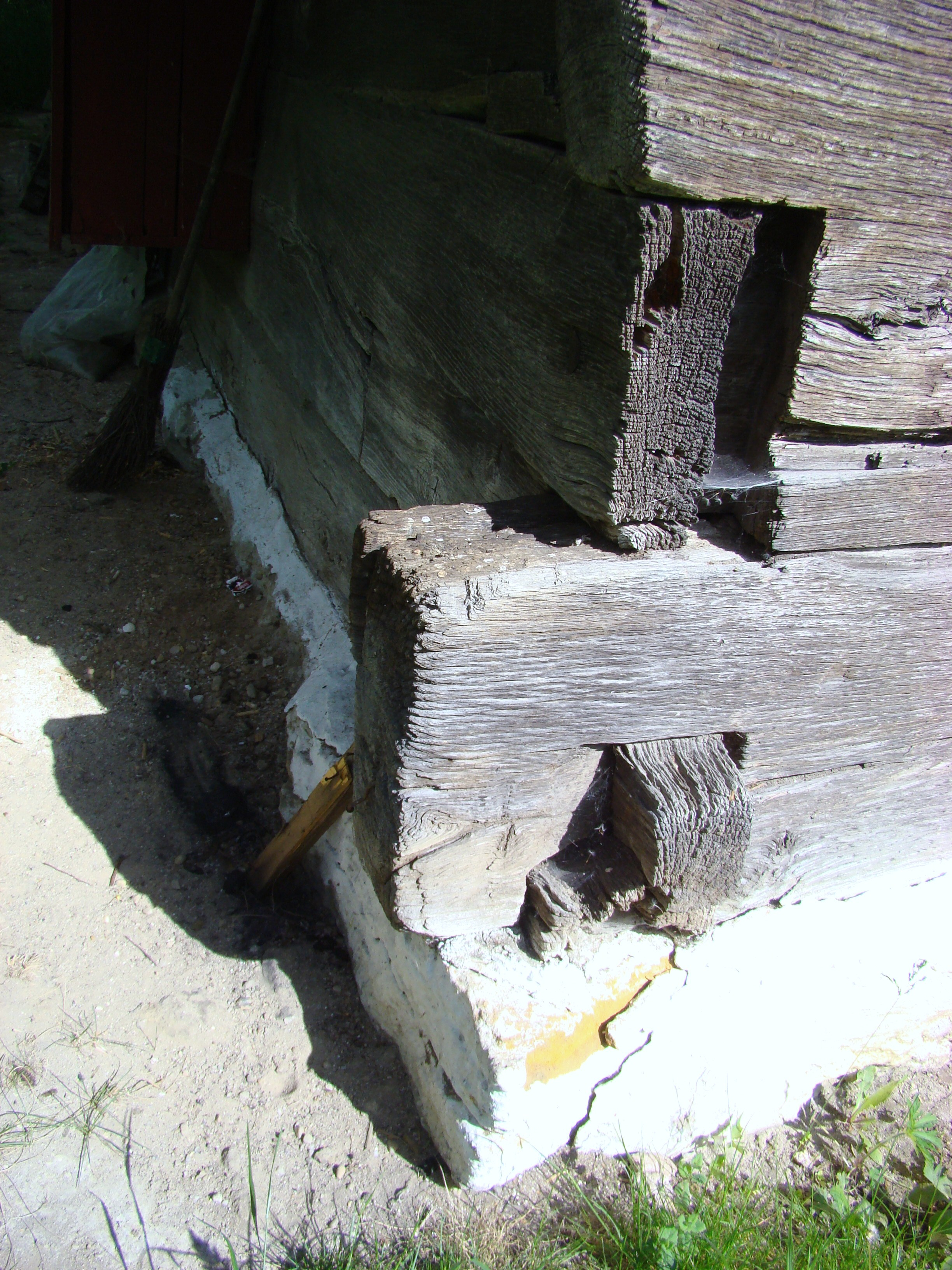
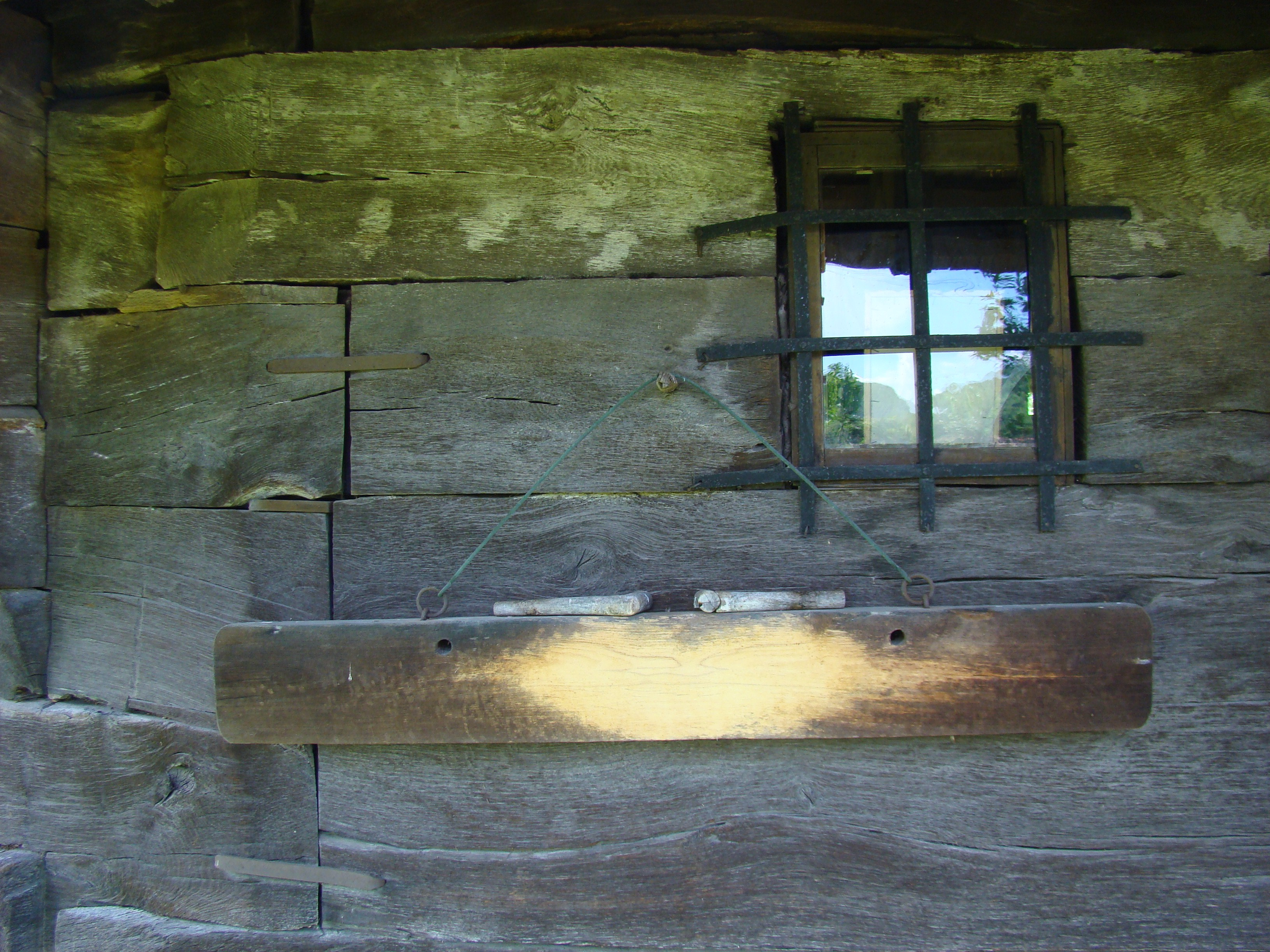
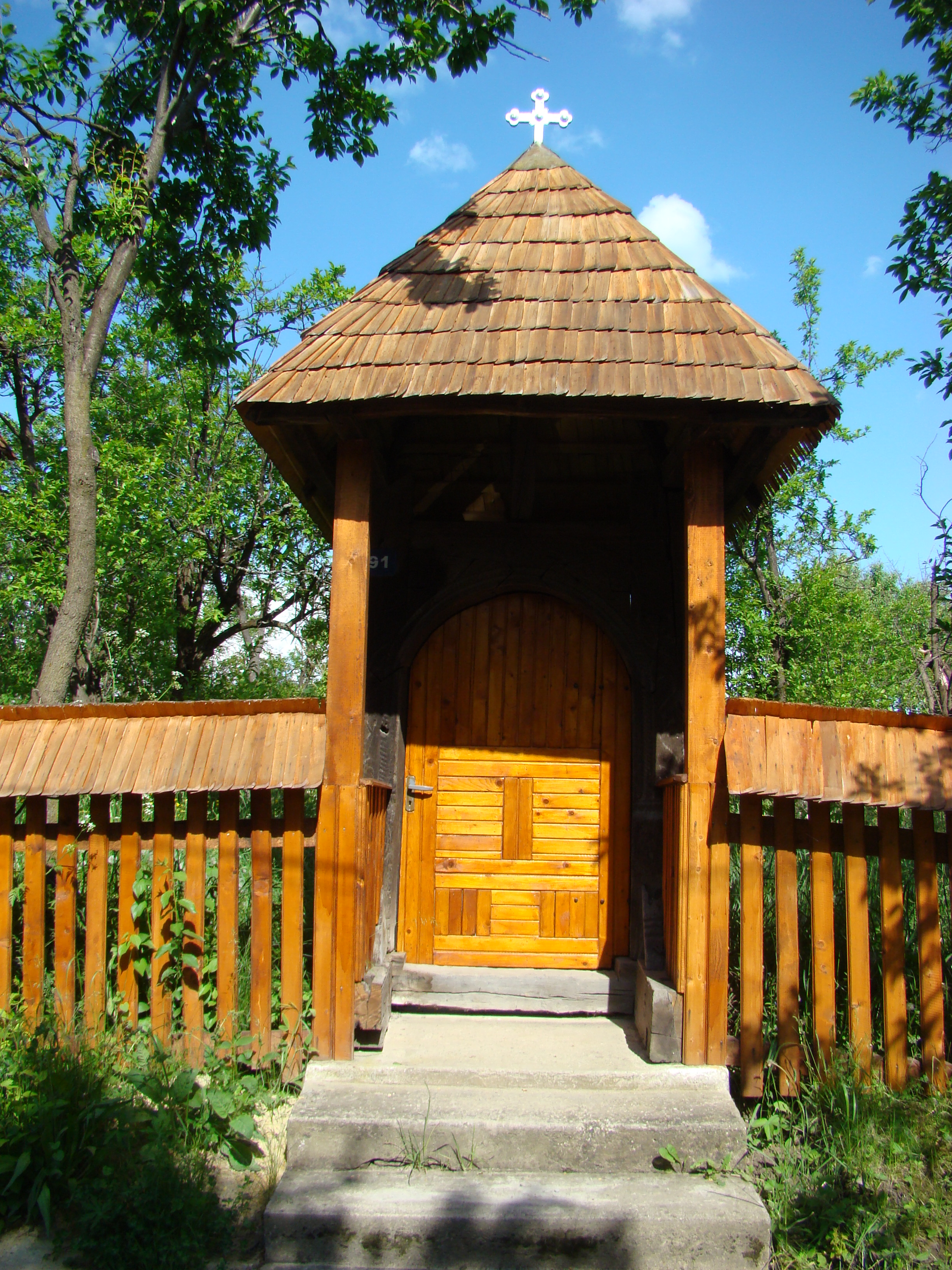
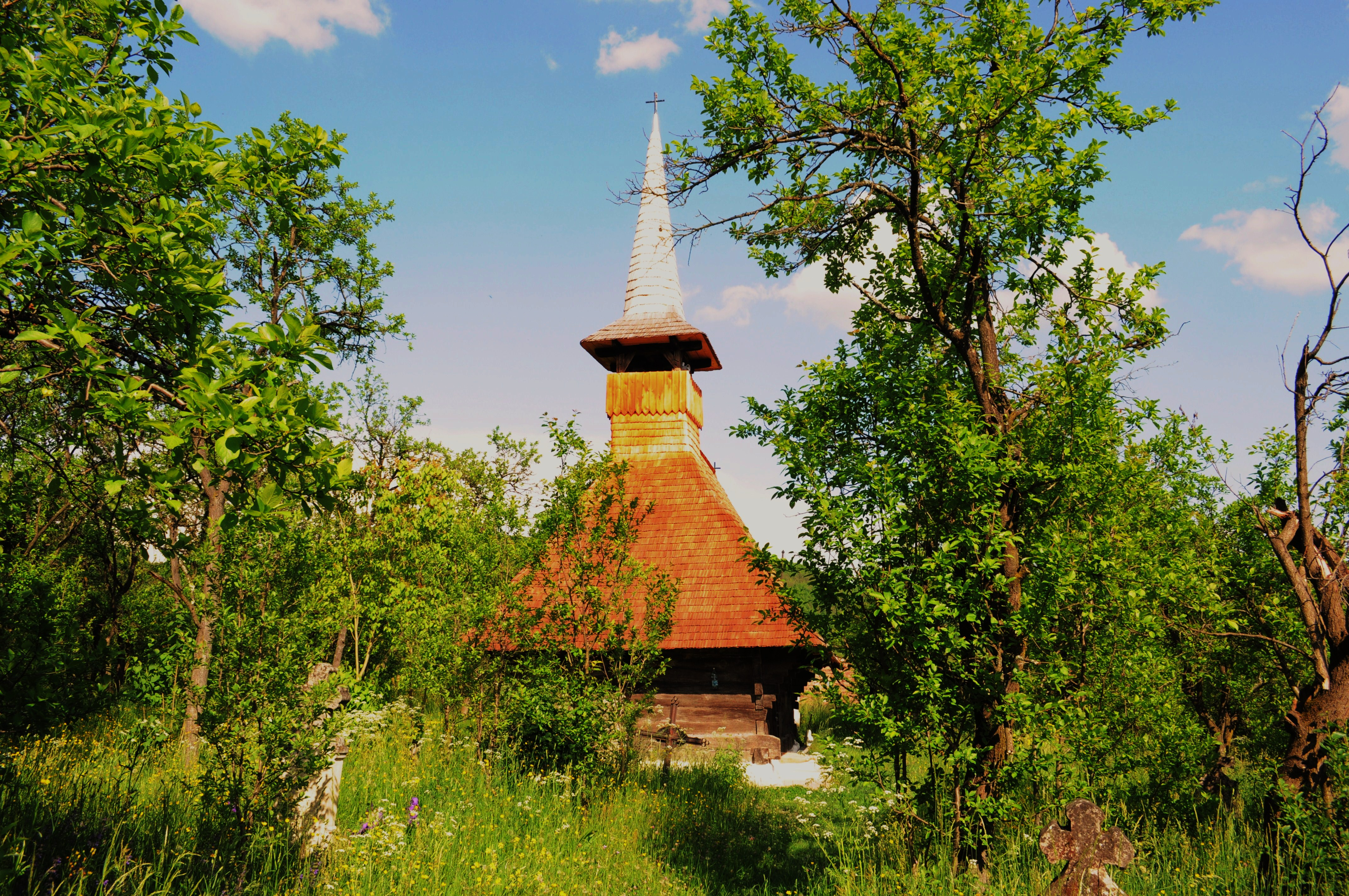
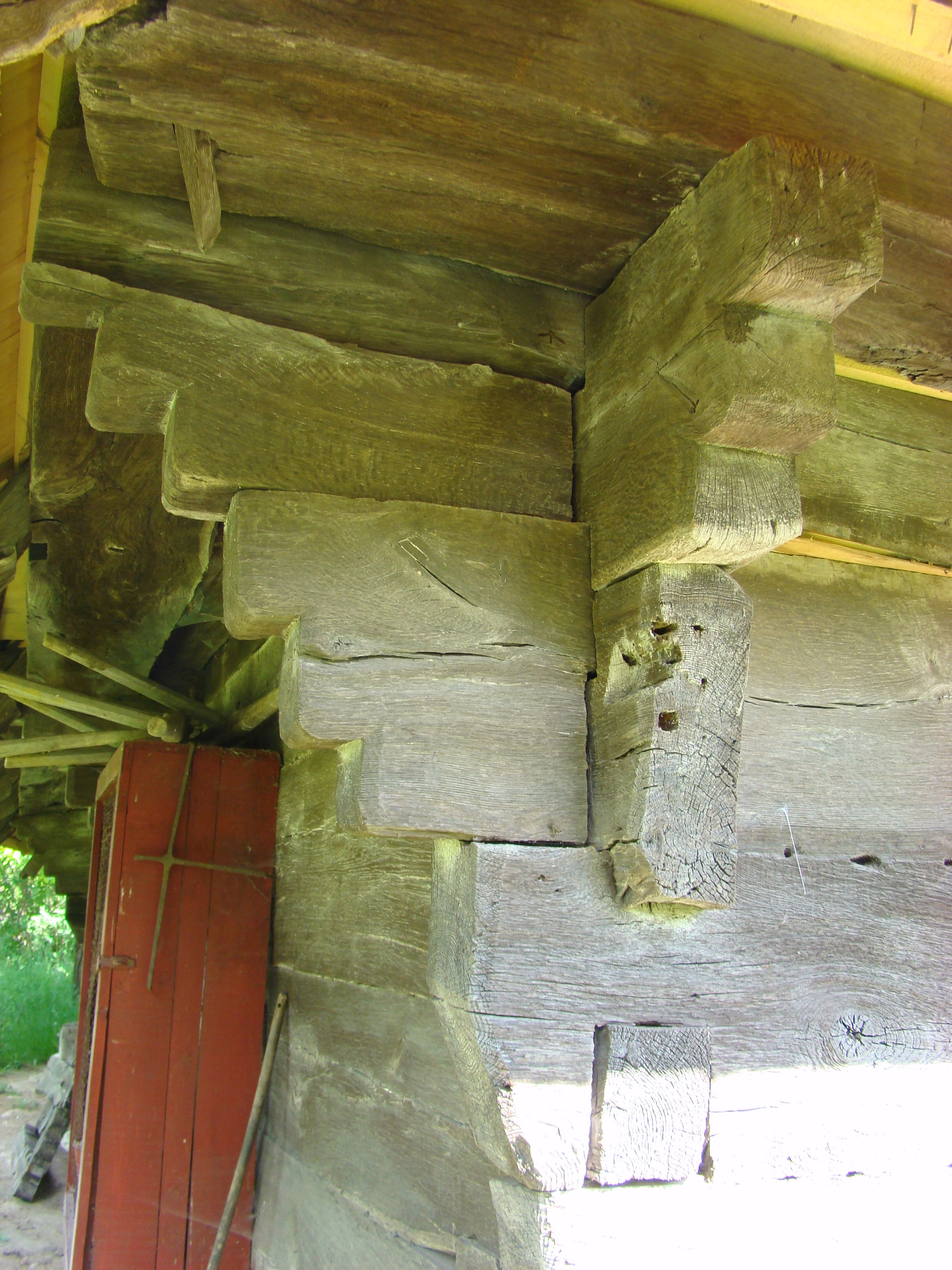
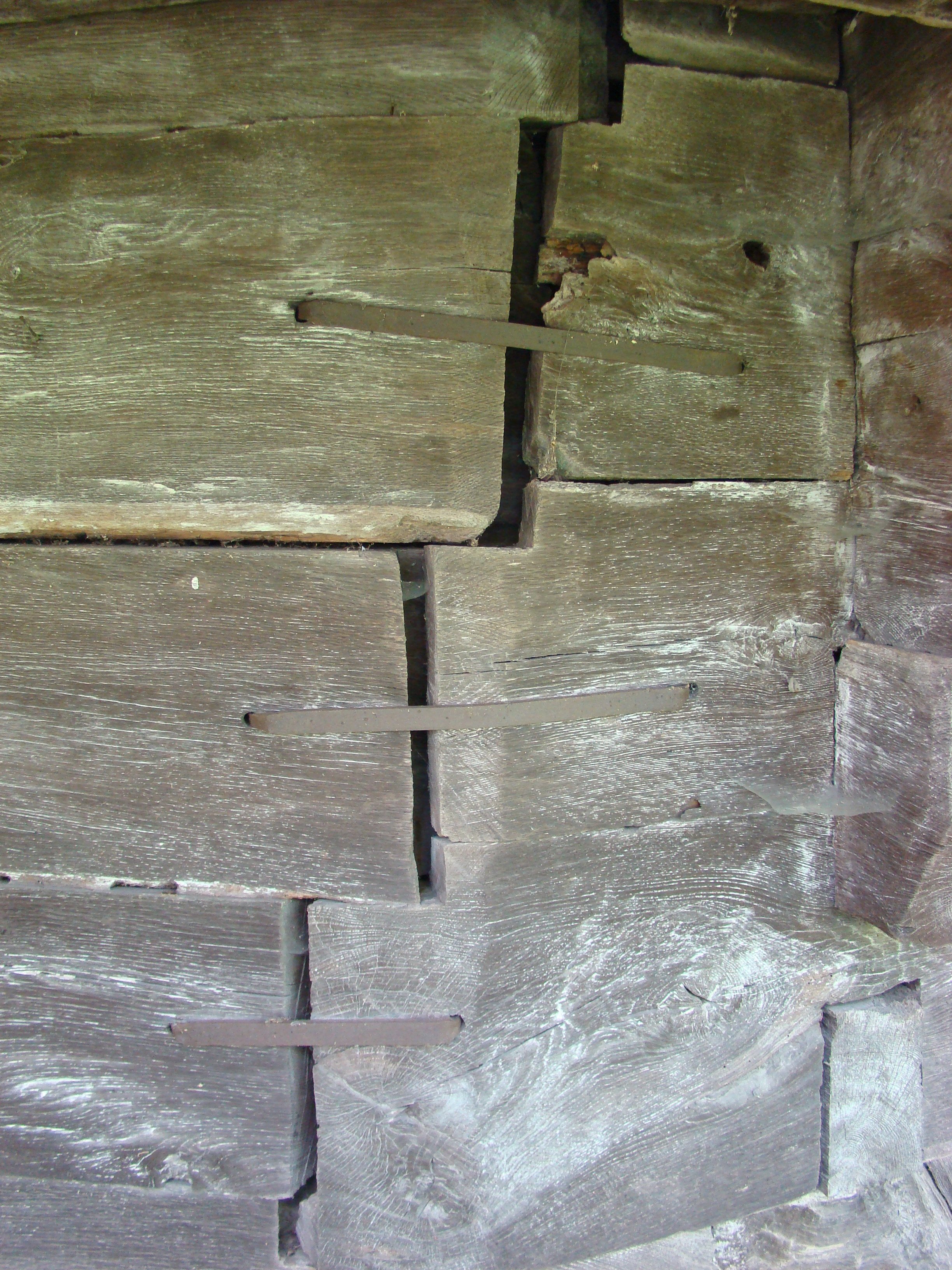
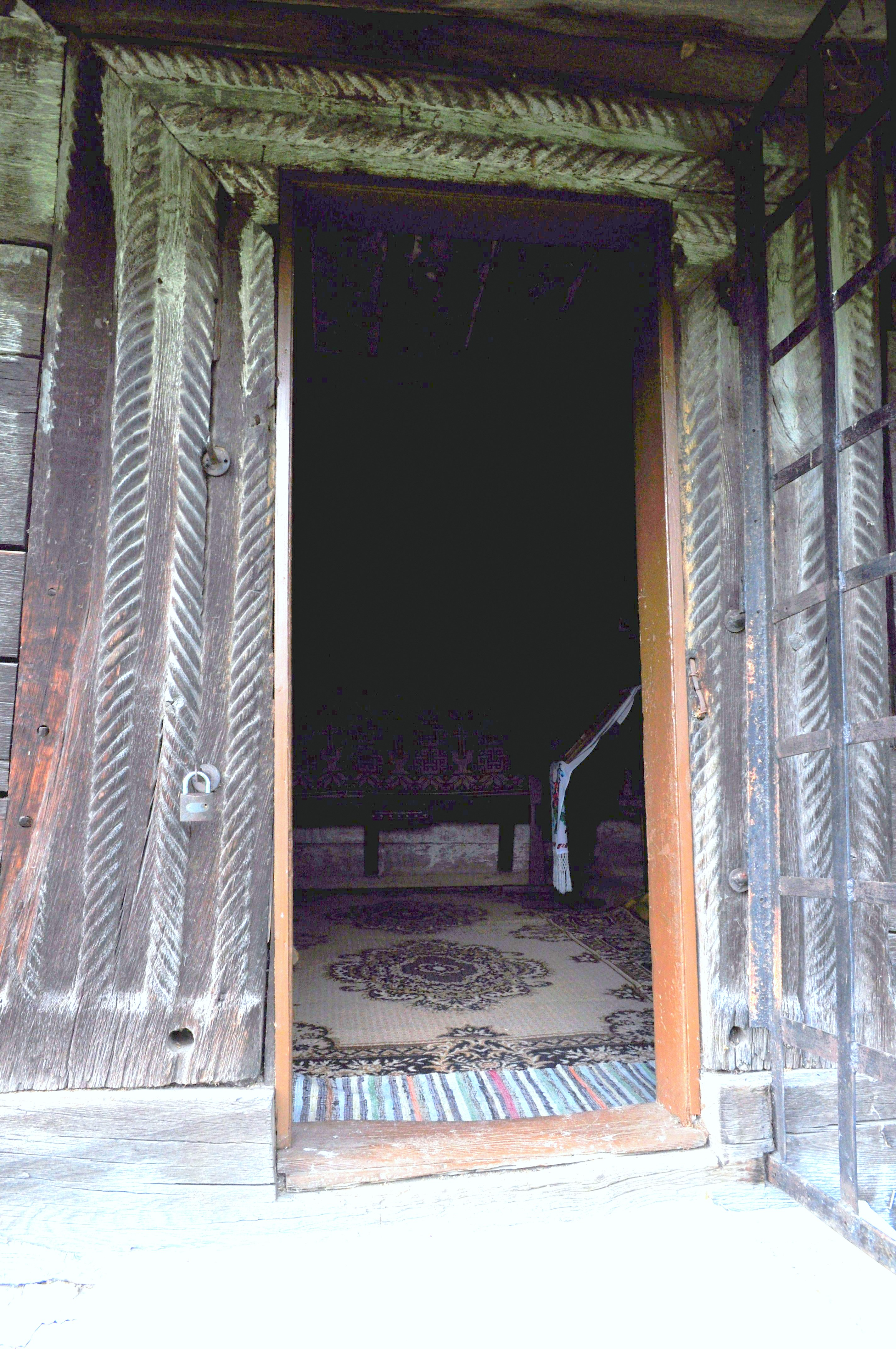
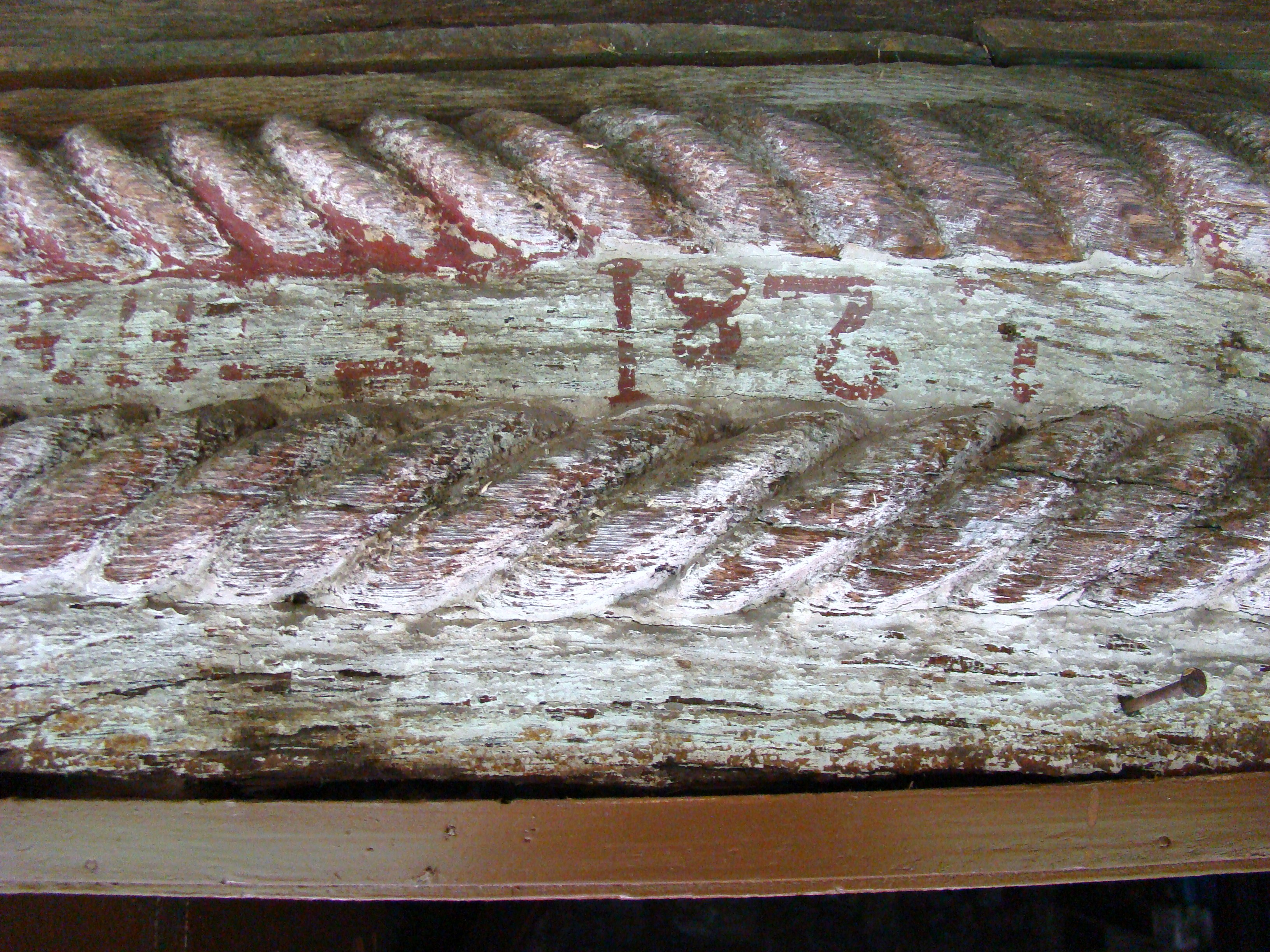
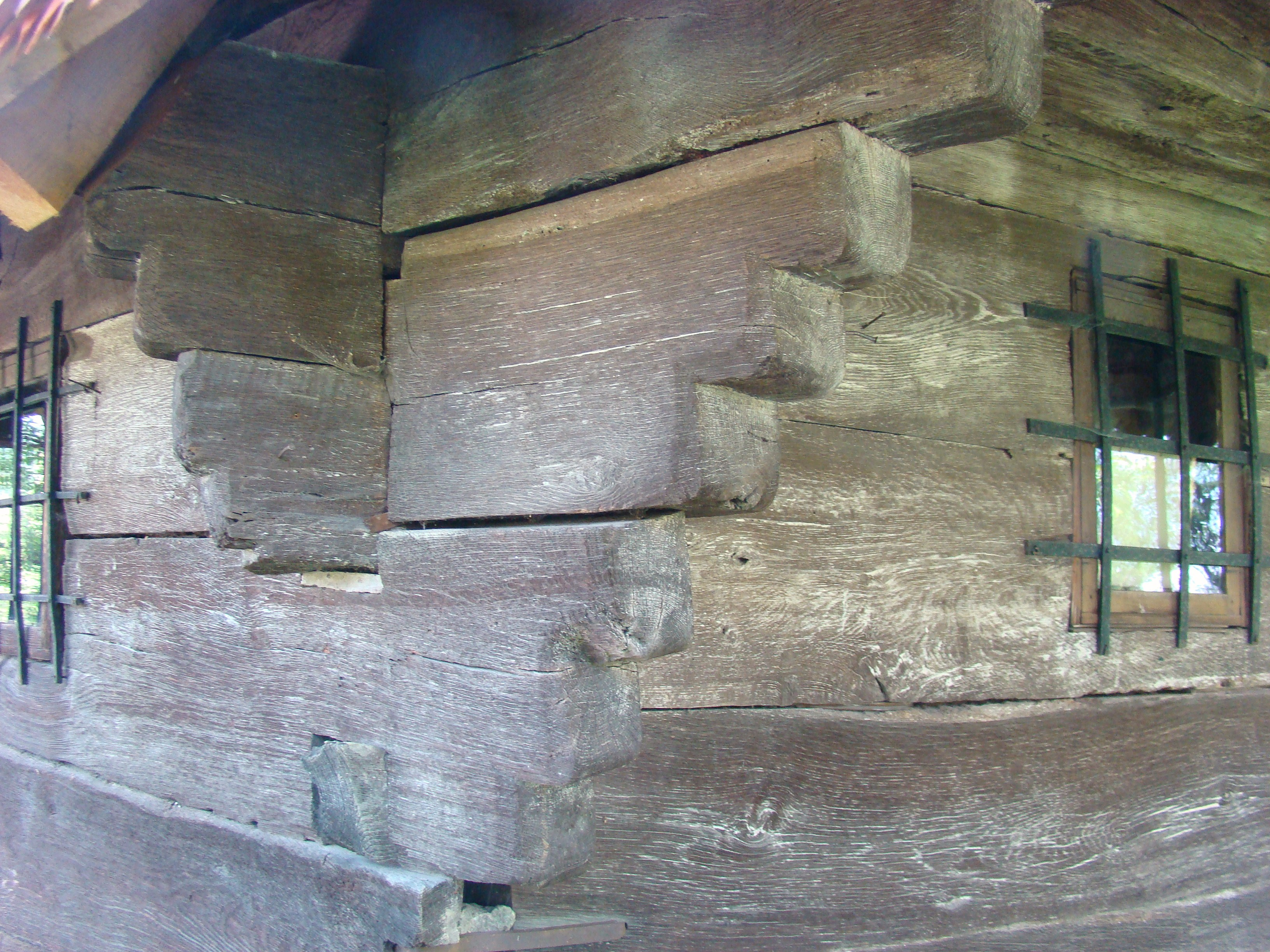
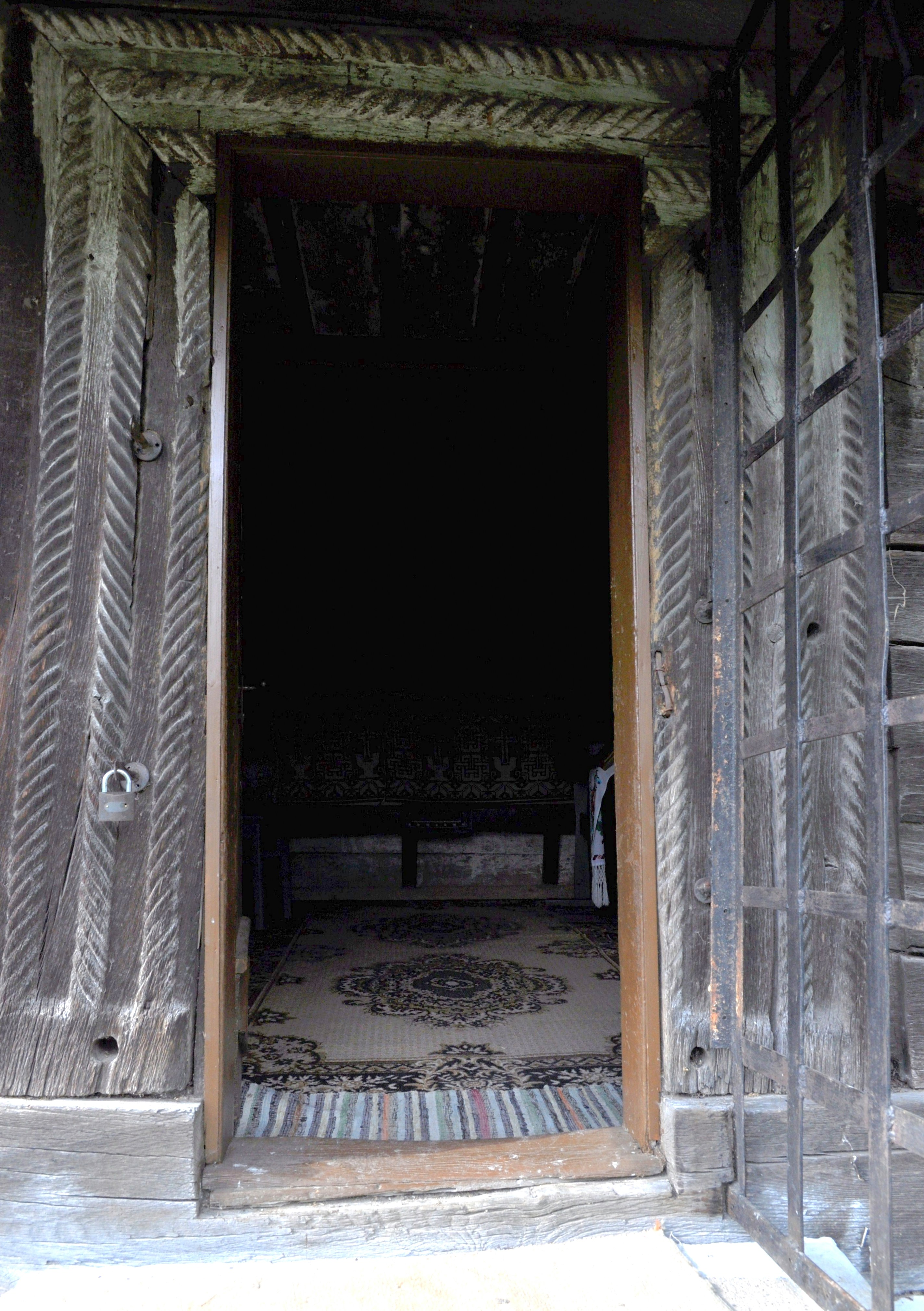
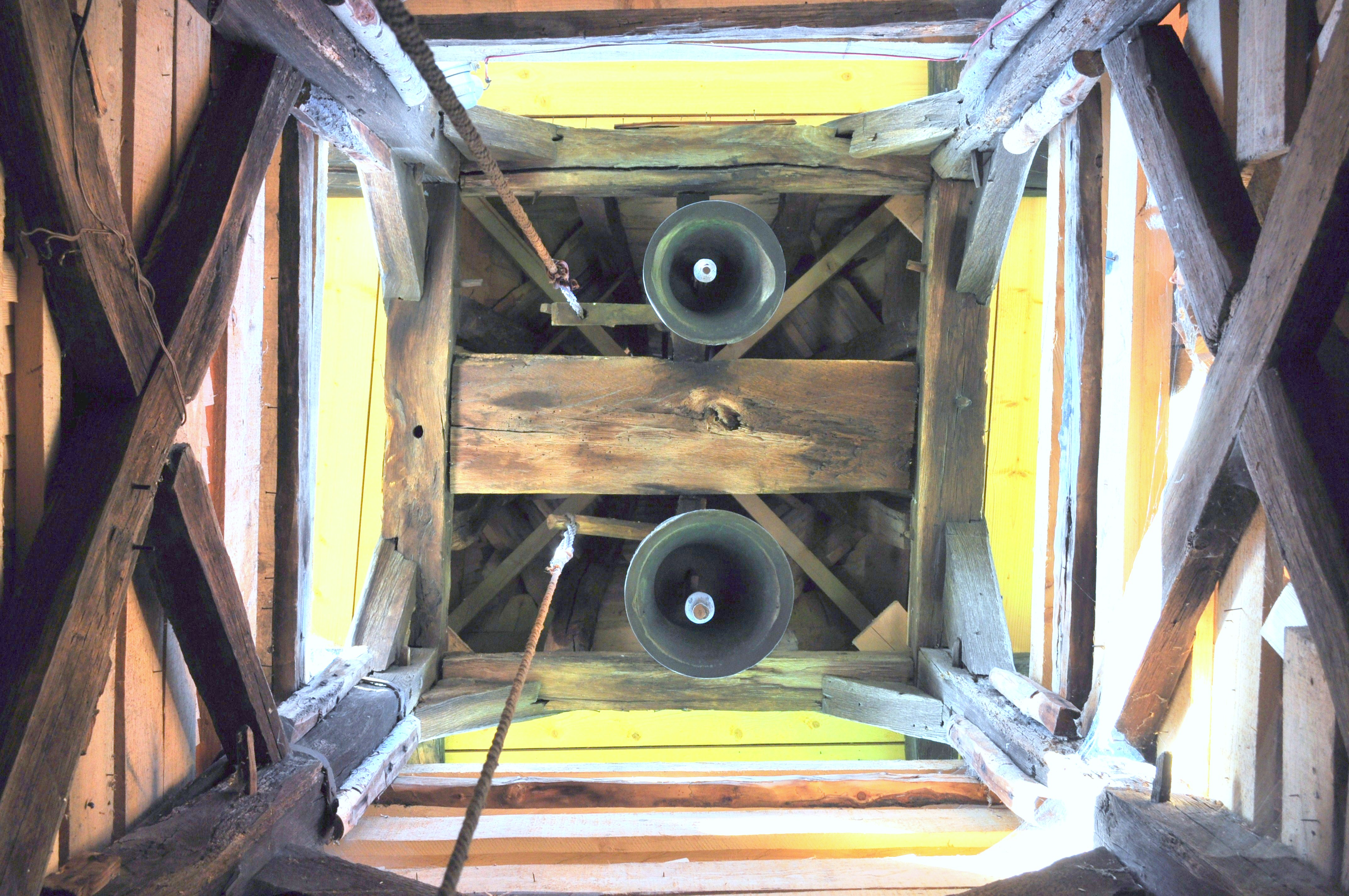
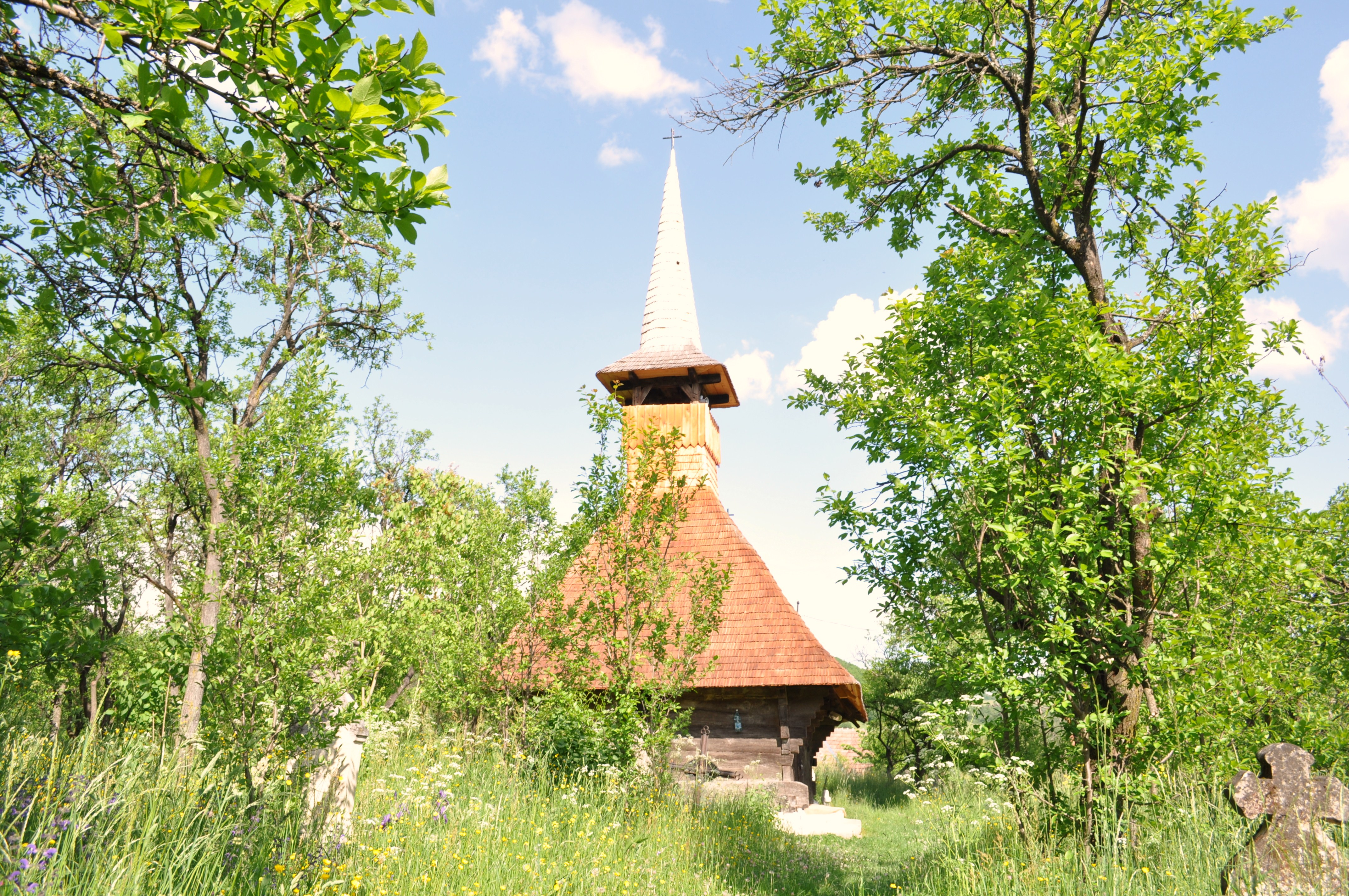
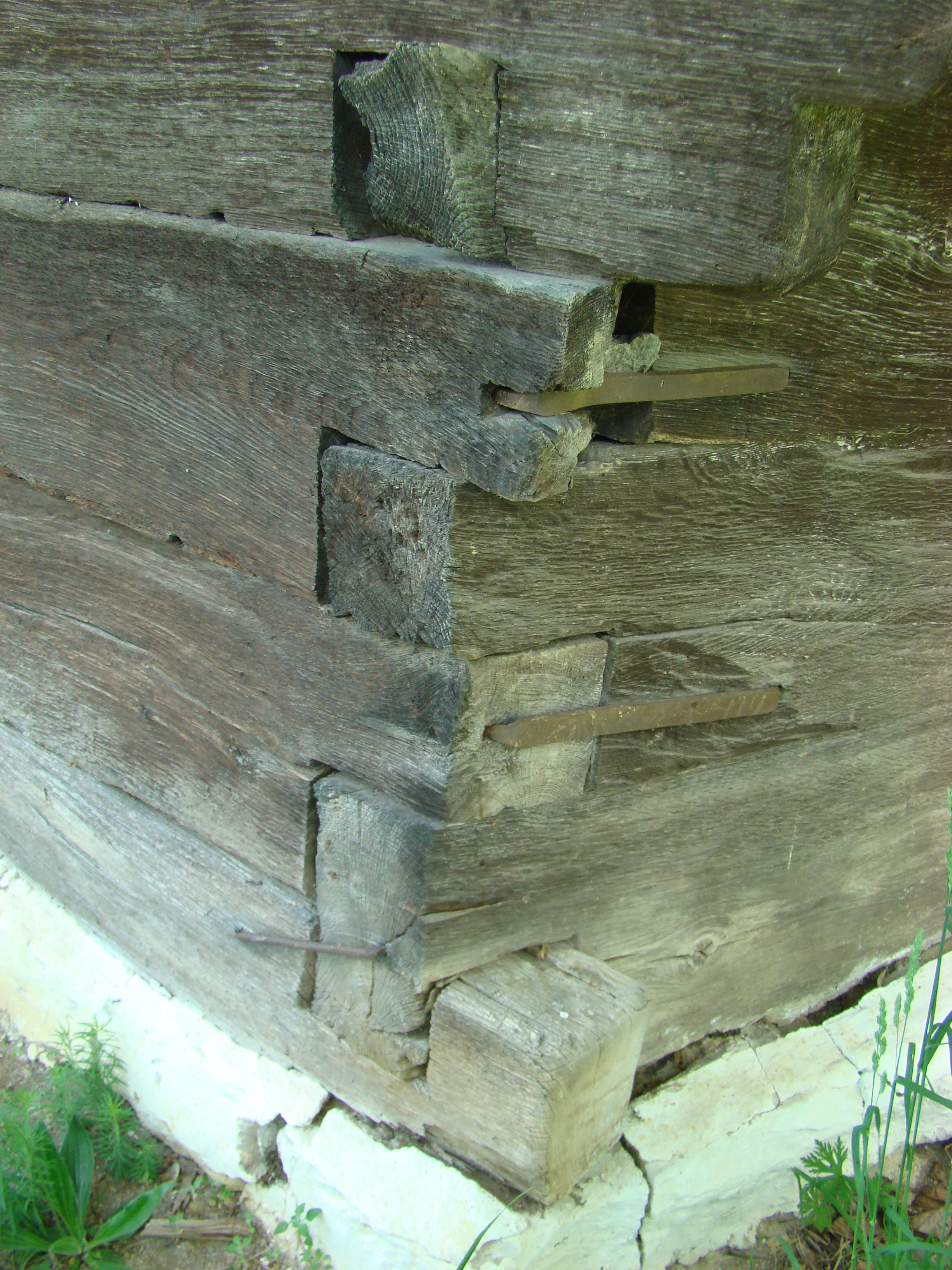
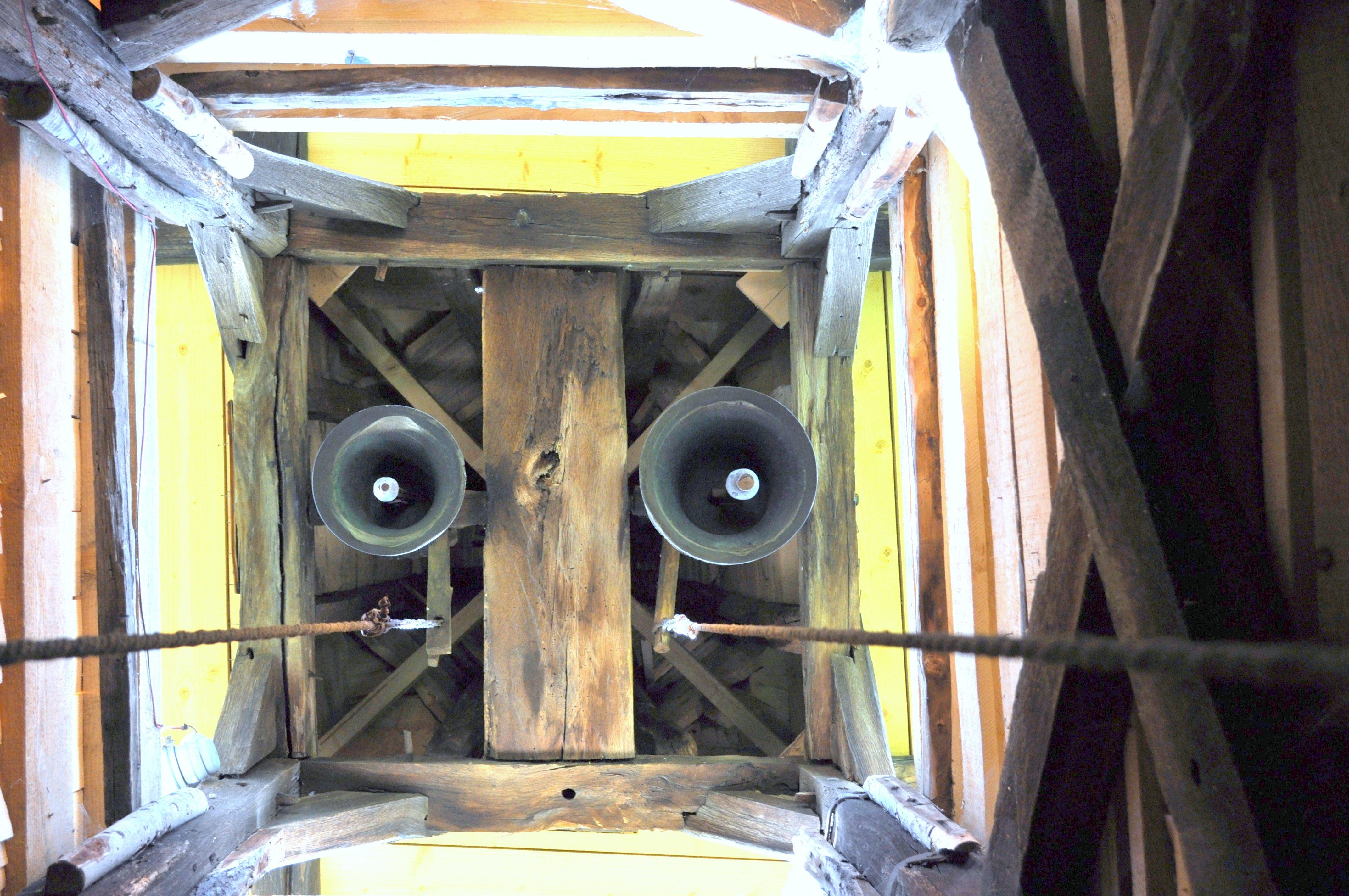

## Imagini din interior

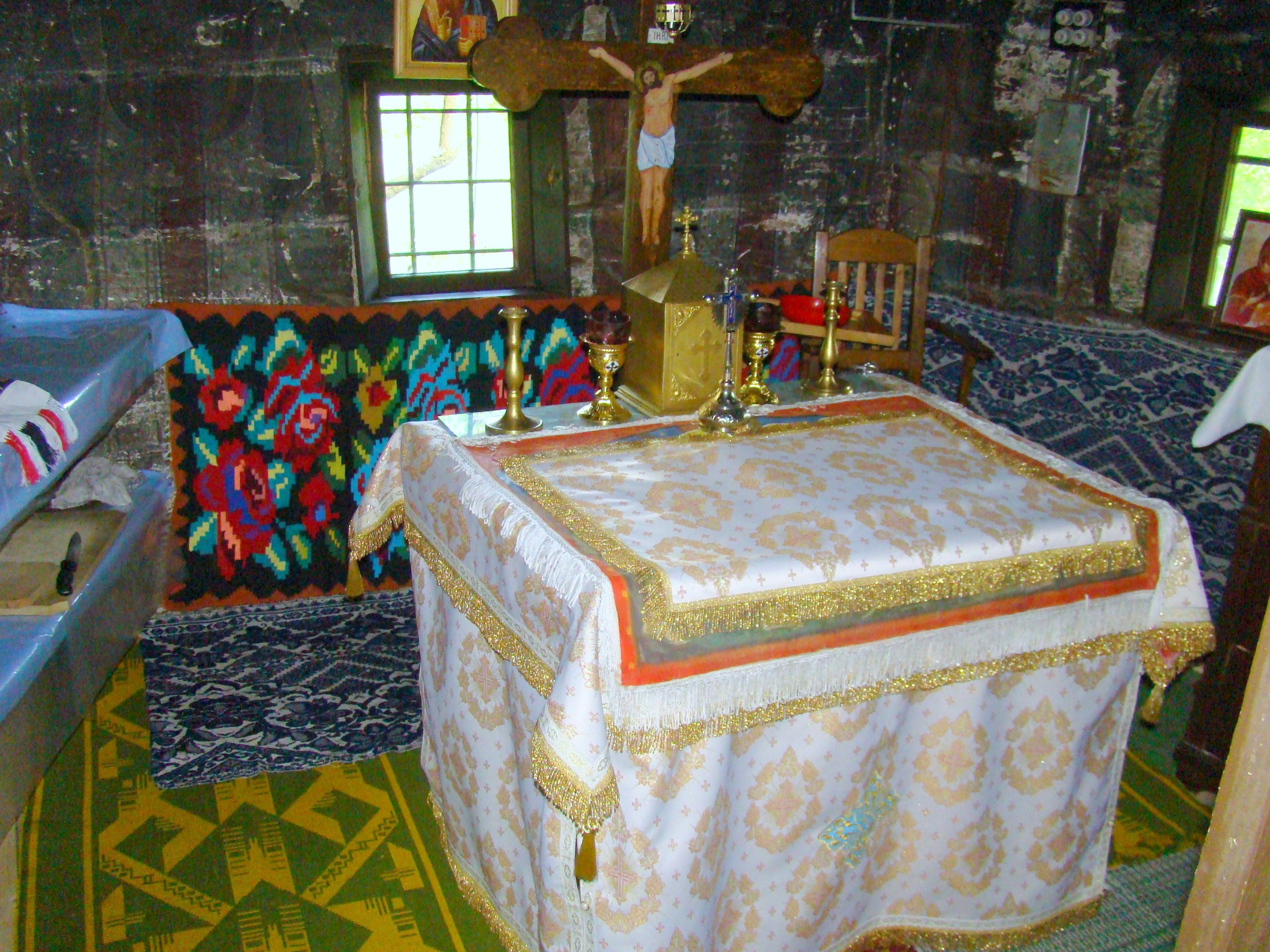
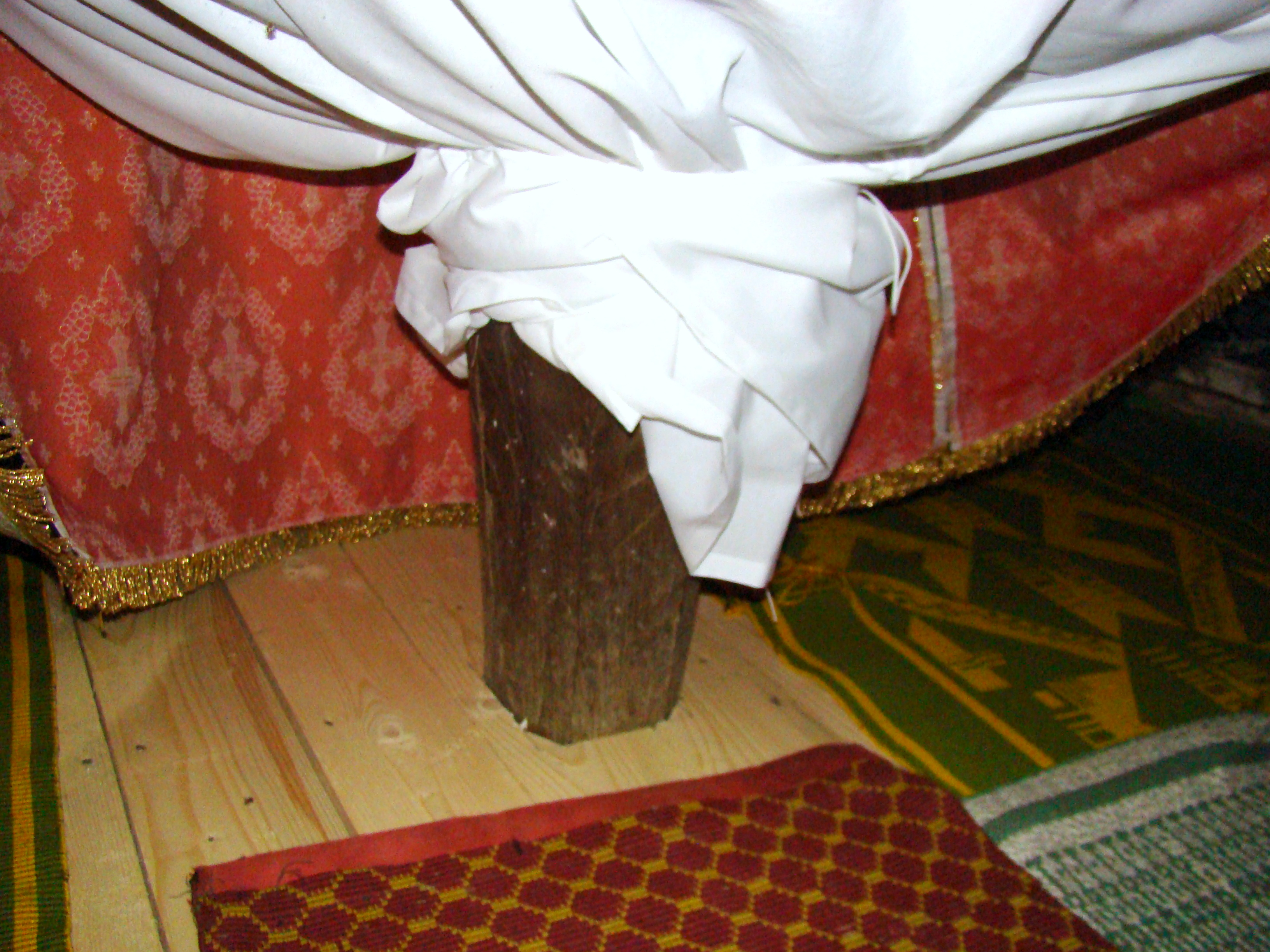
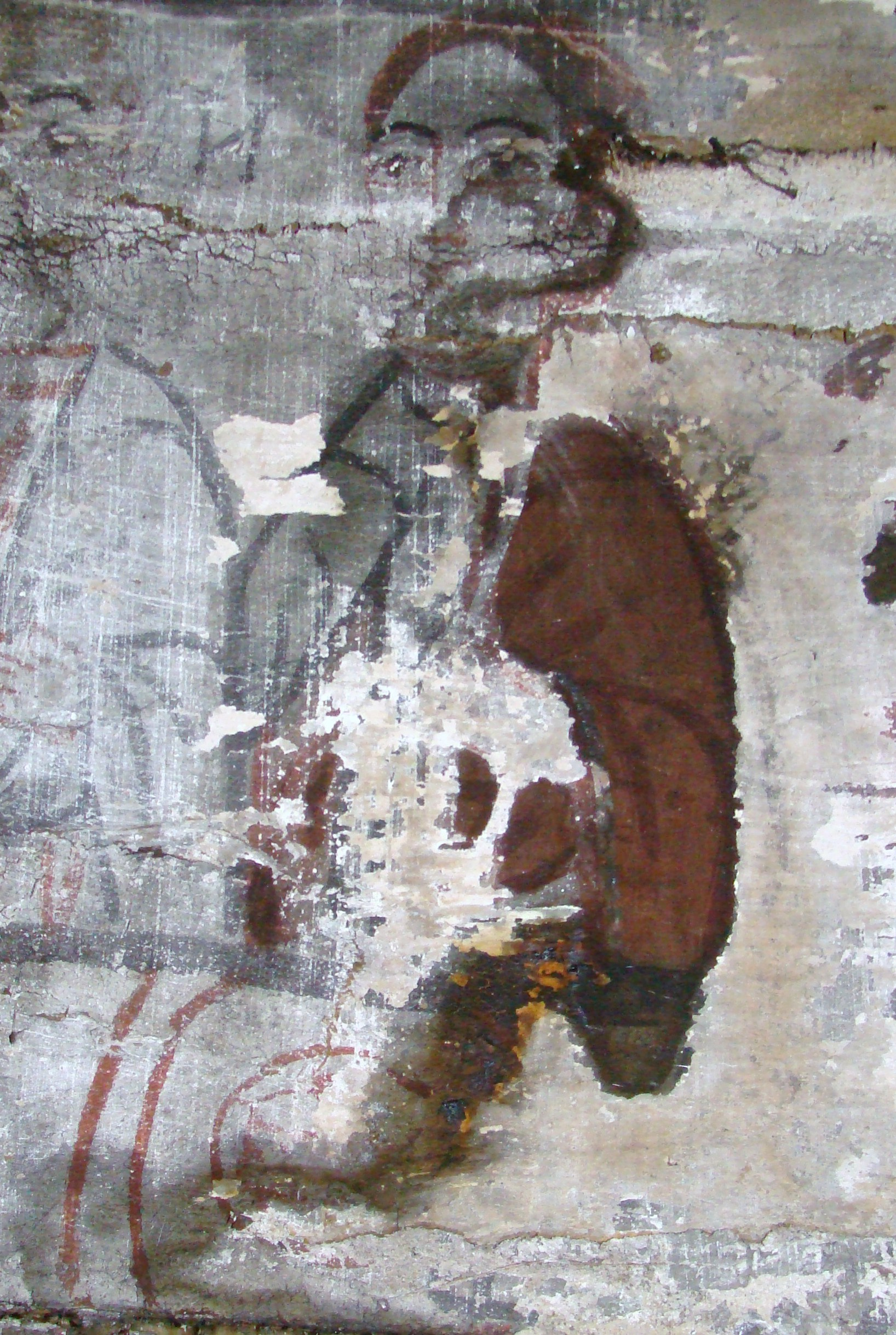
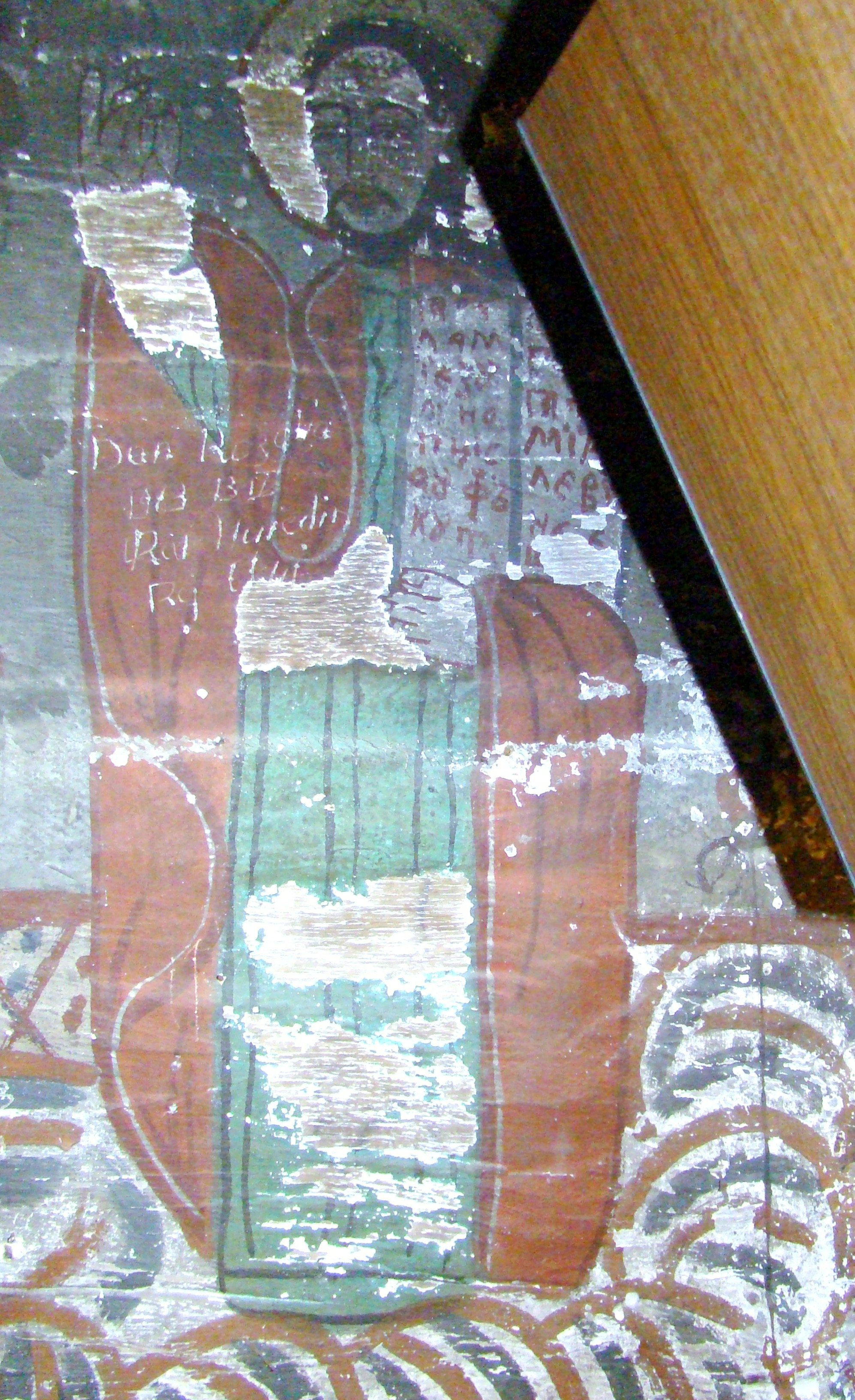
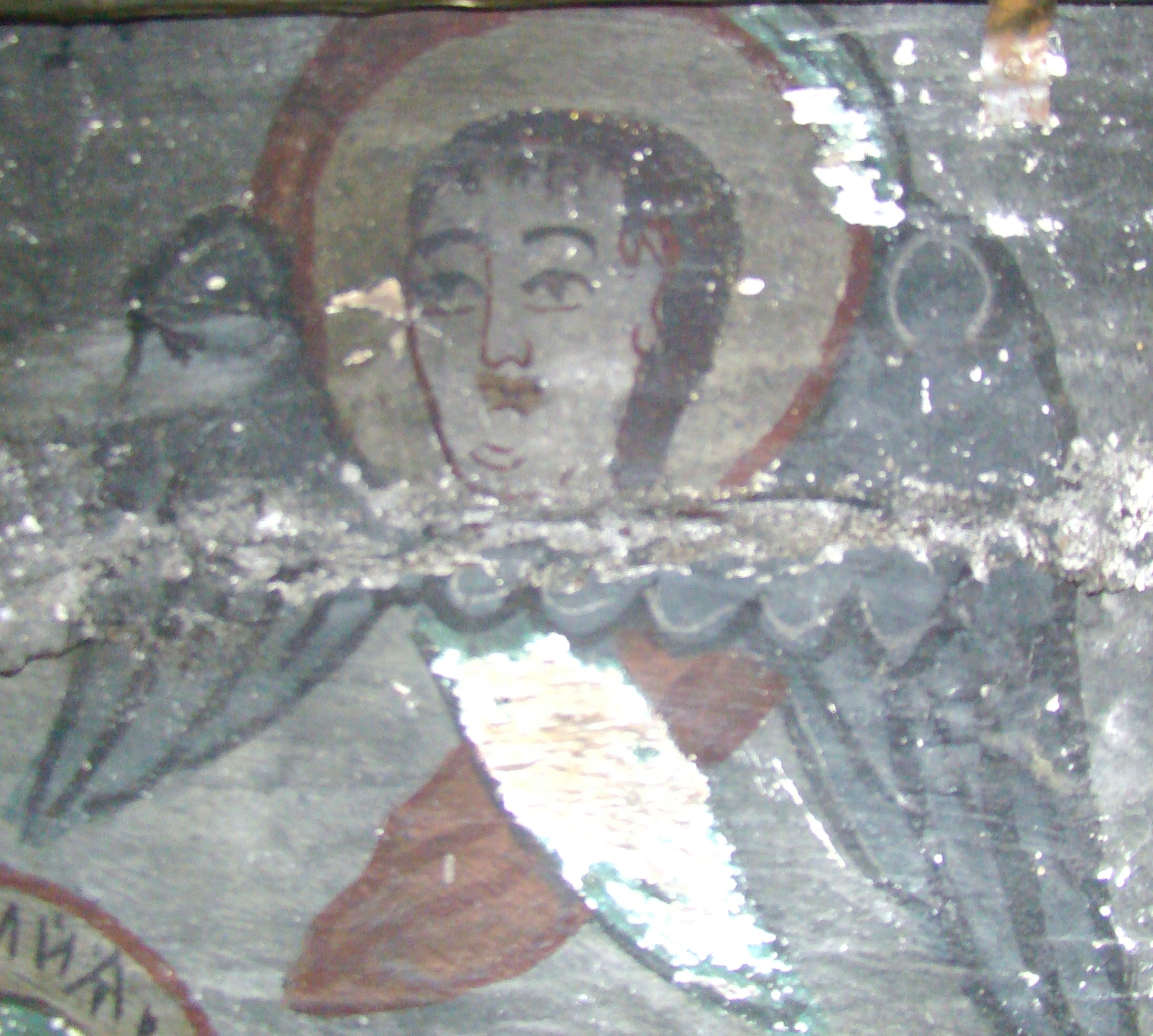
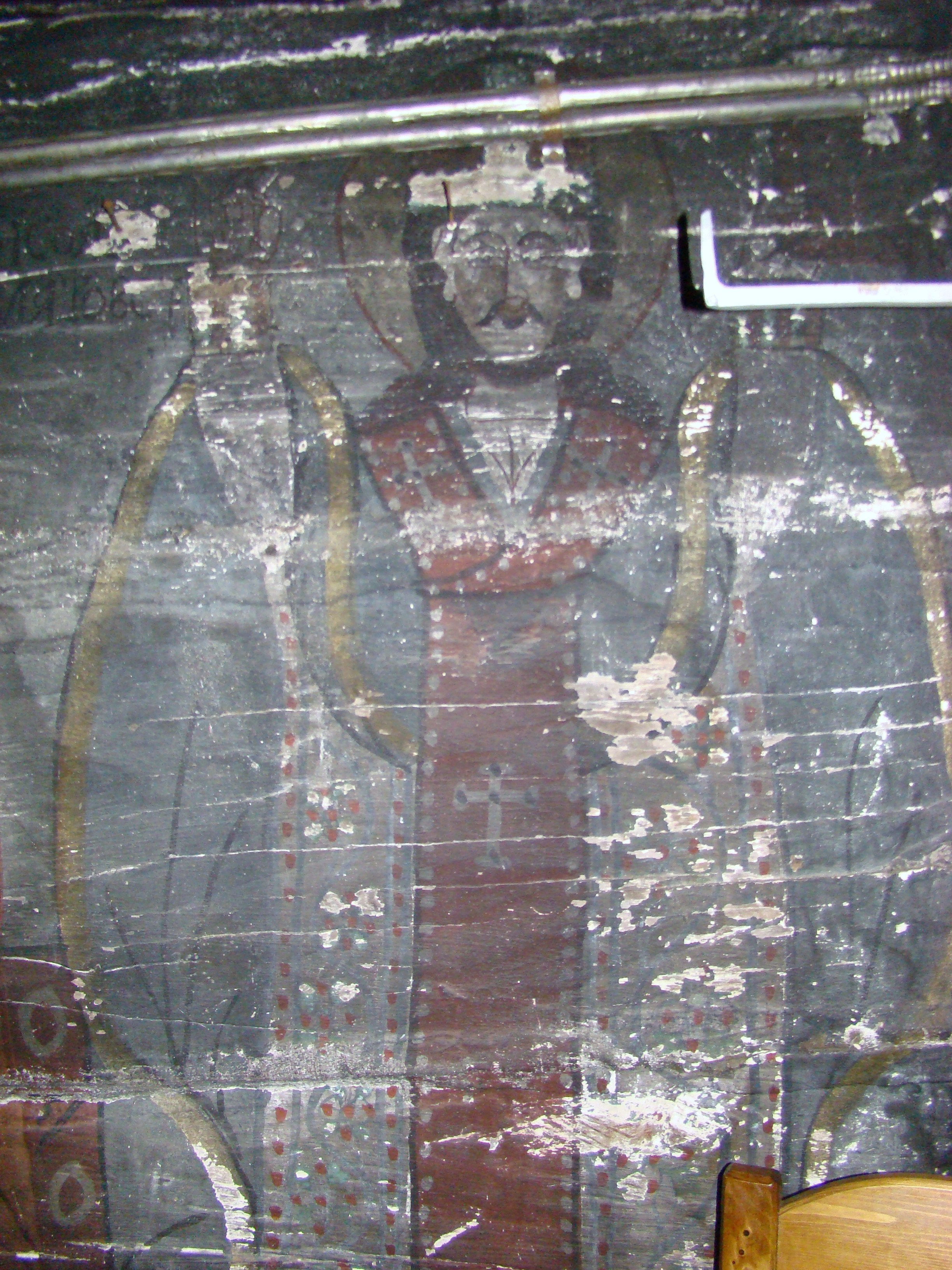
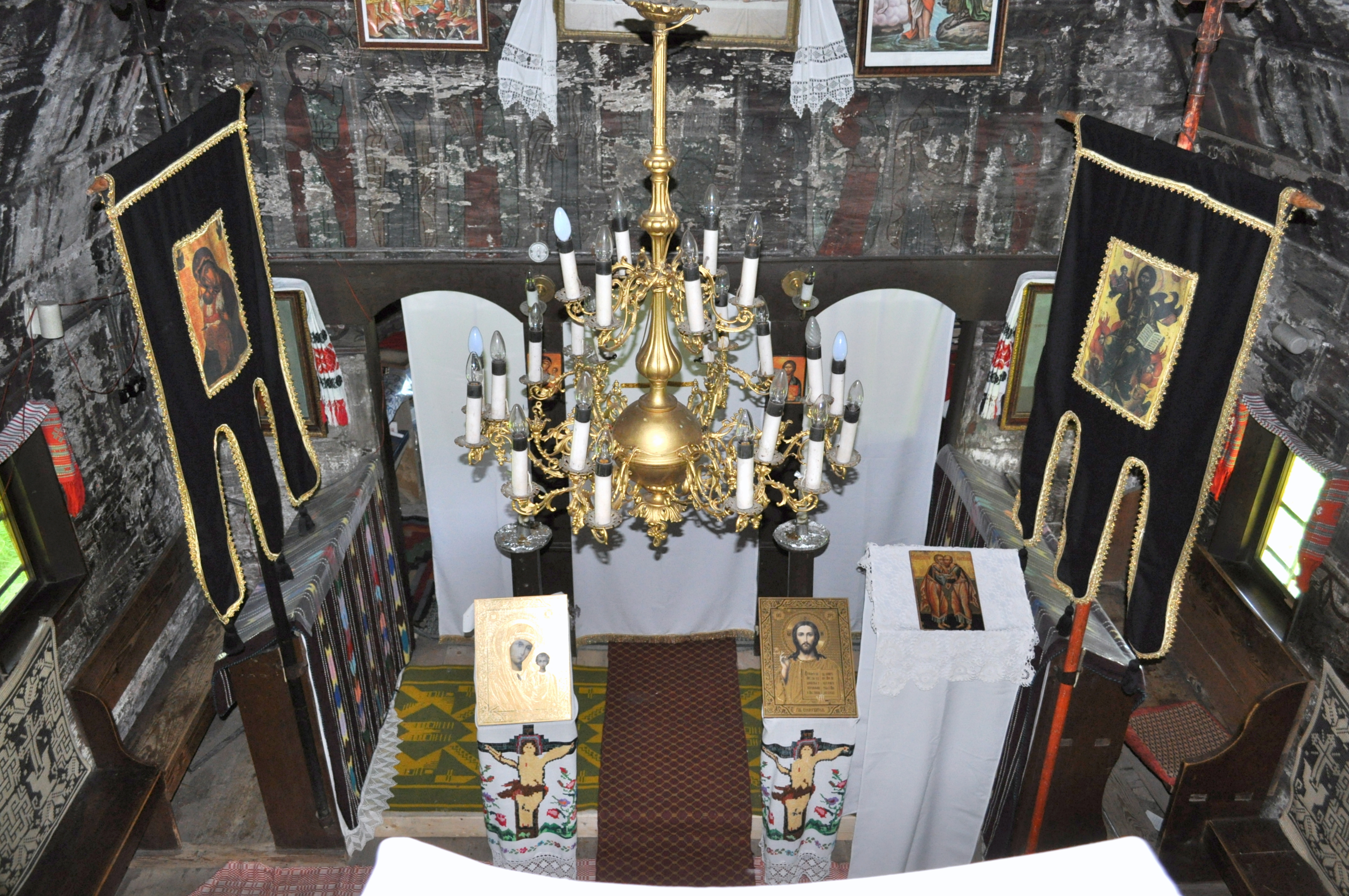
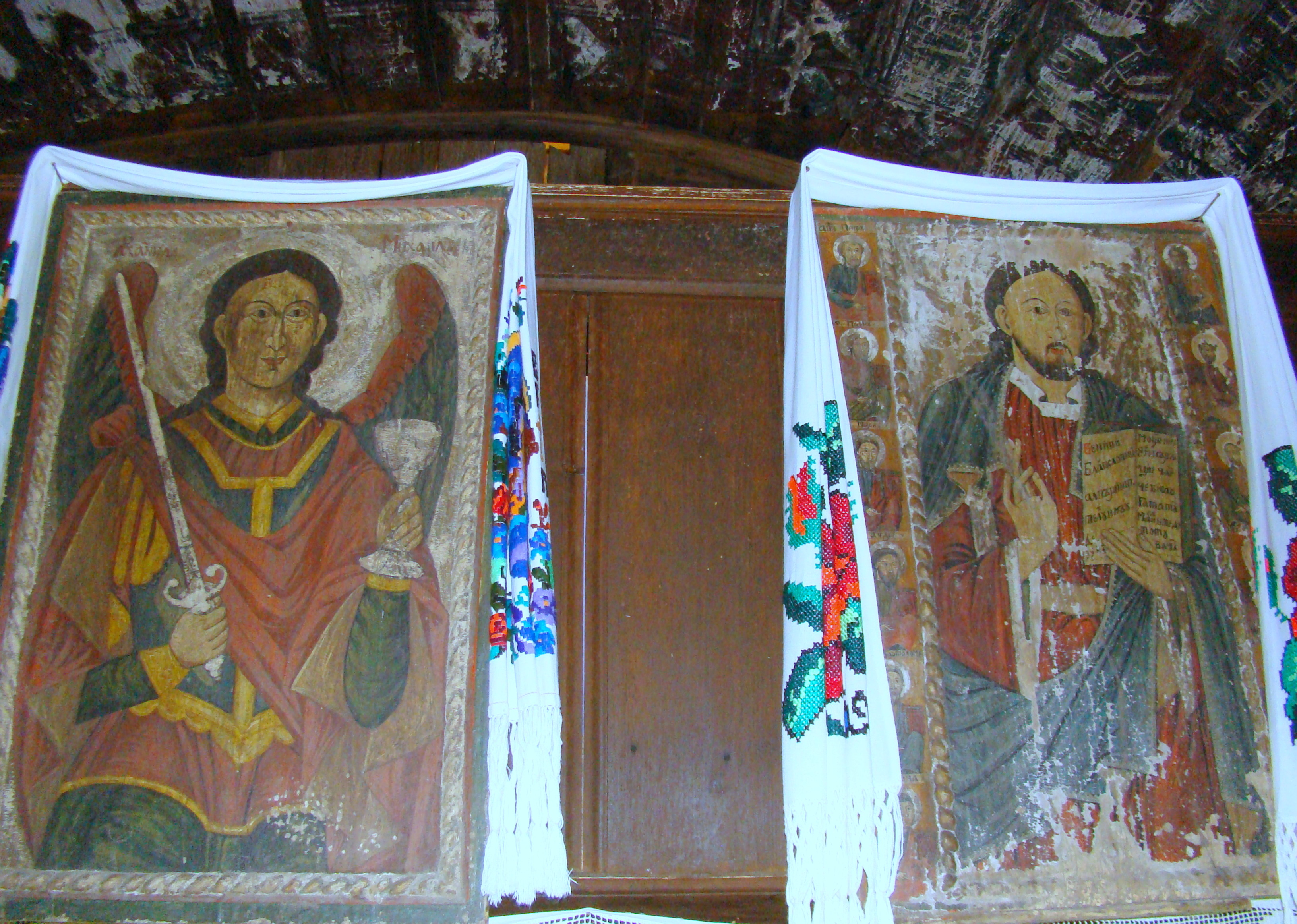
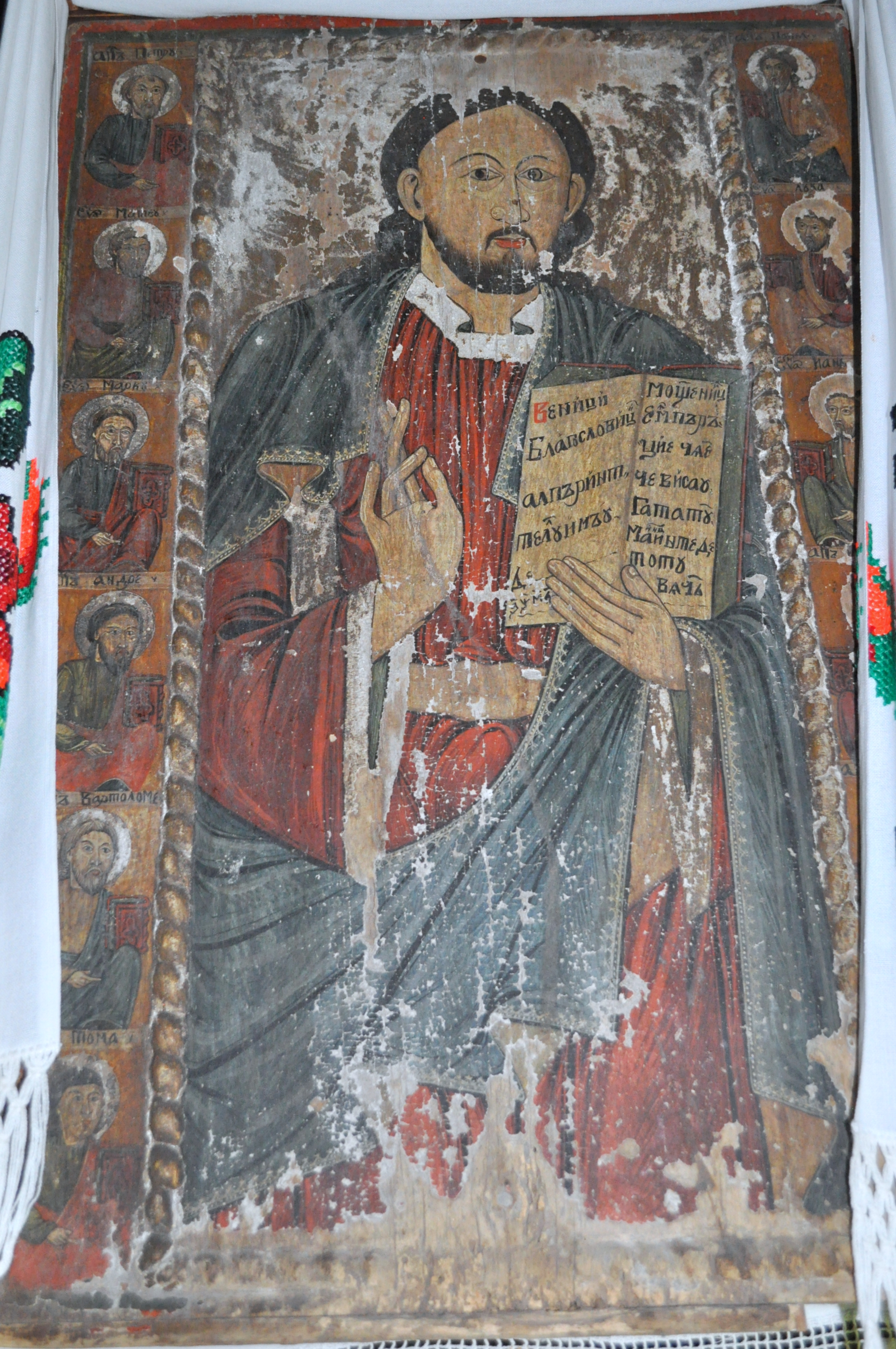
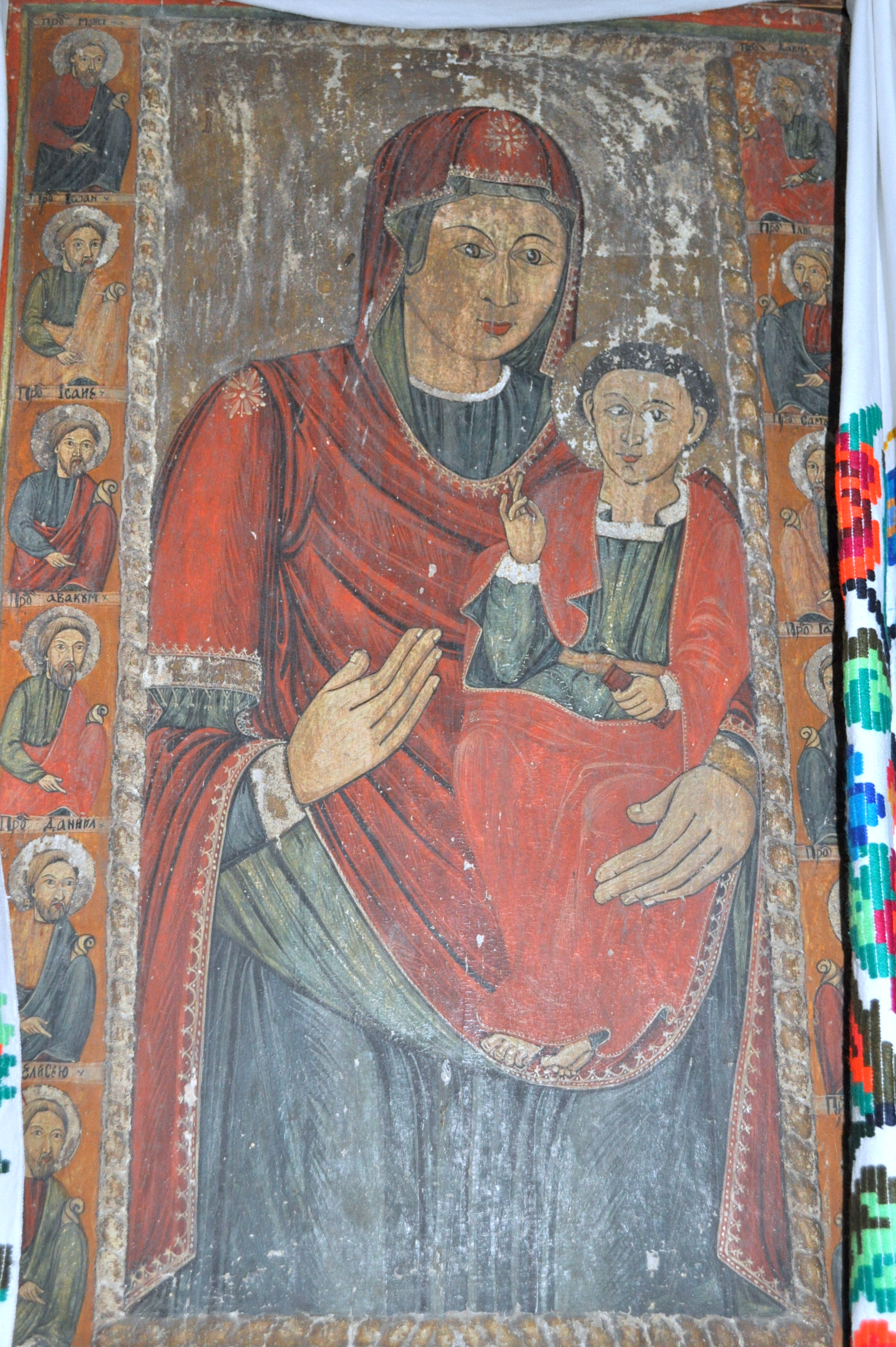
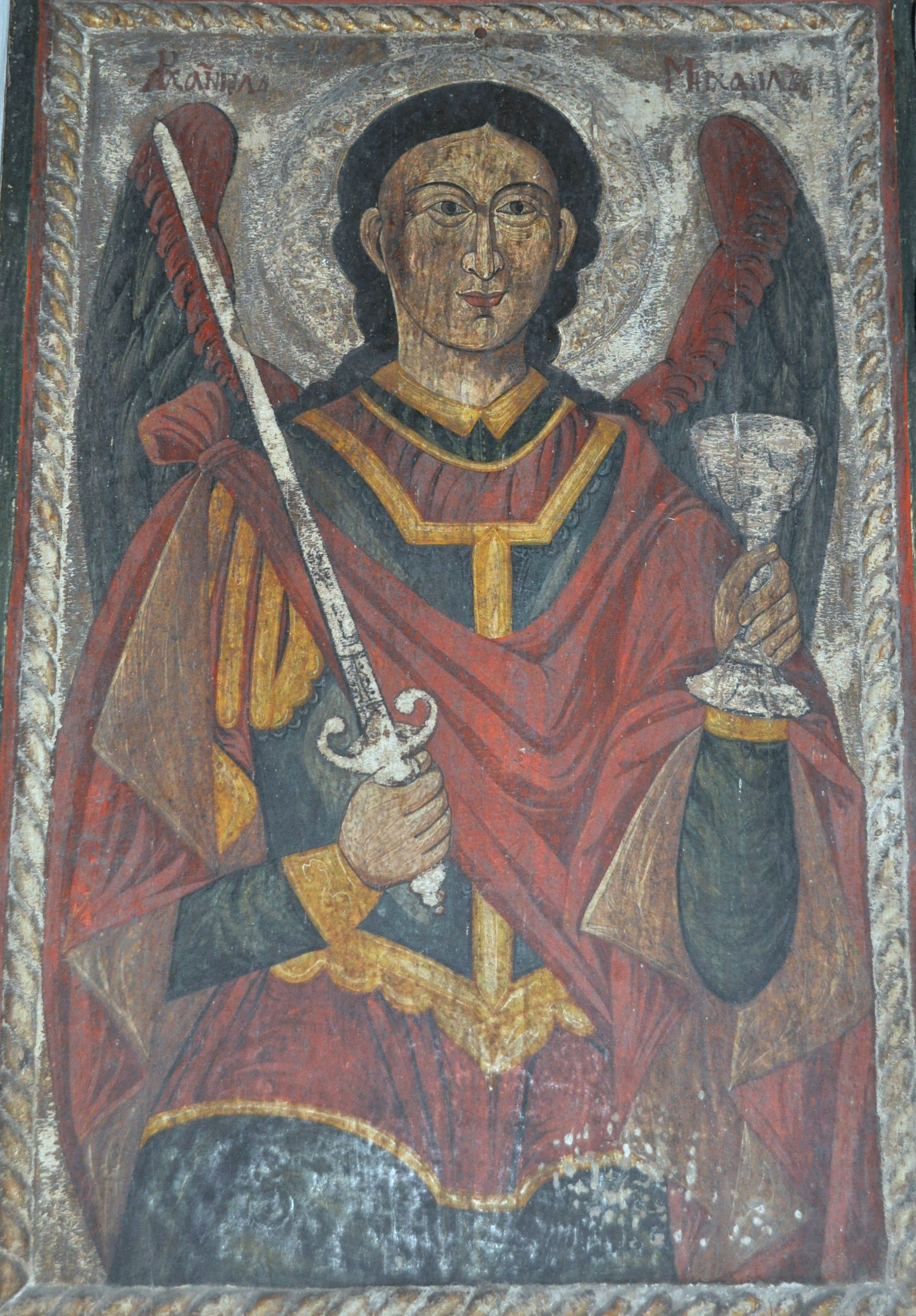
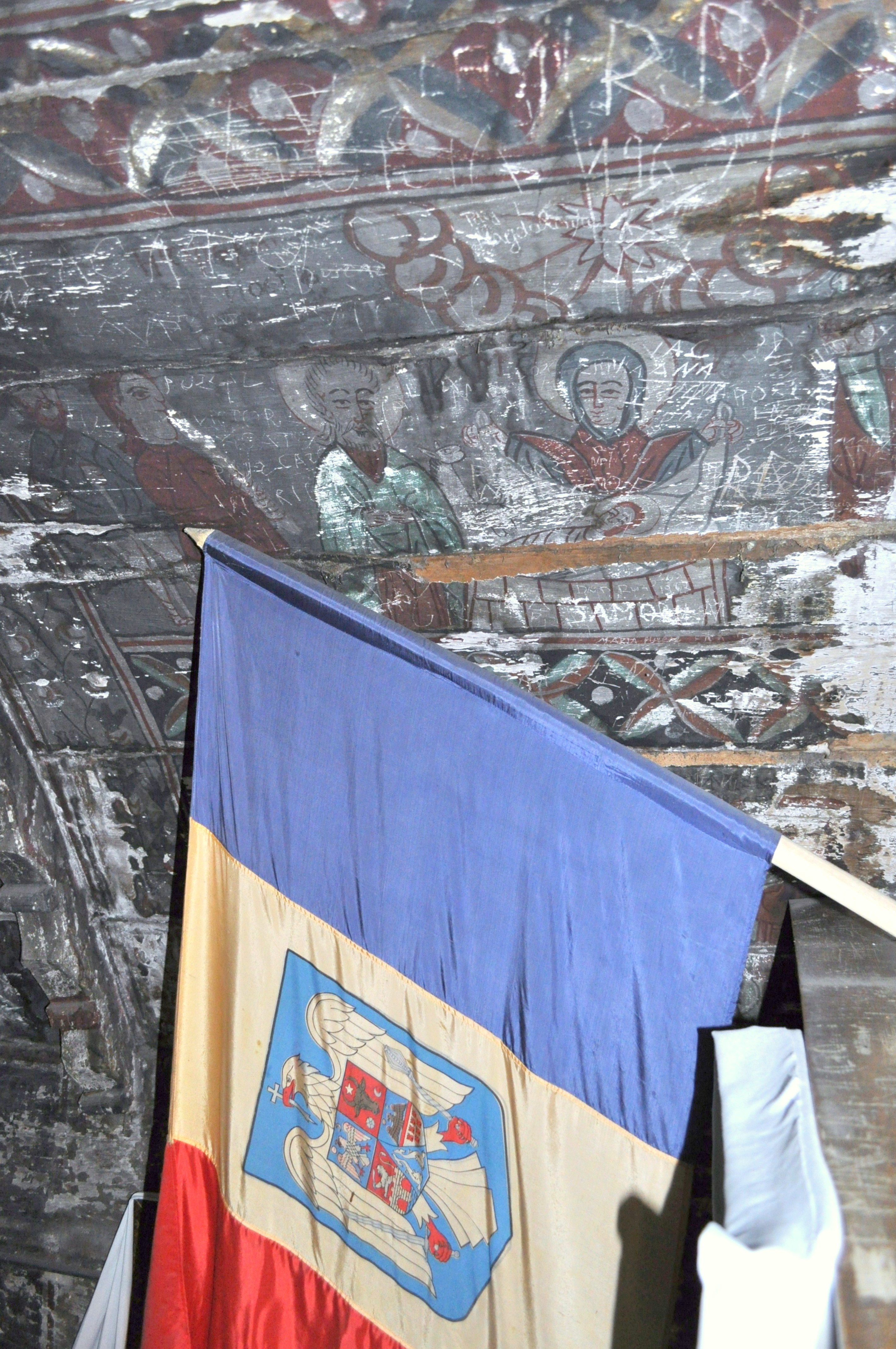
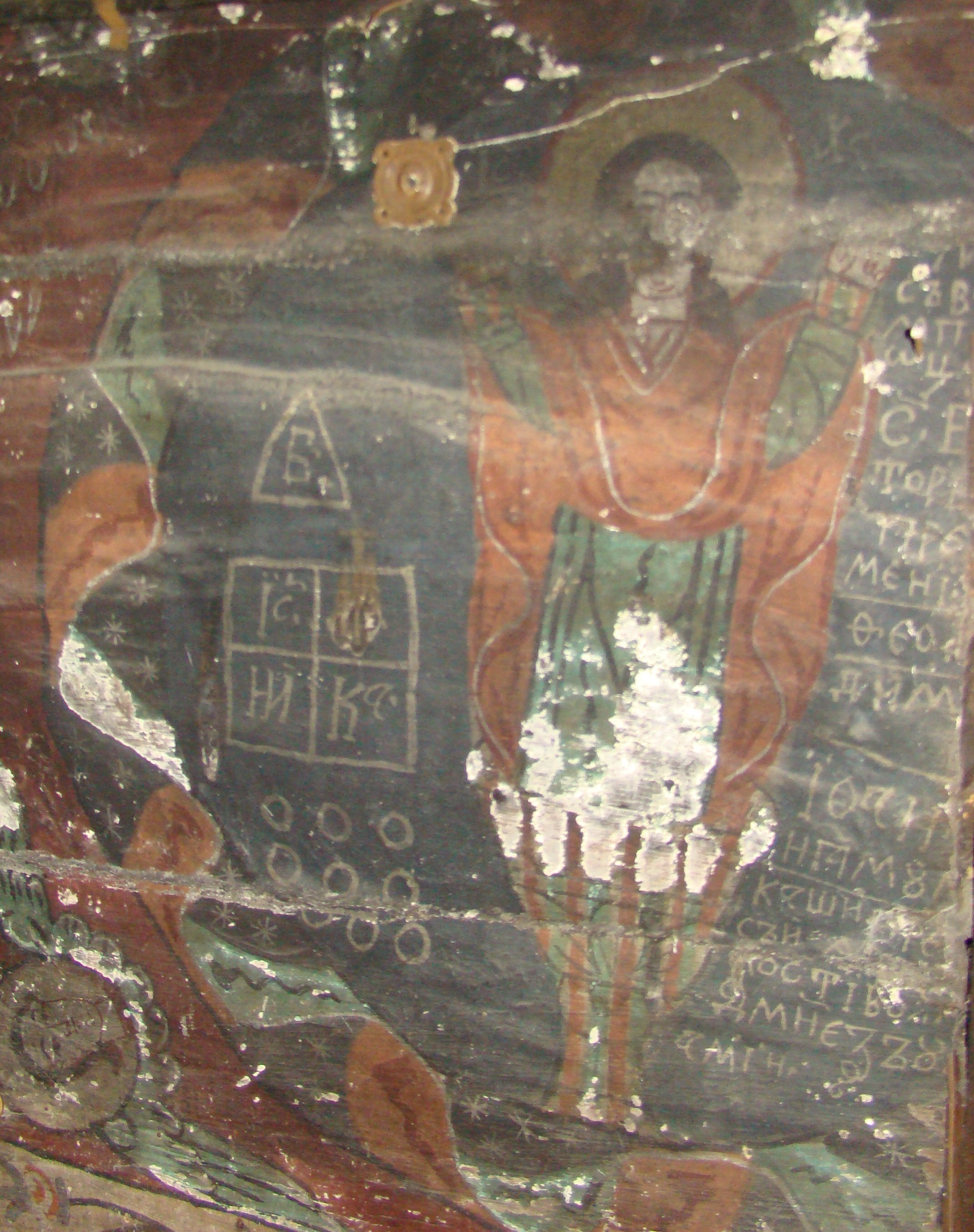
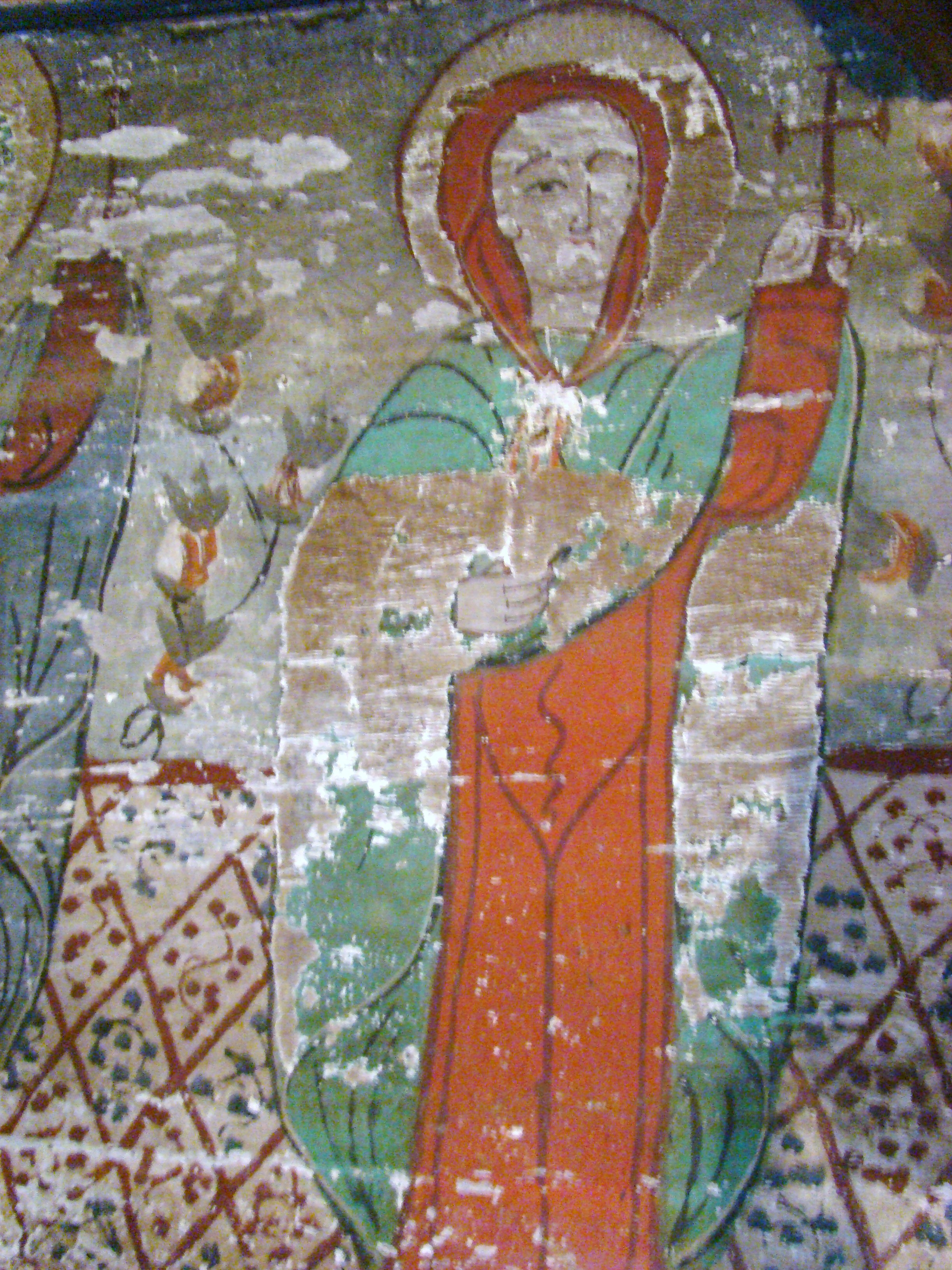
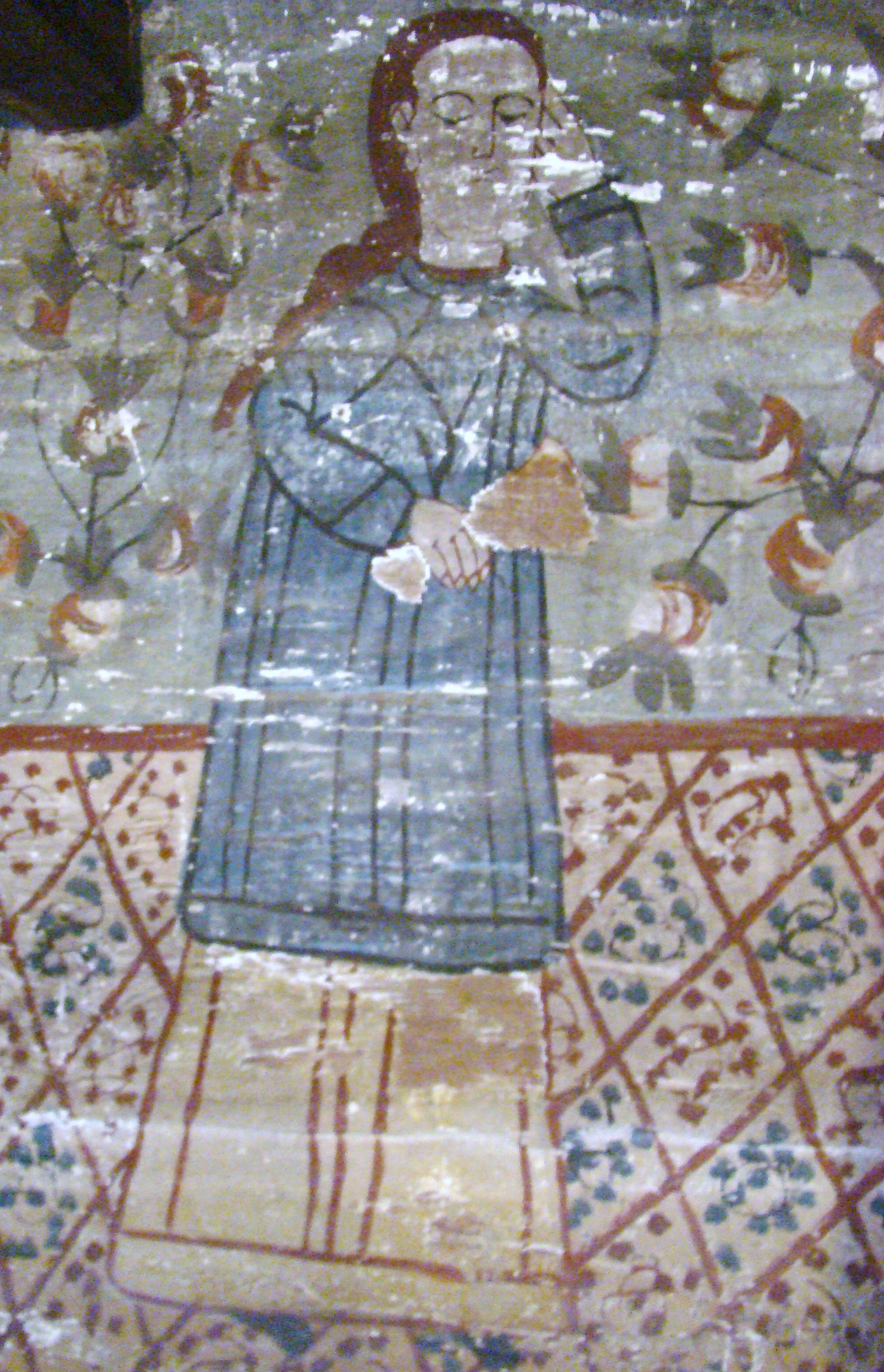
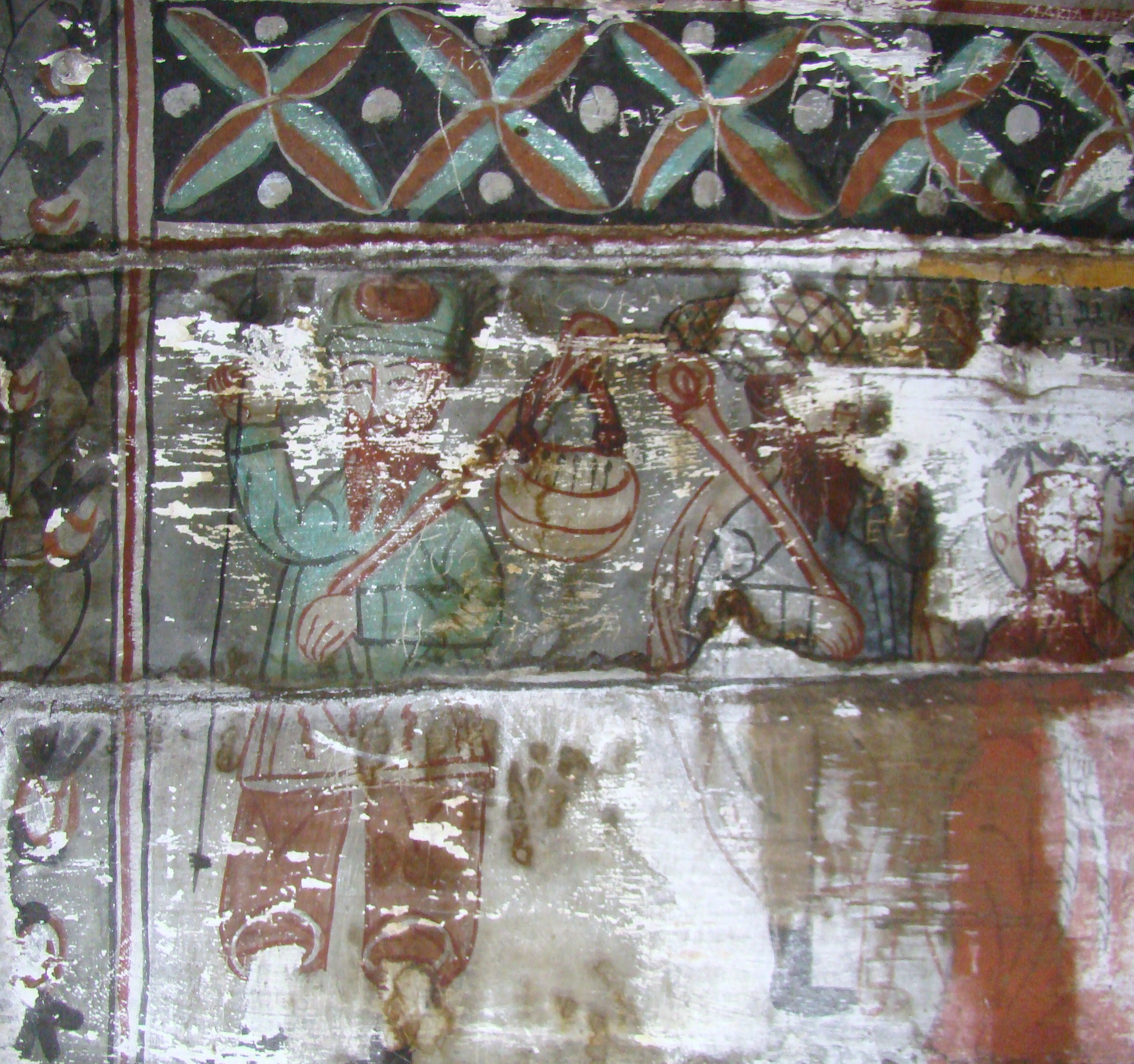
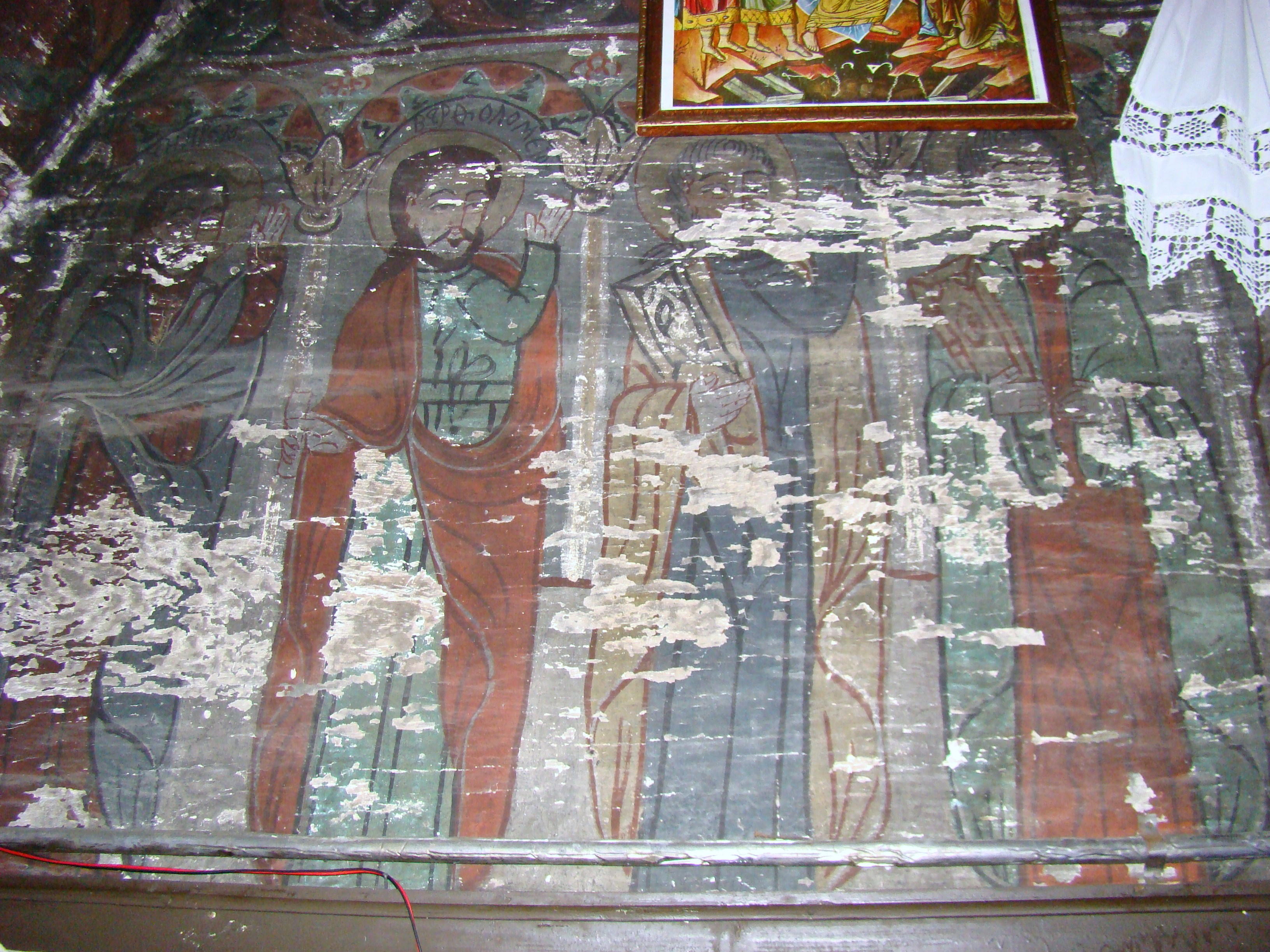
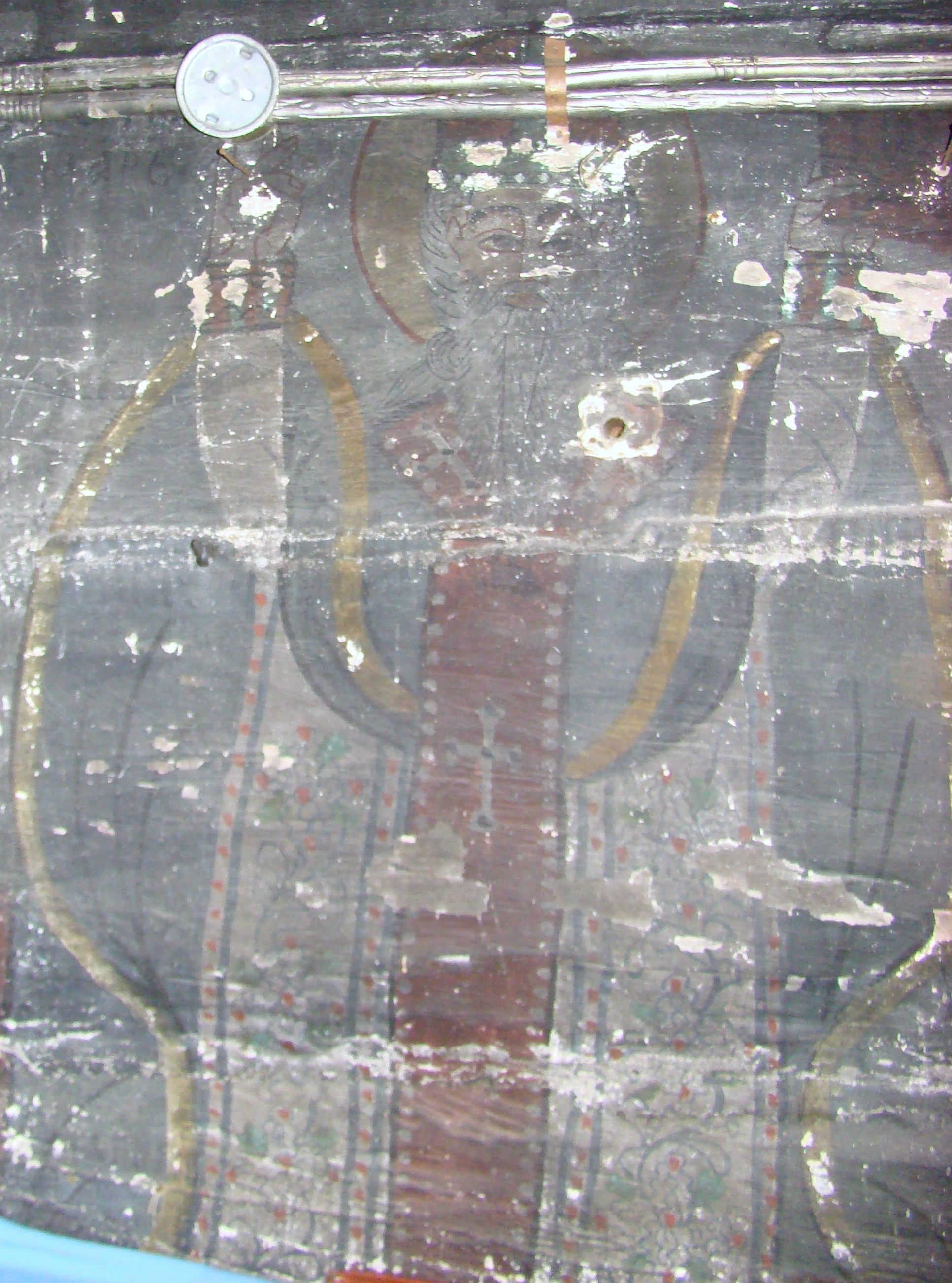
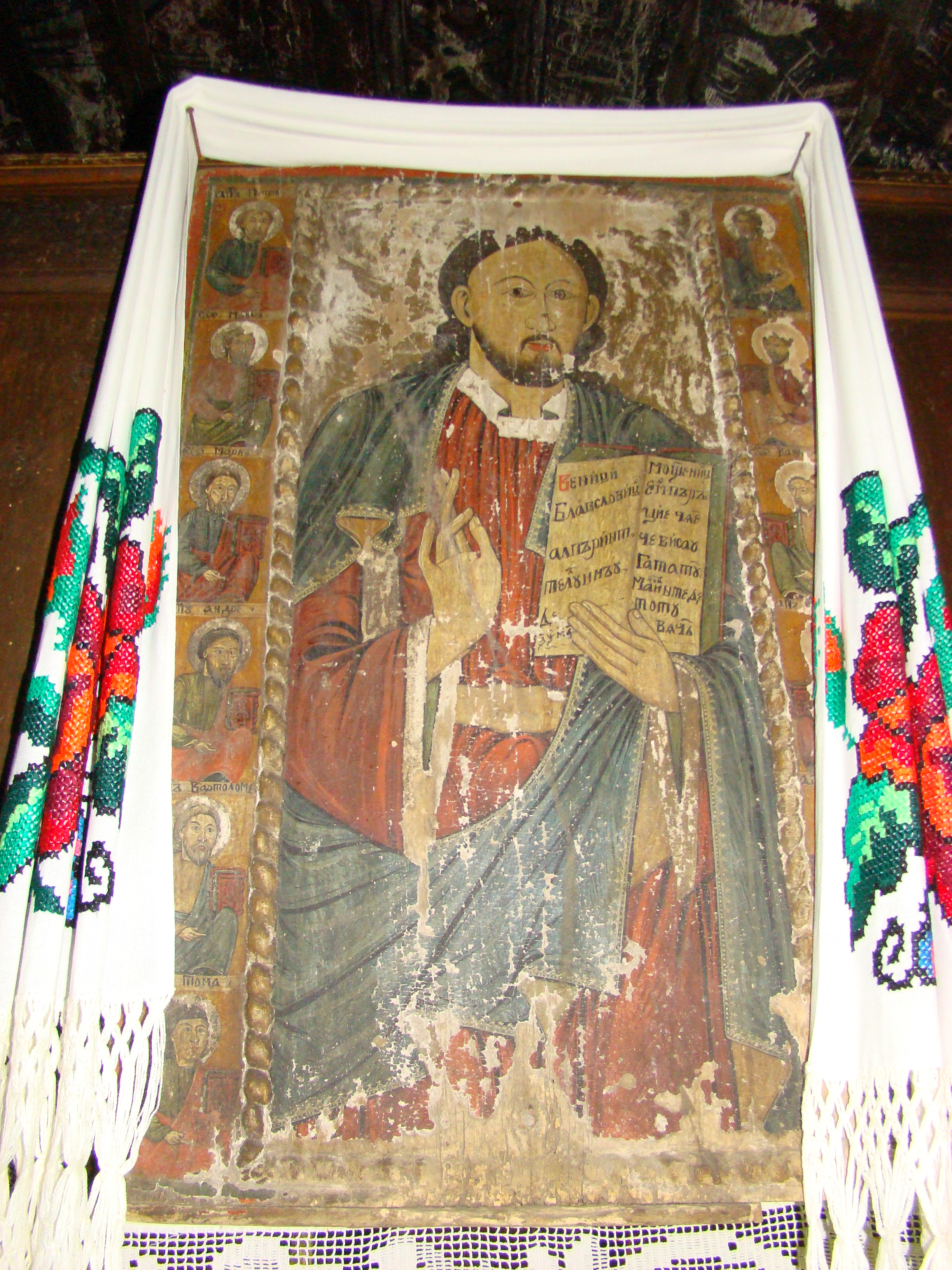
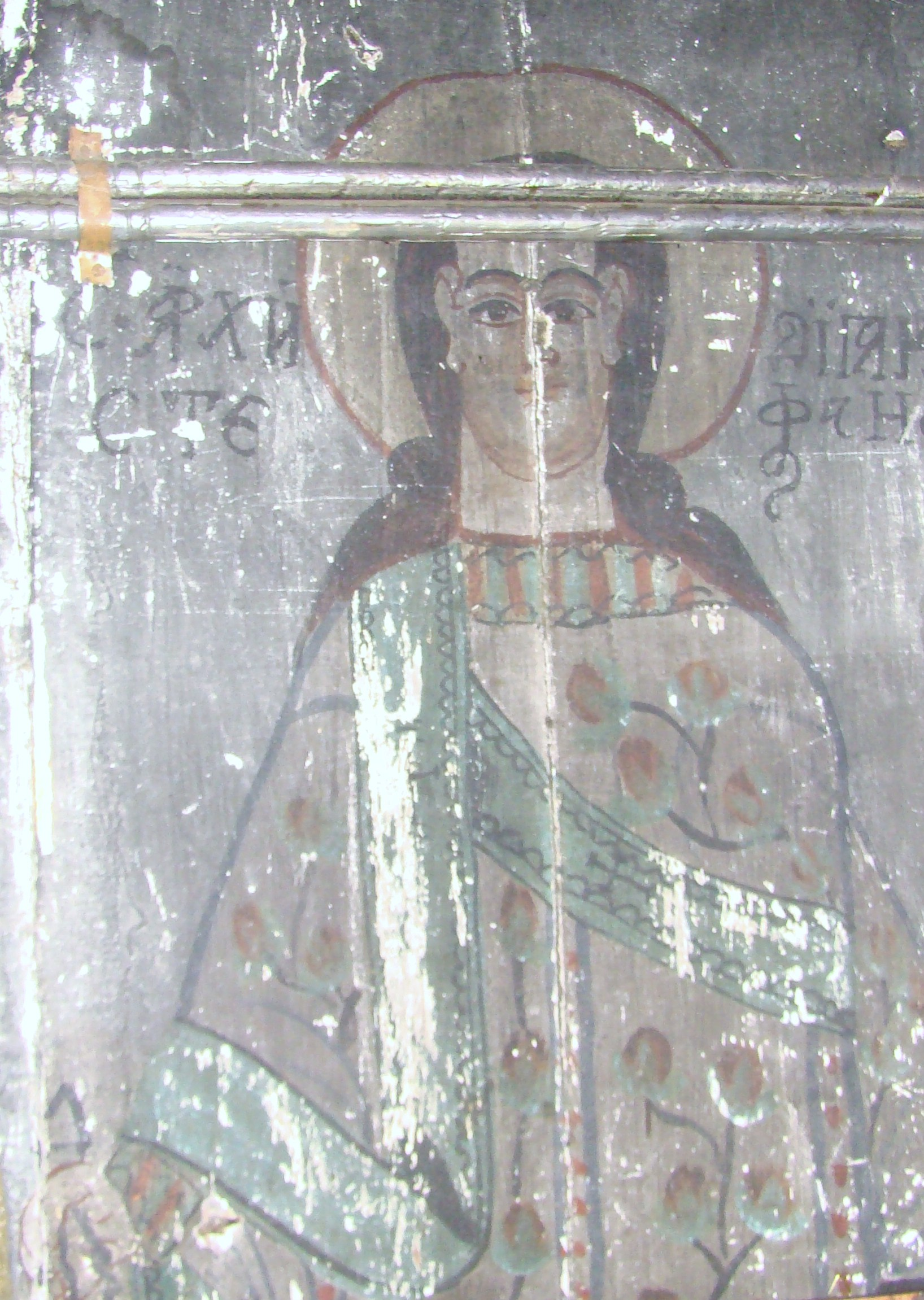
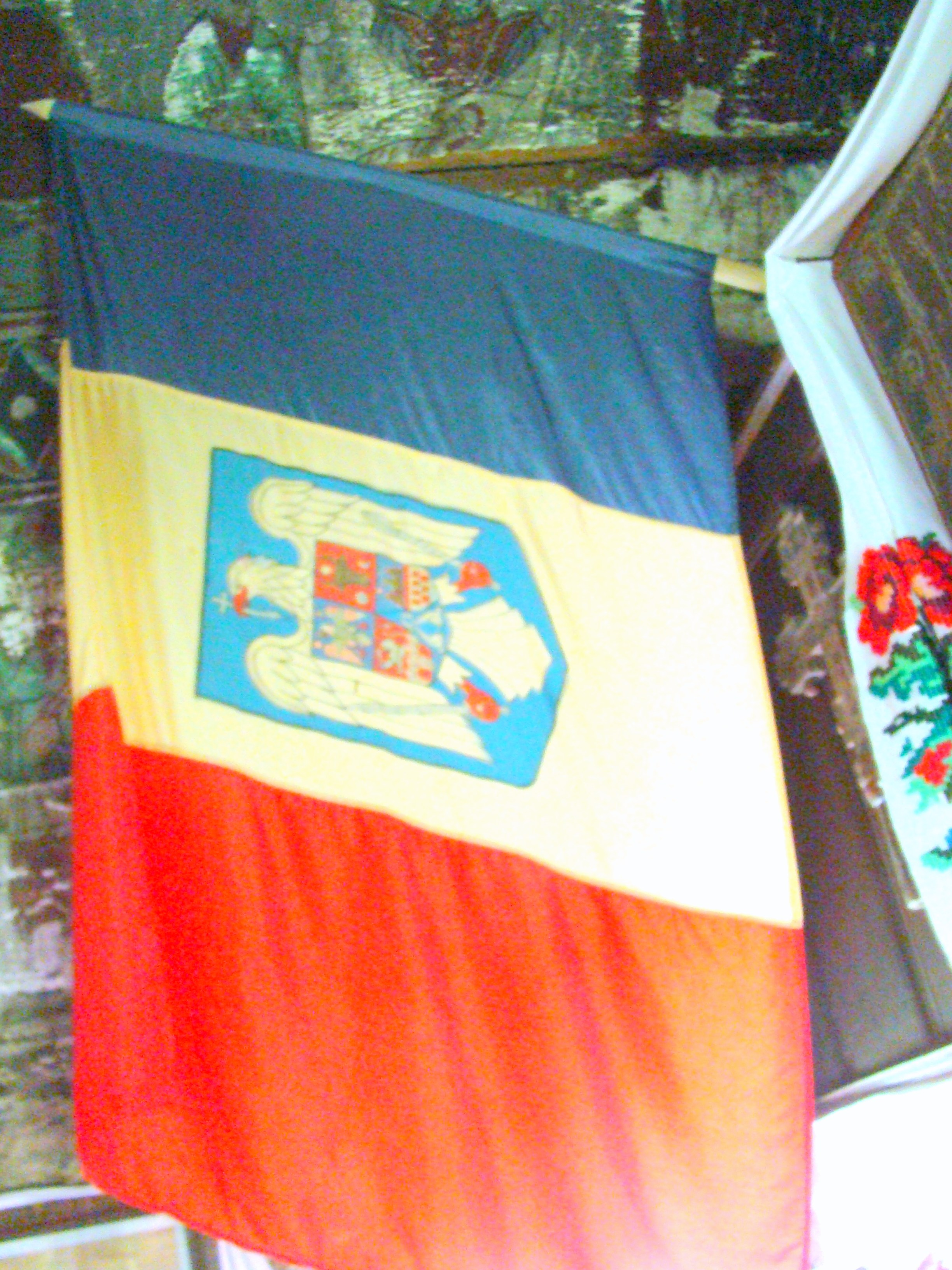
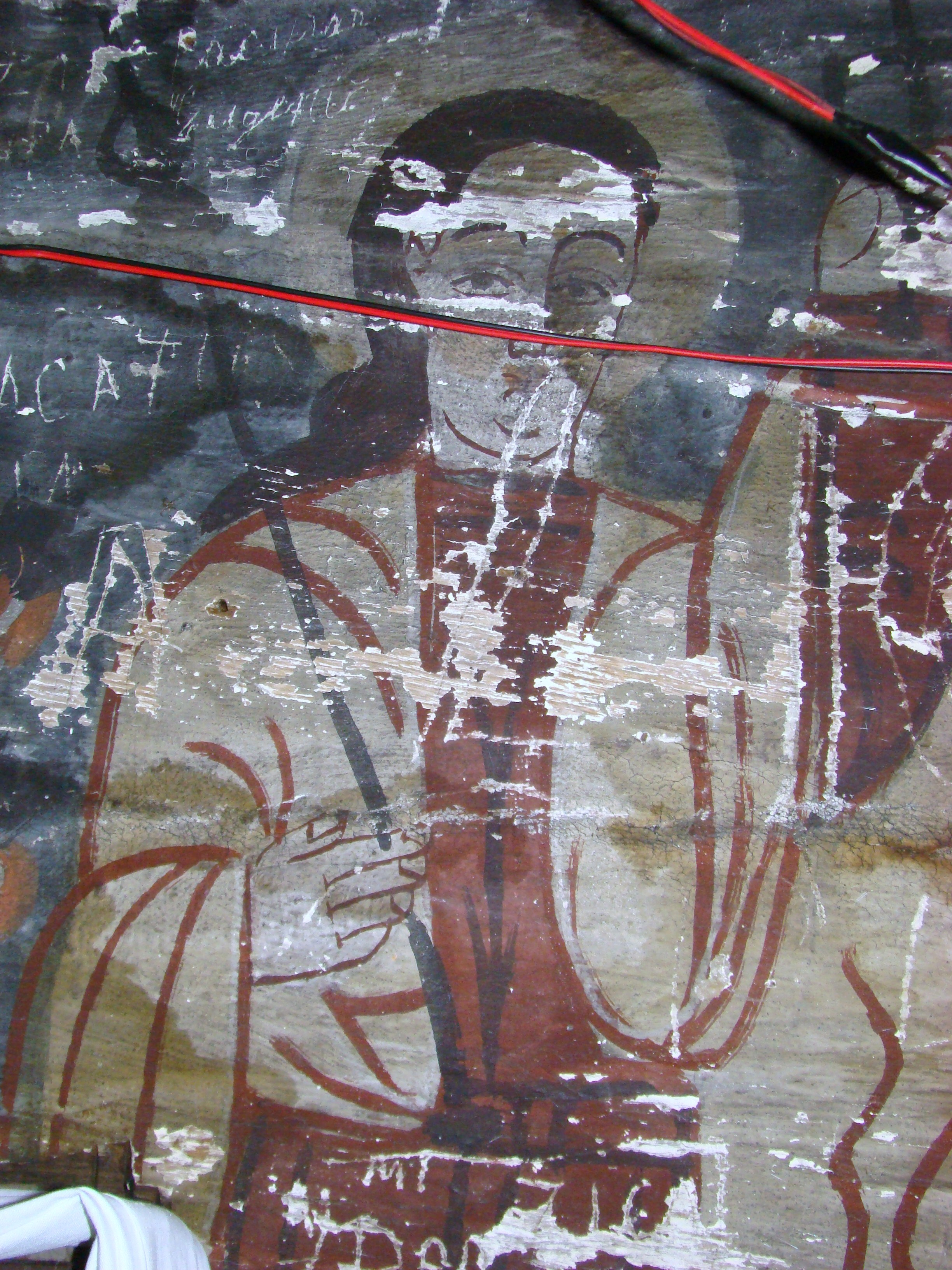
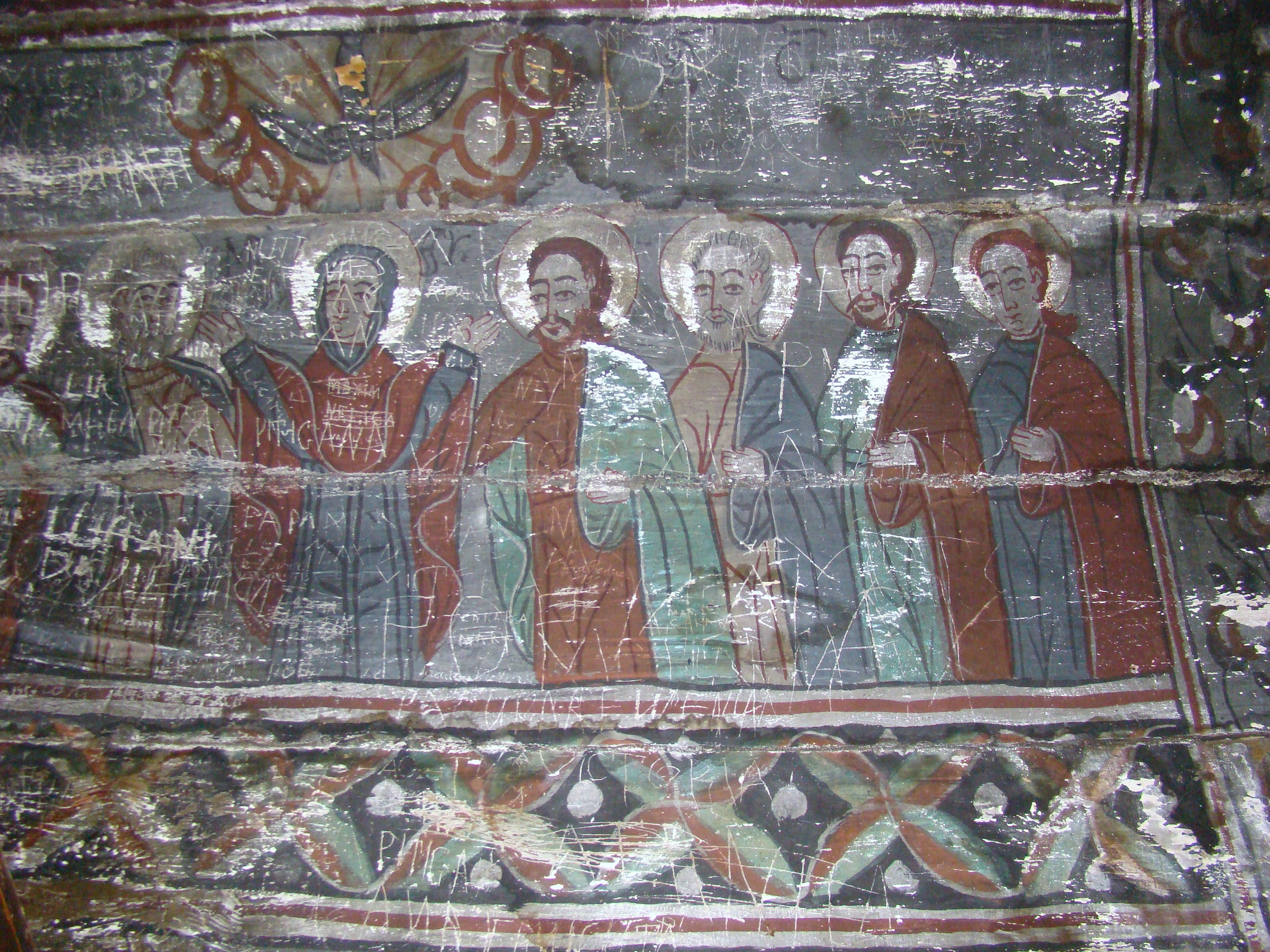
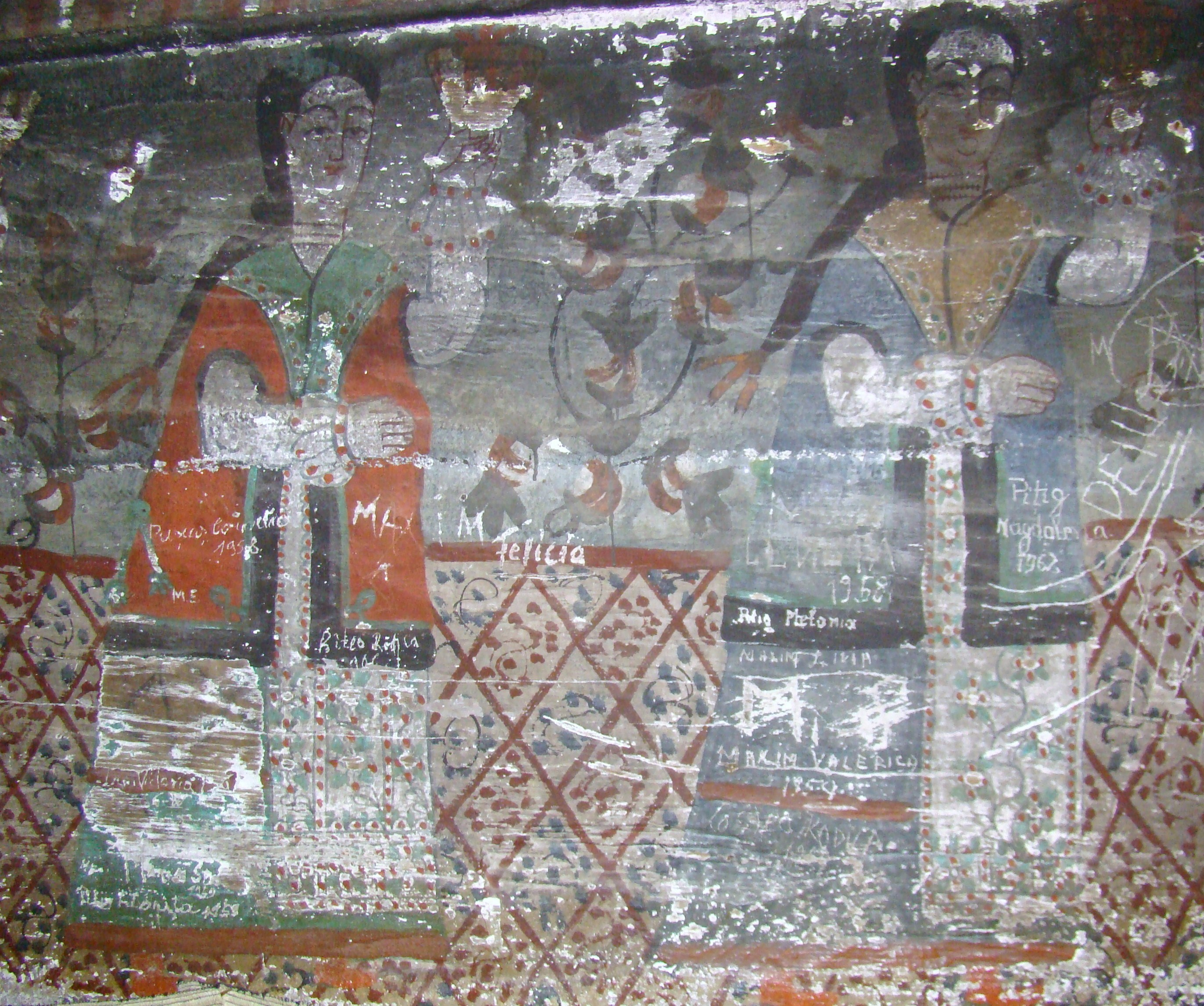
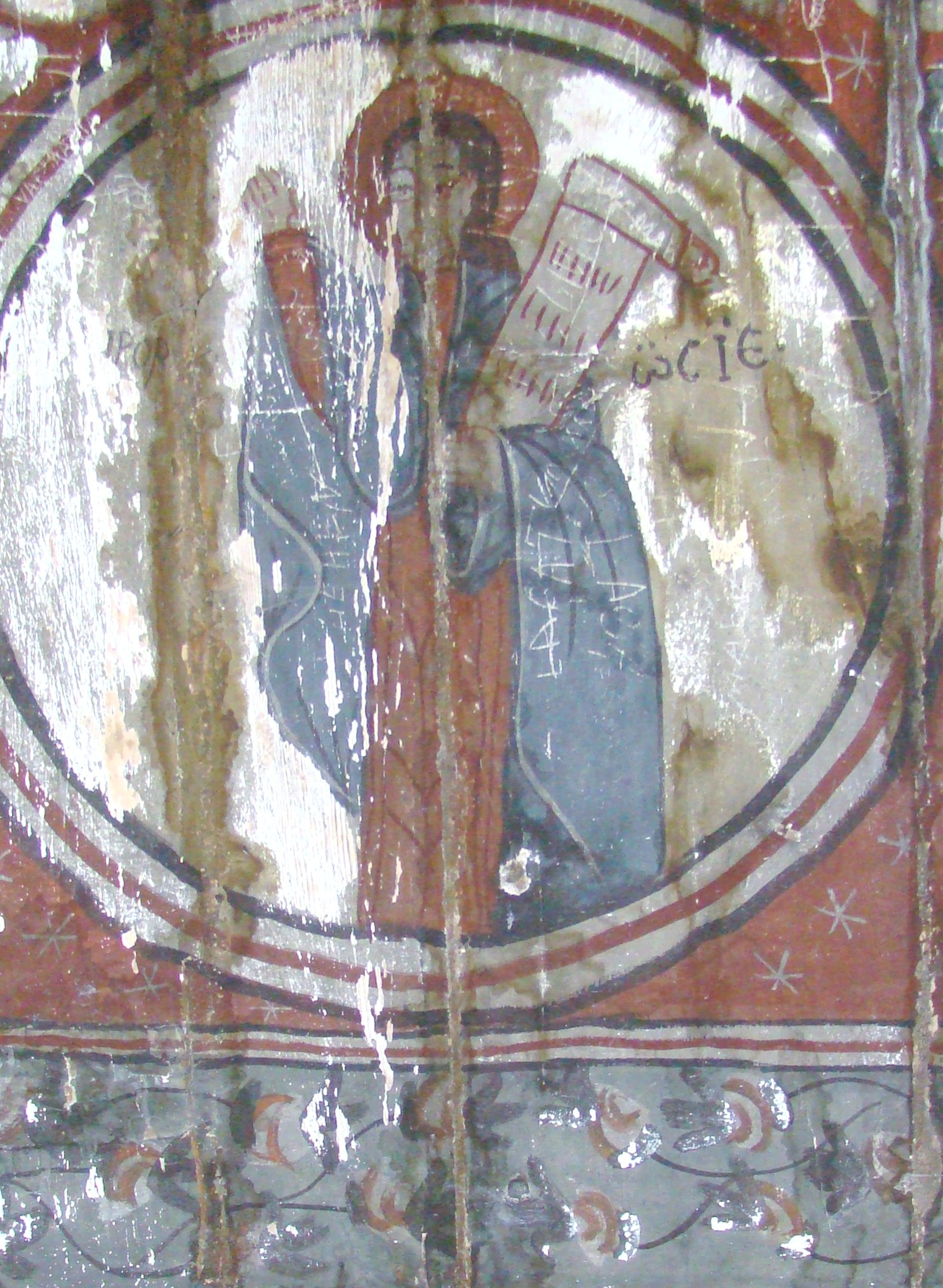
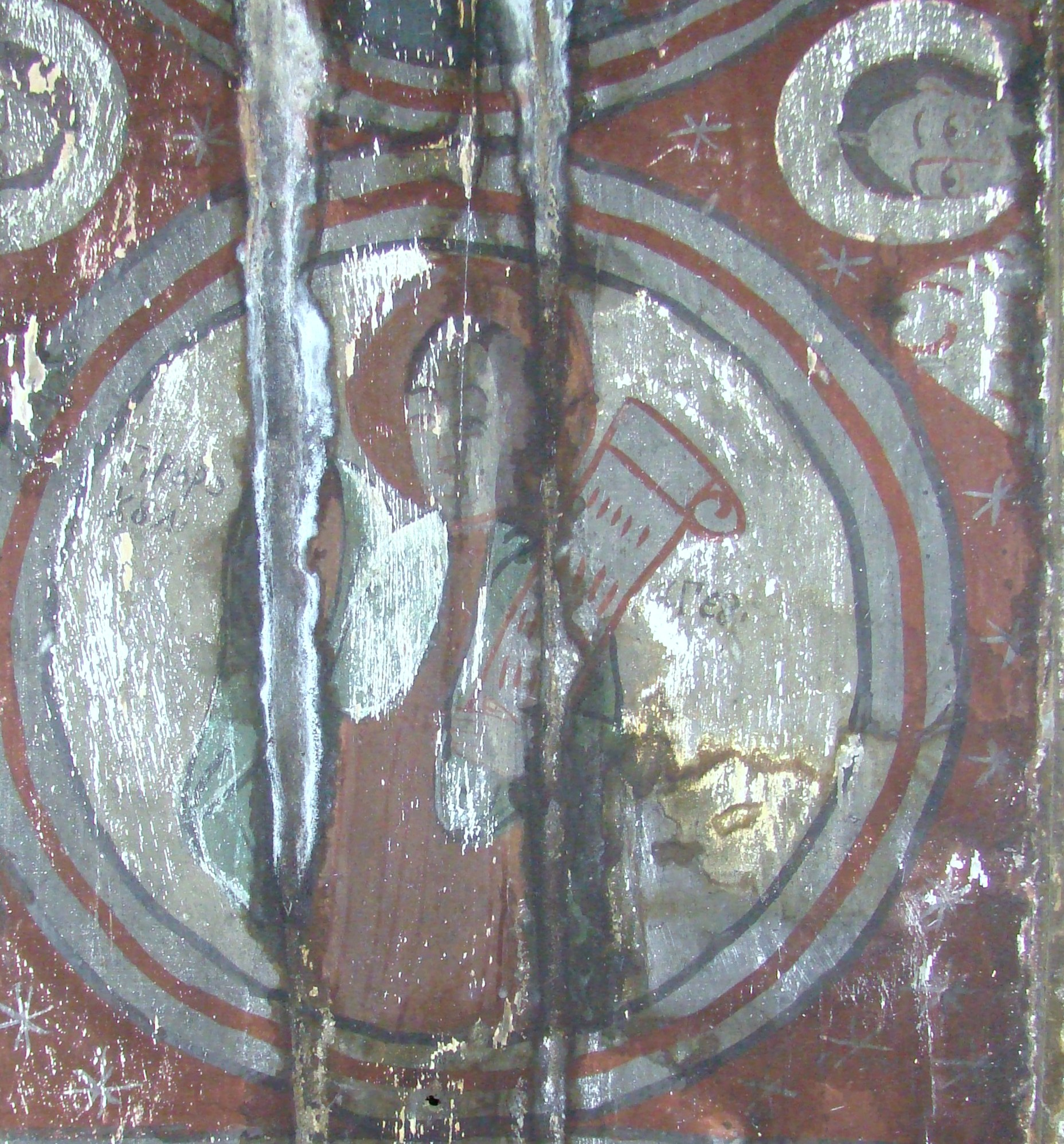
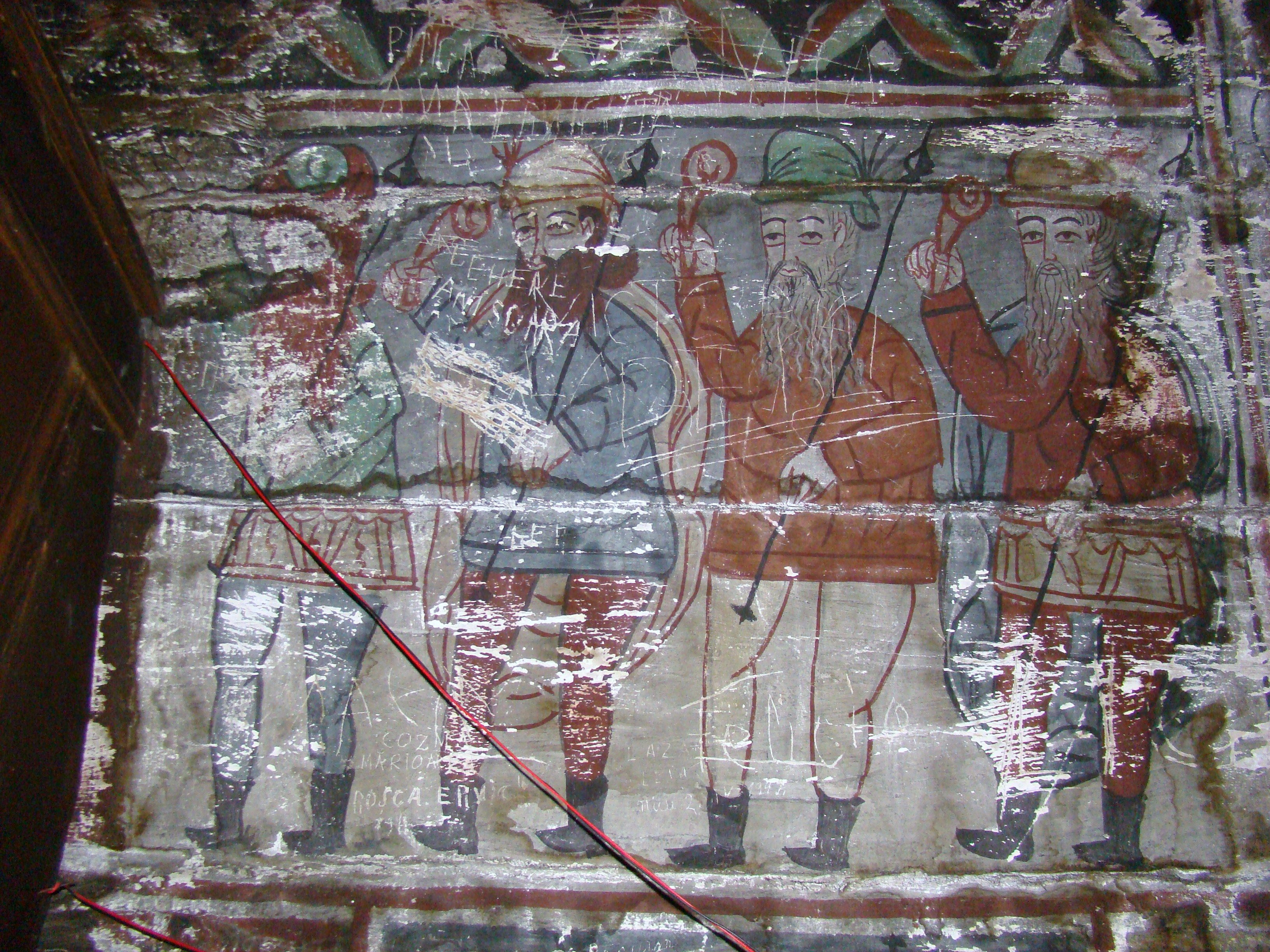
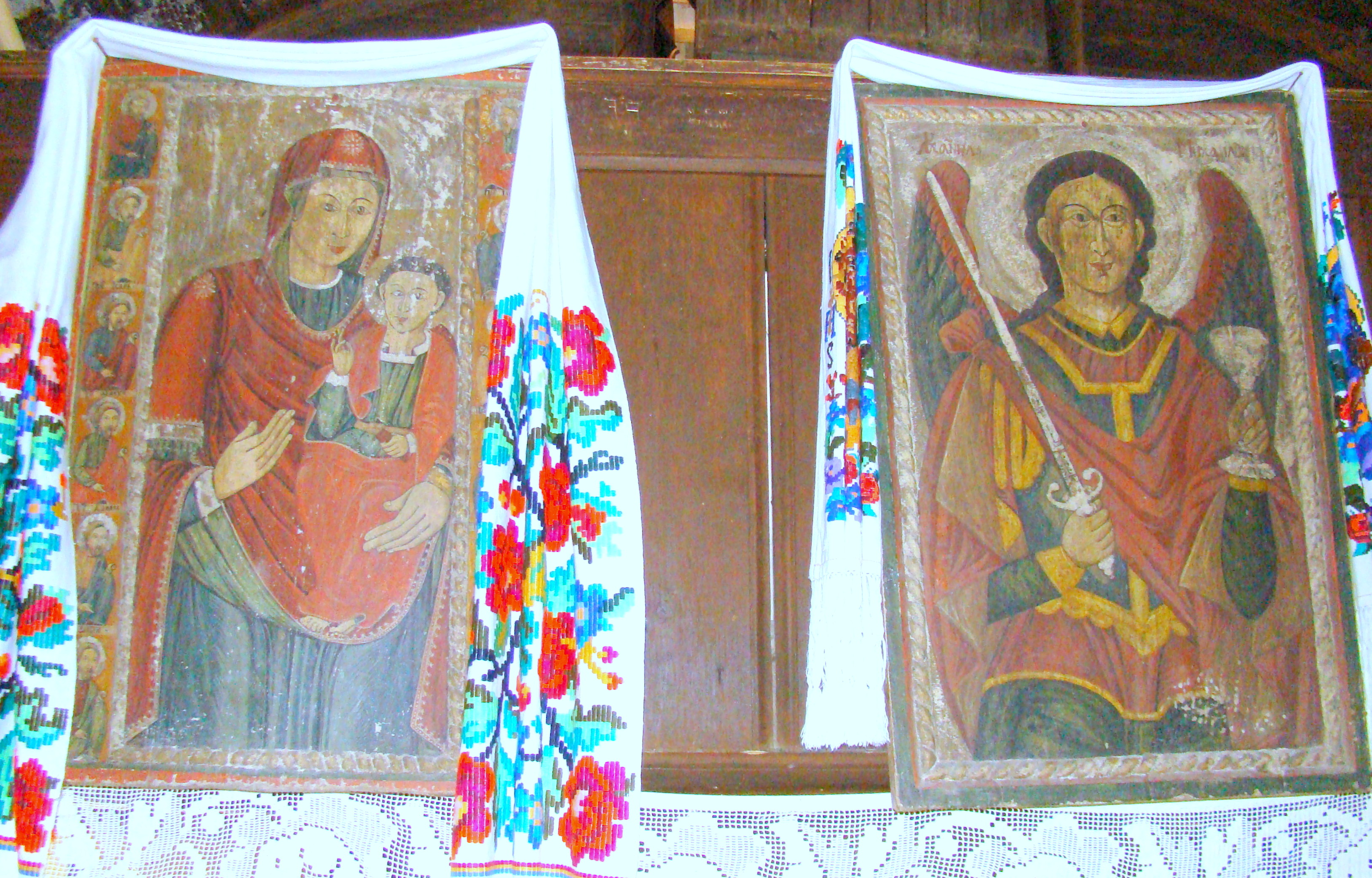
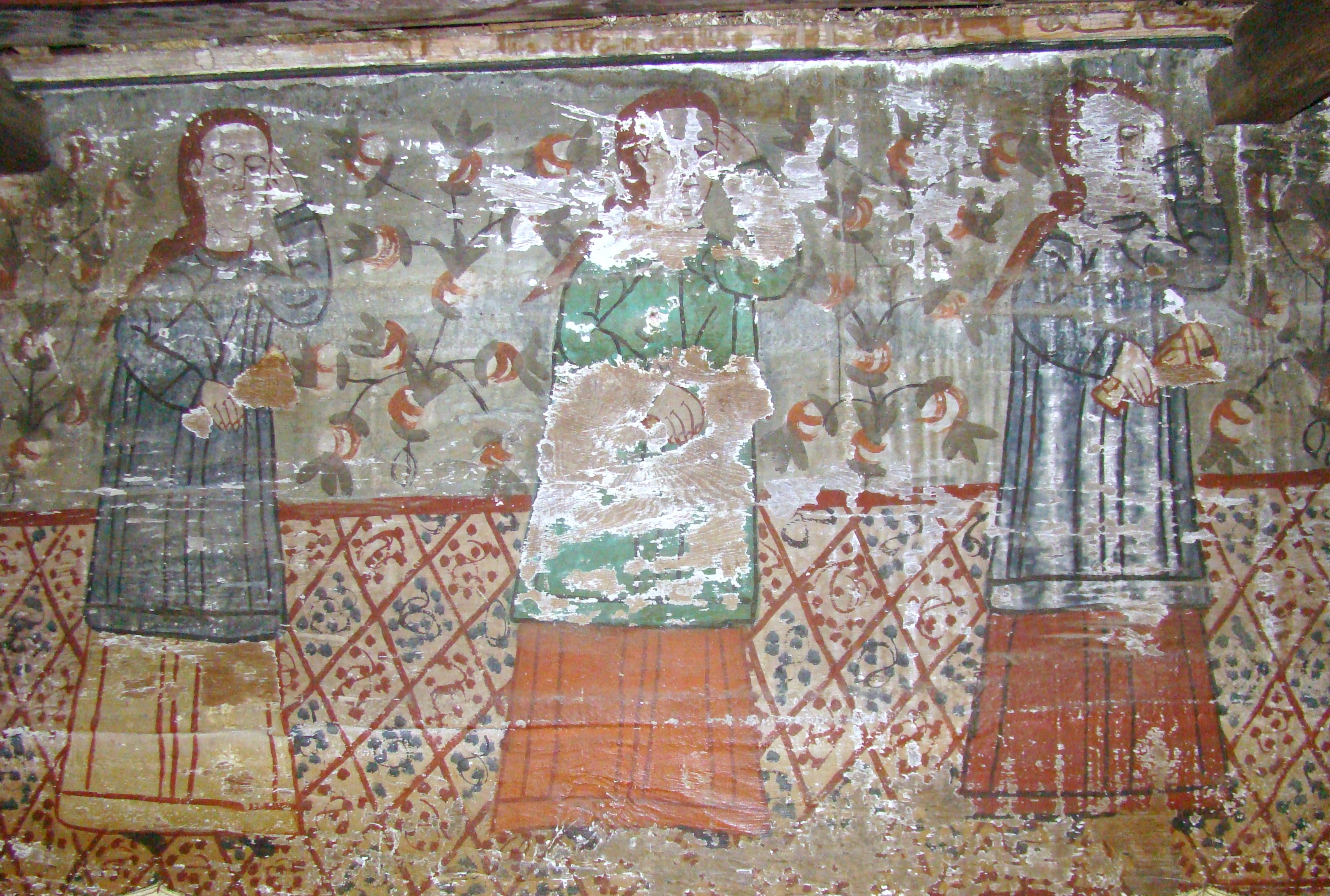
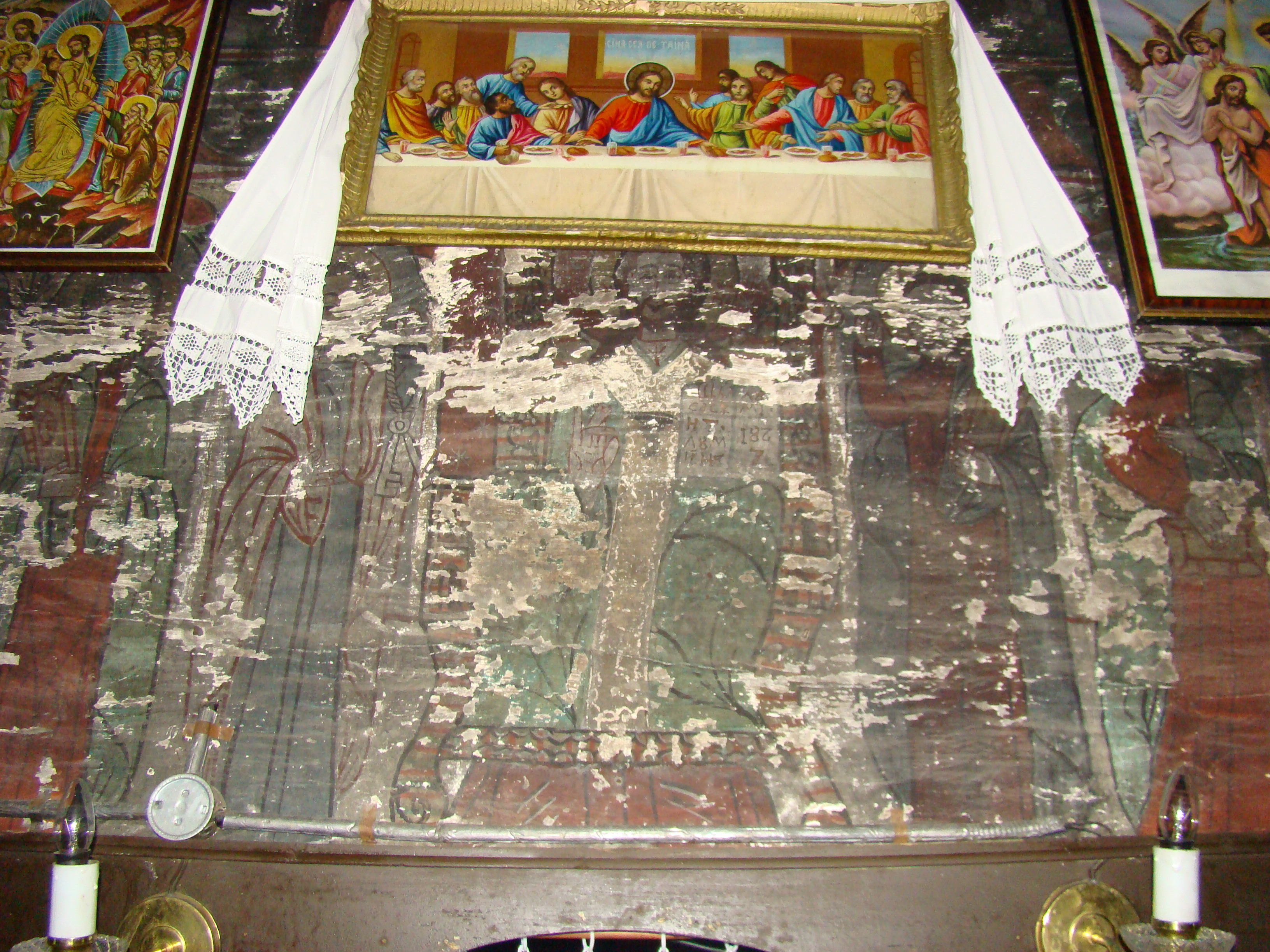
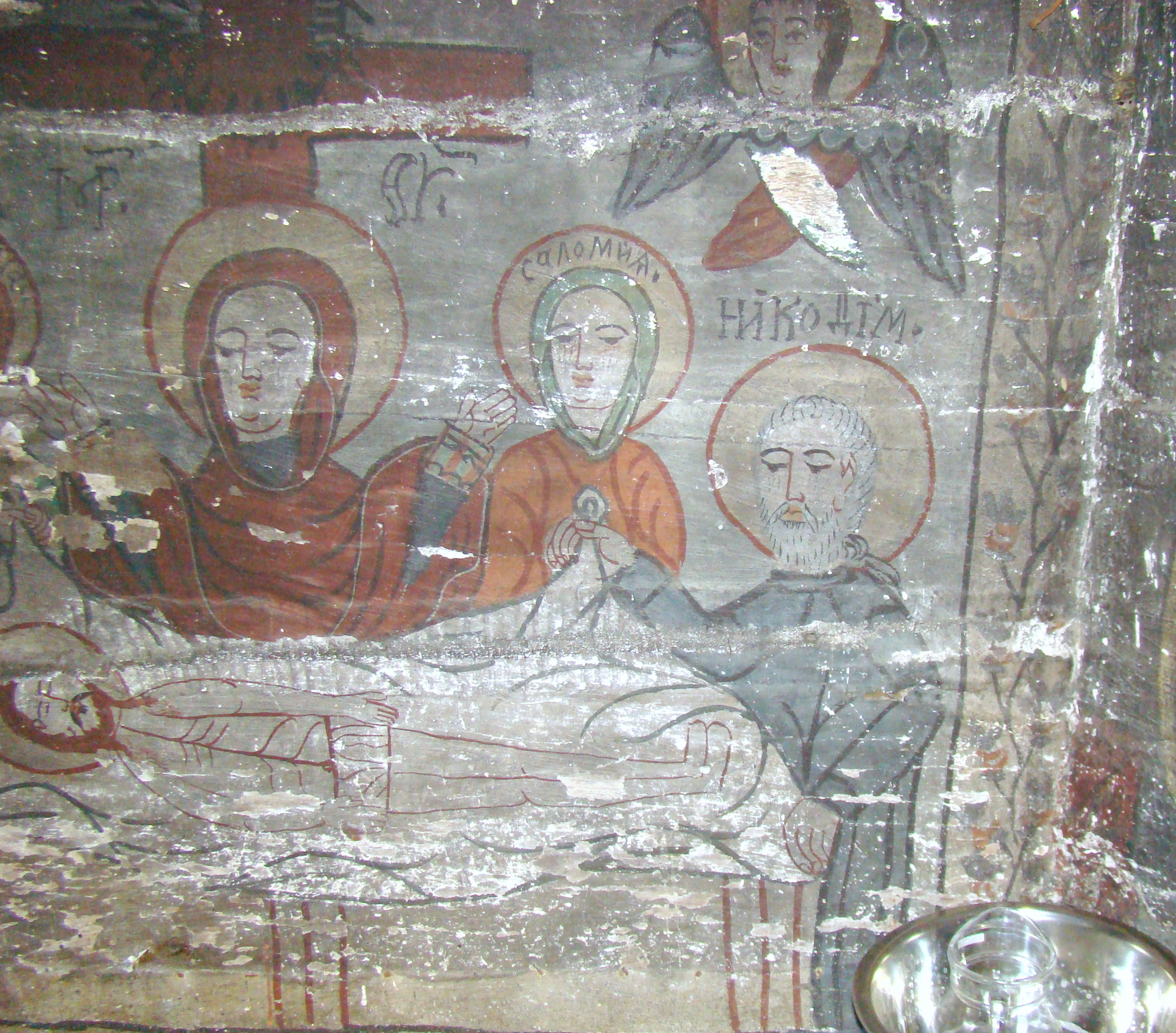
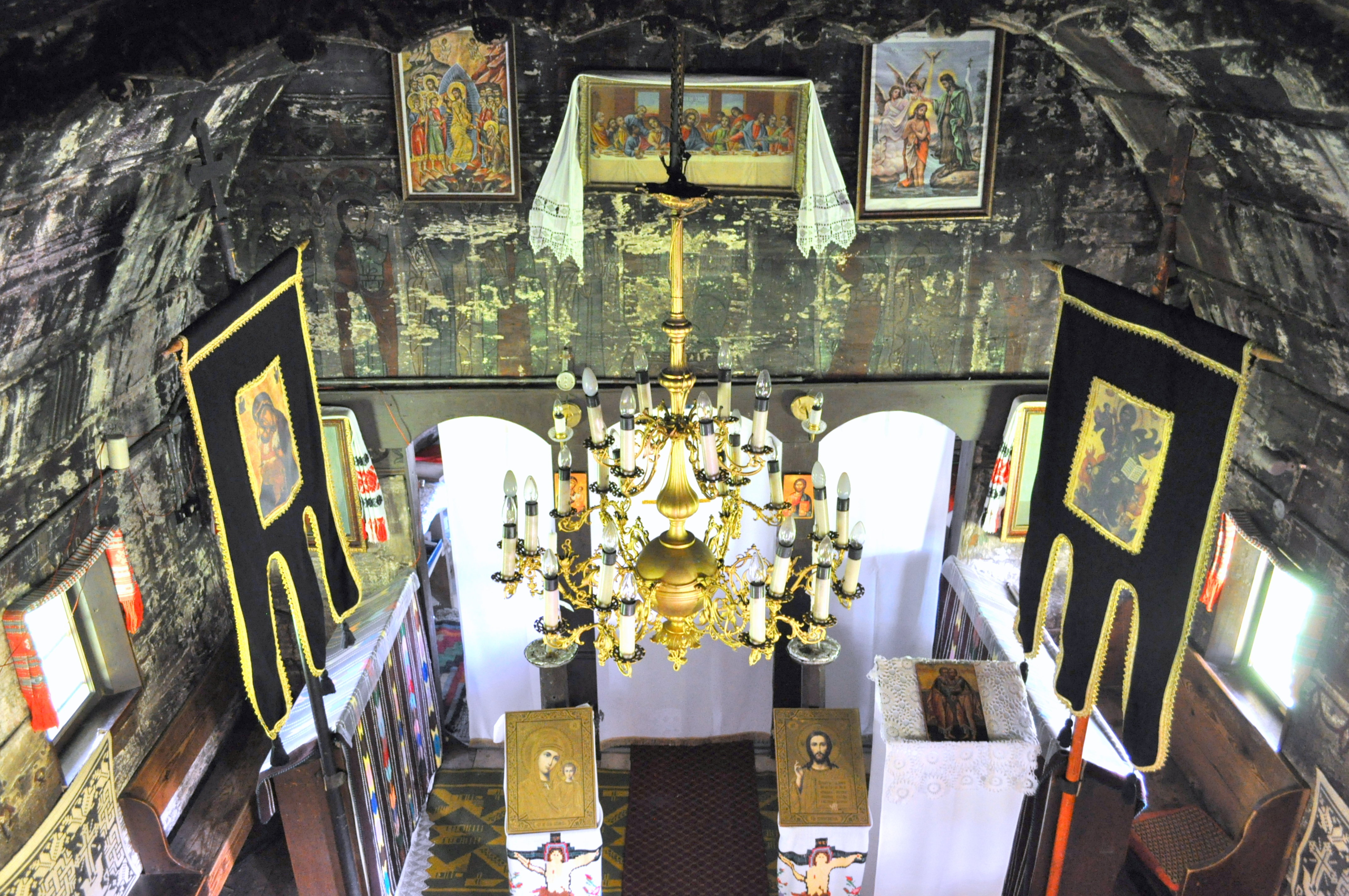
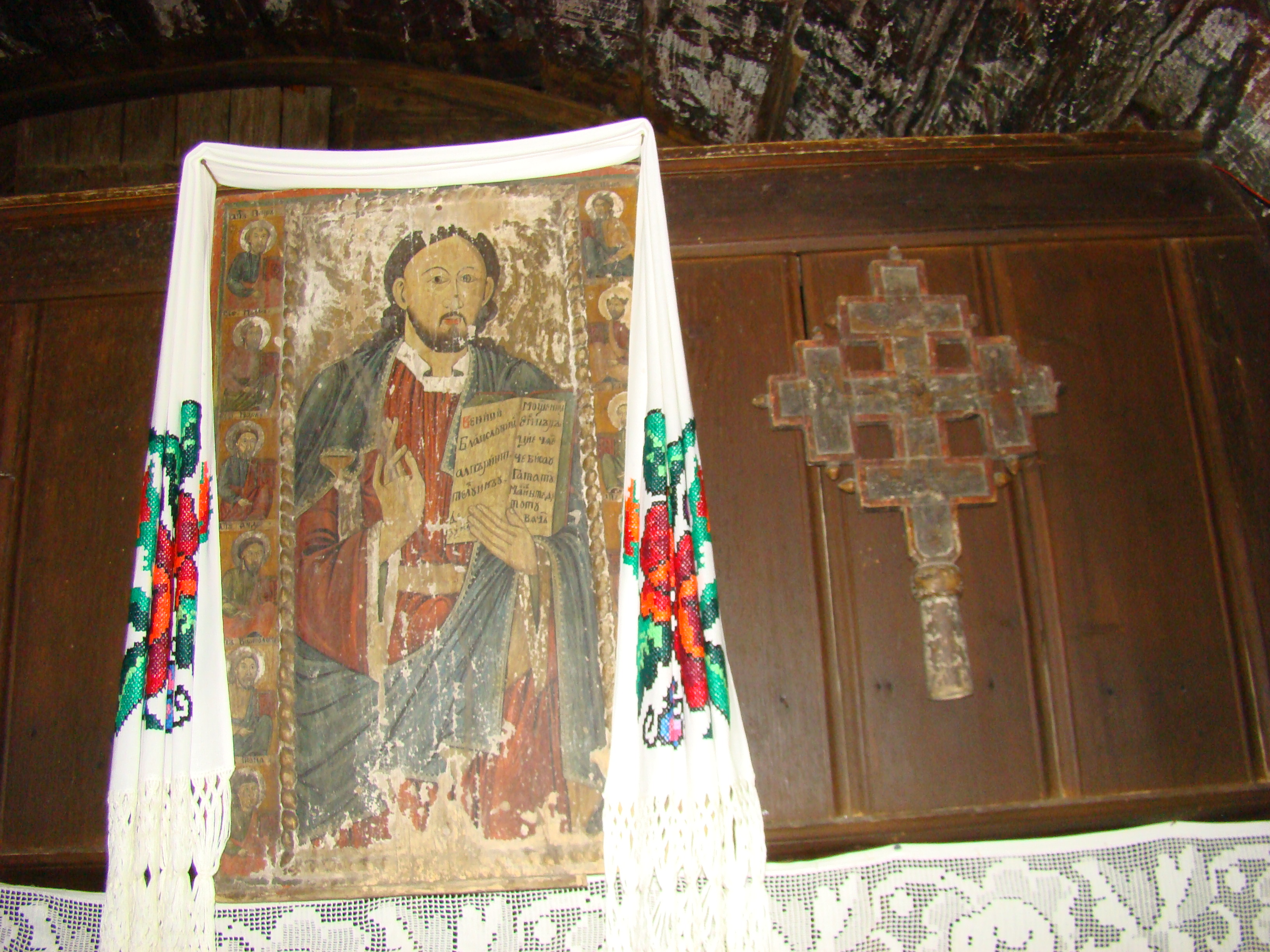

## Biserica înainte de reparațiile din anul 2010

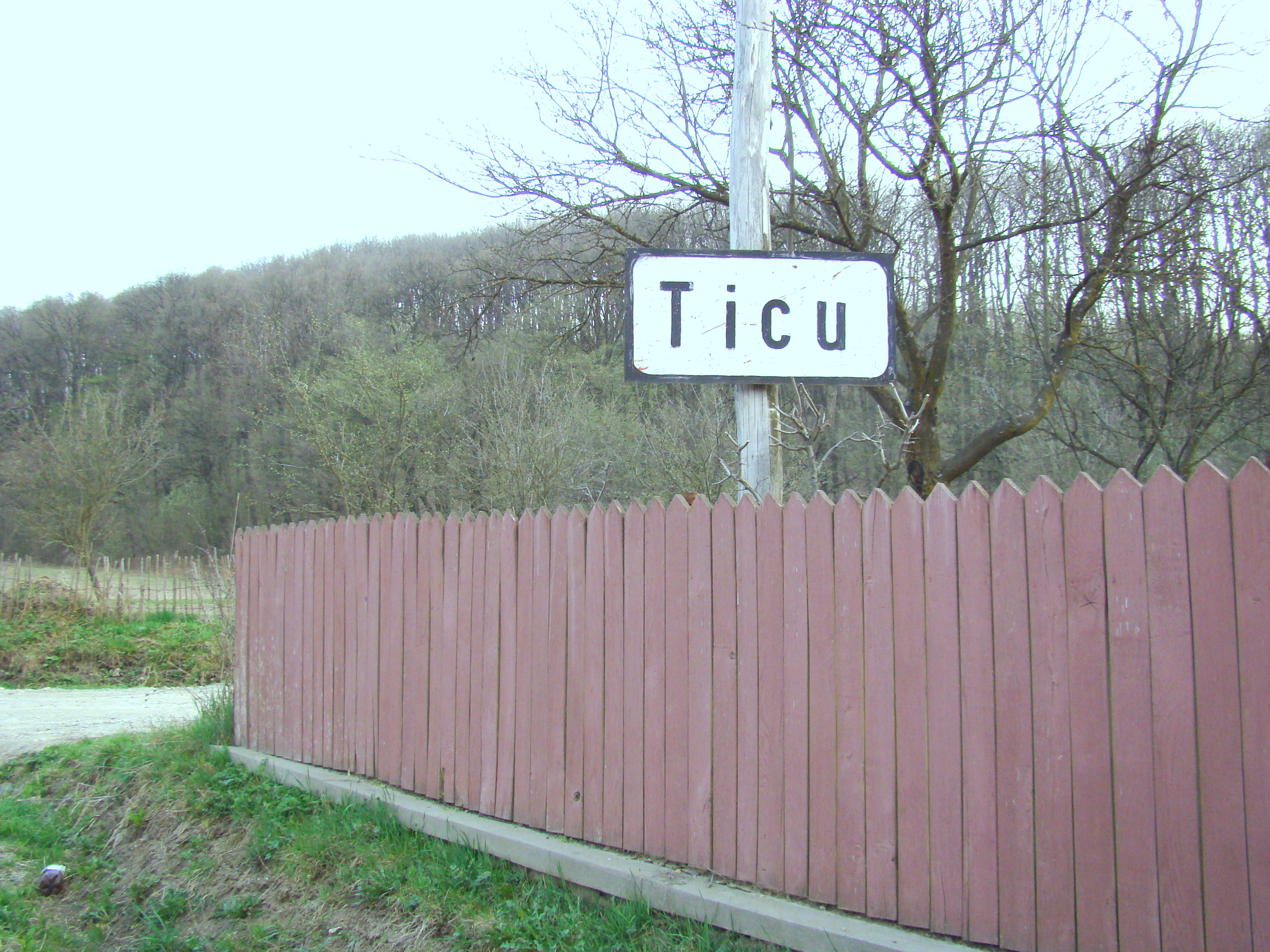
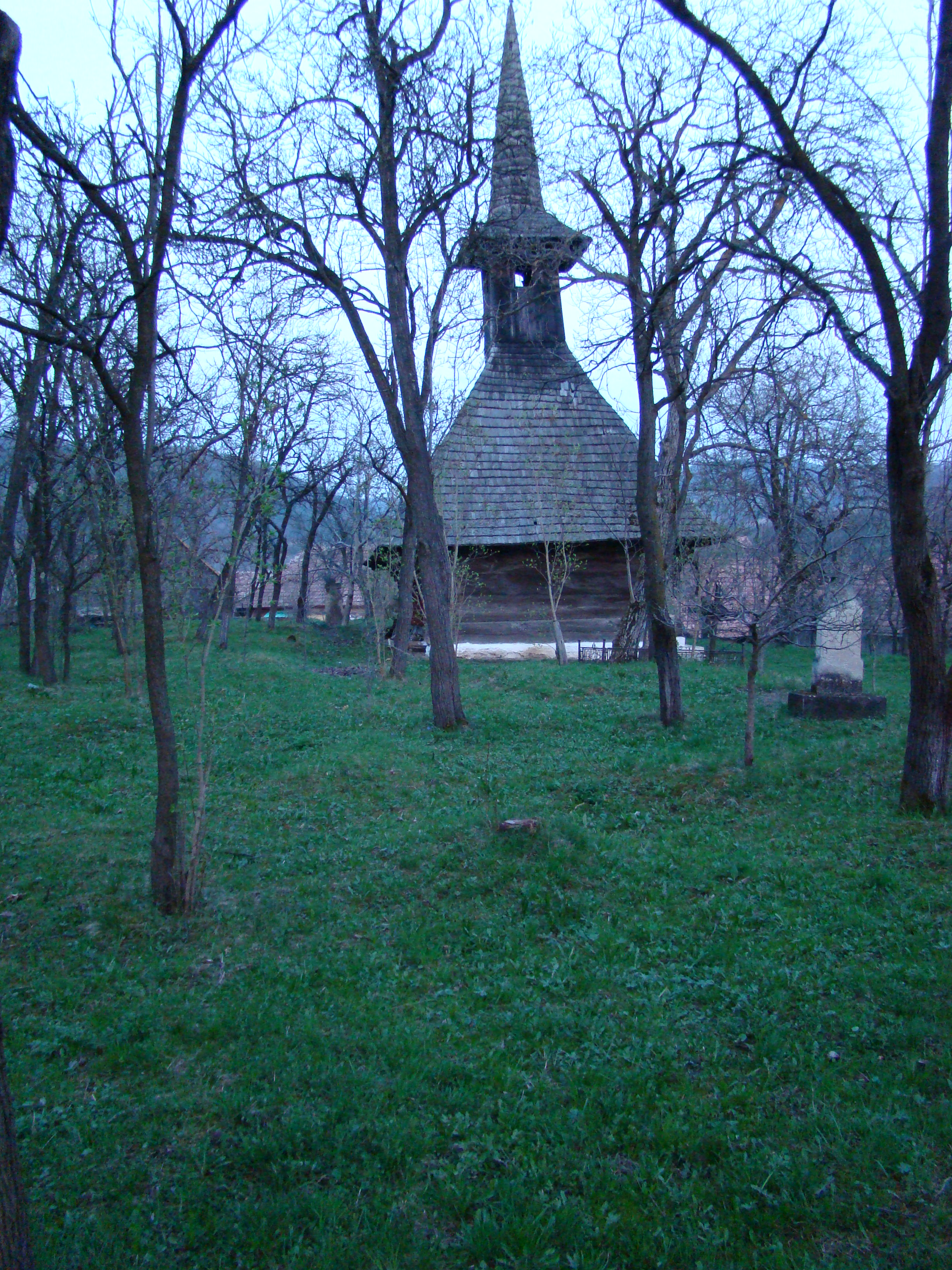
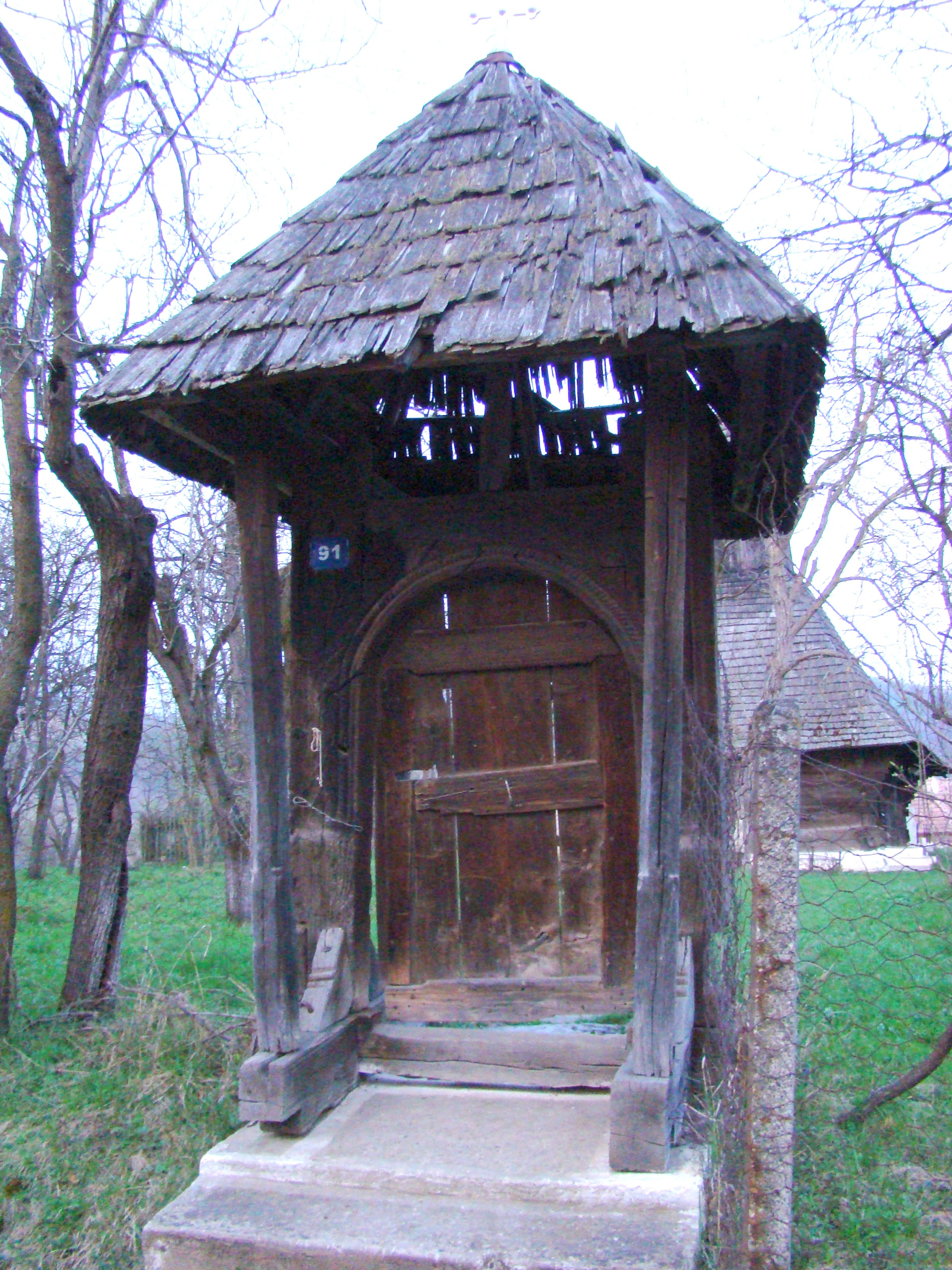
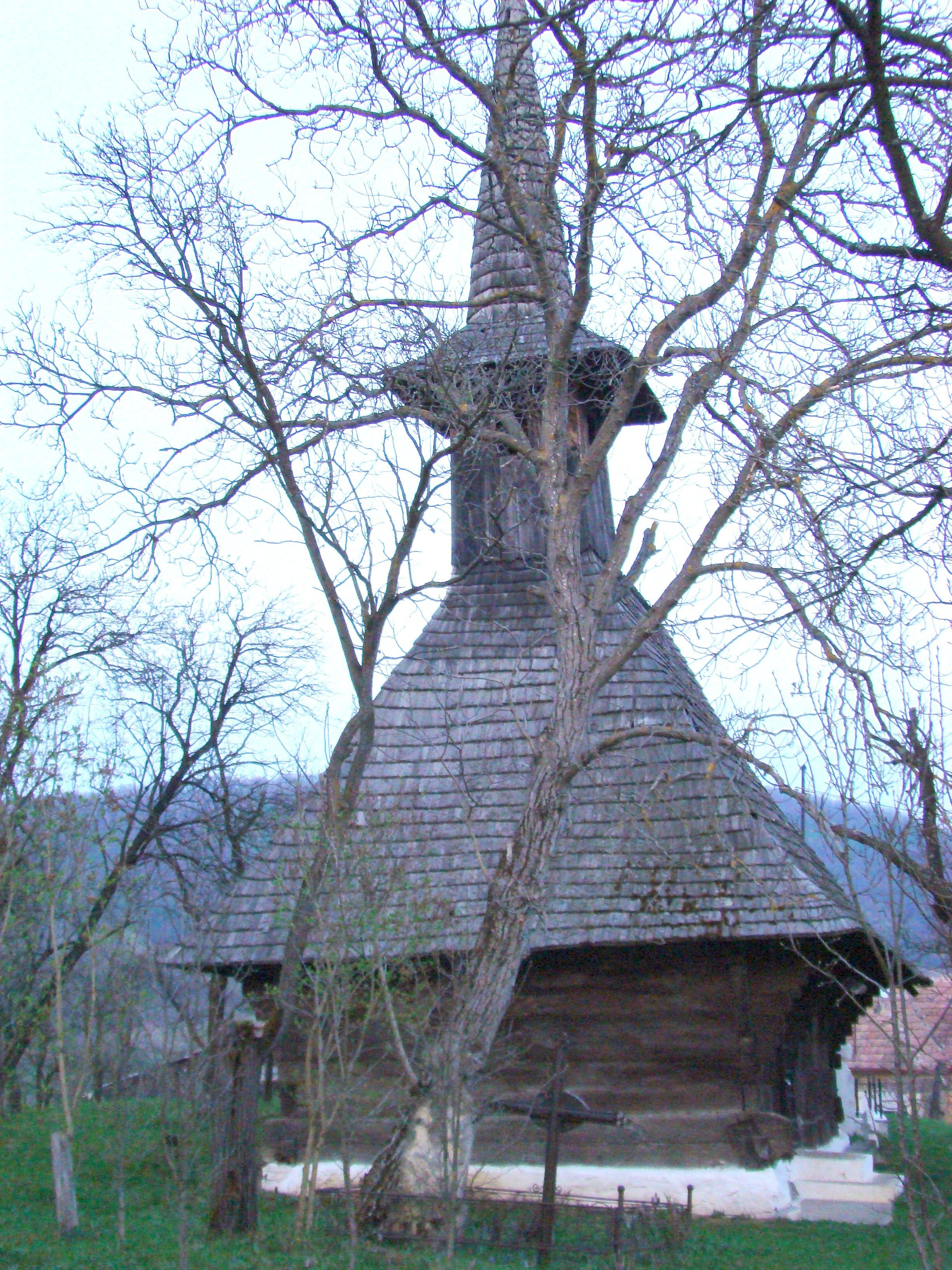
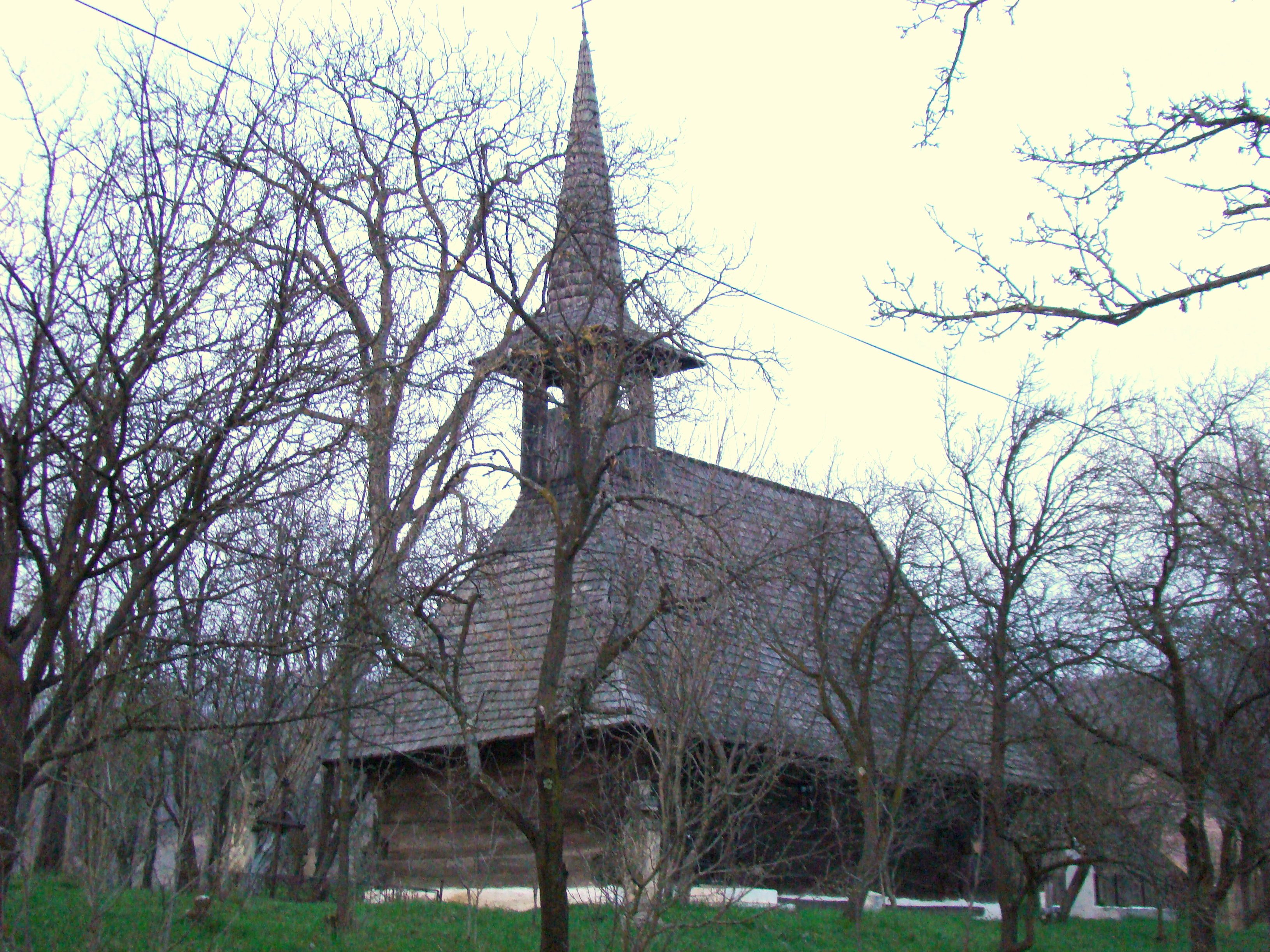
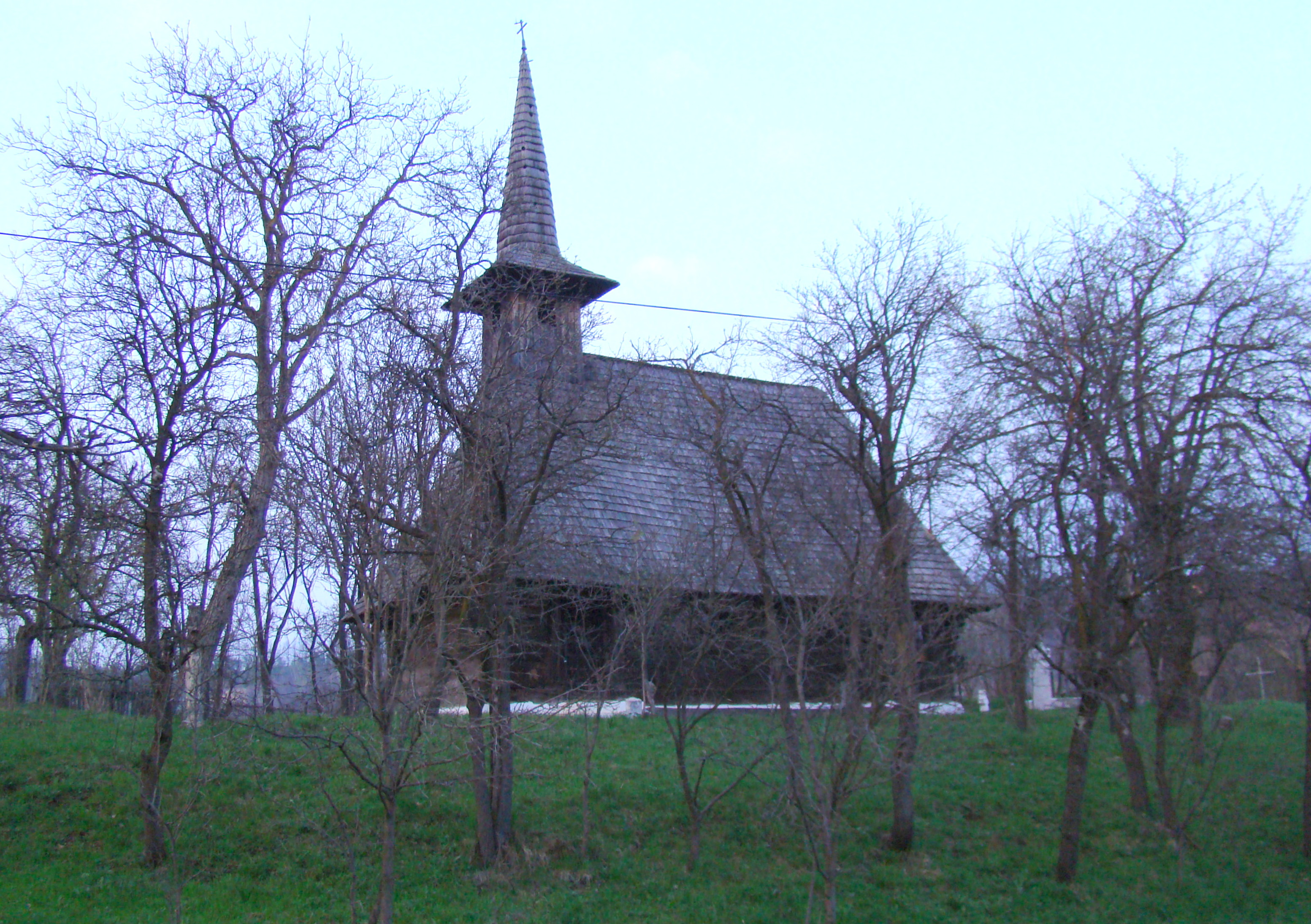
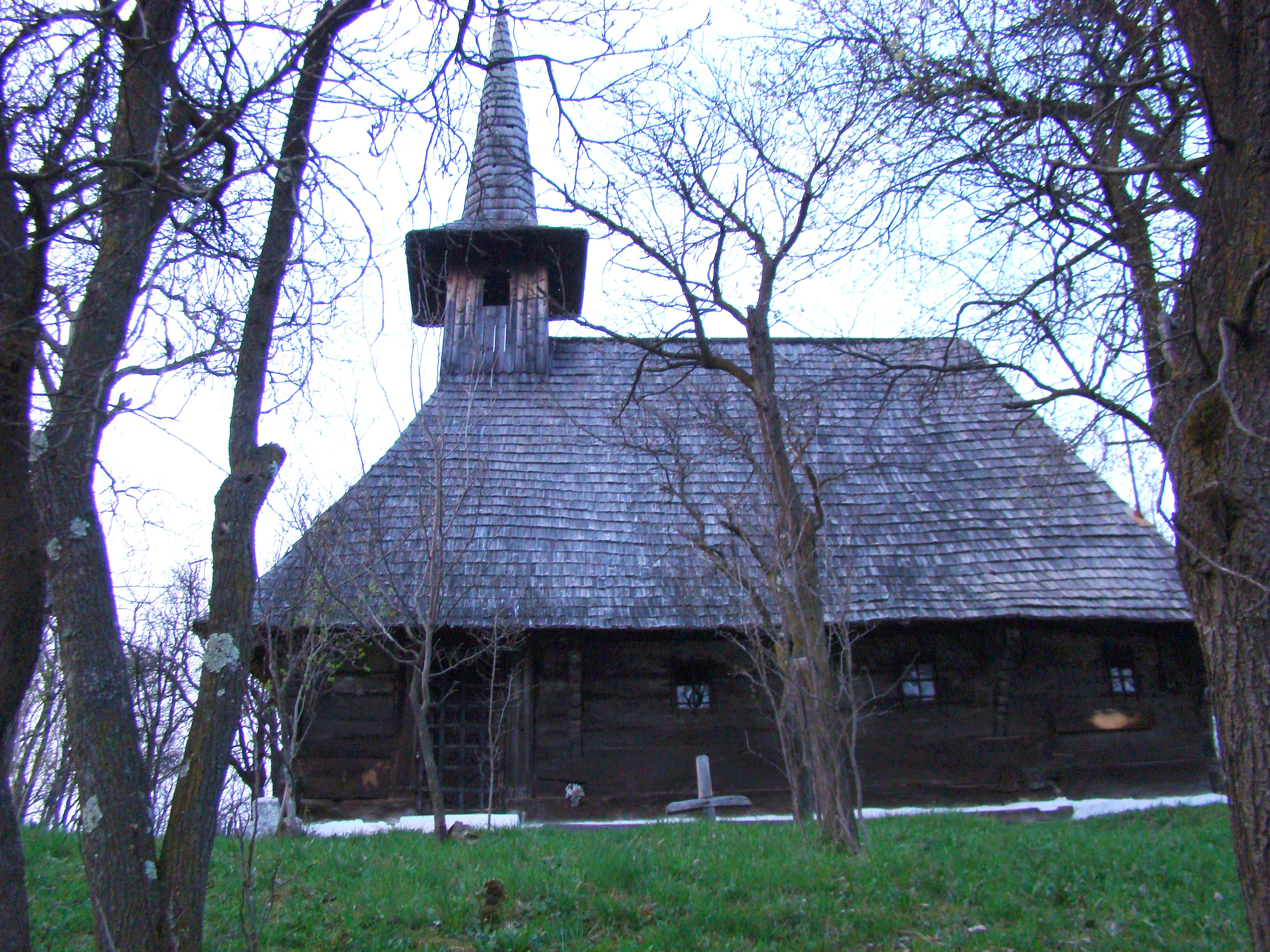
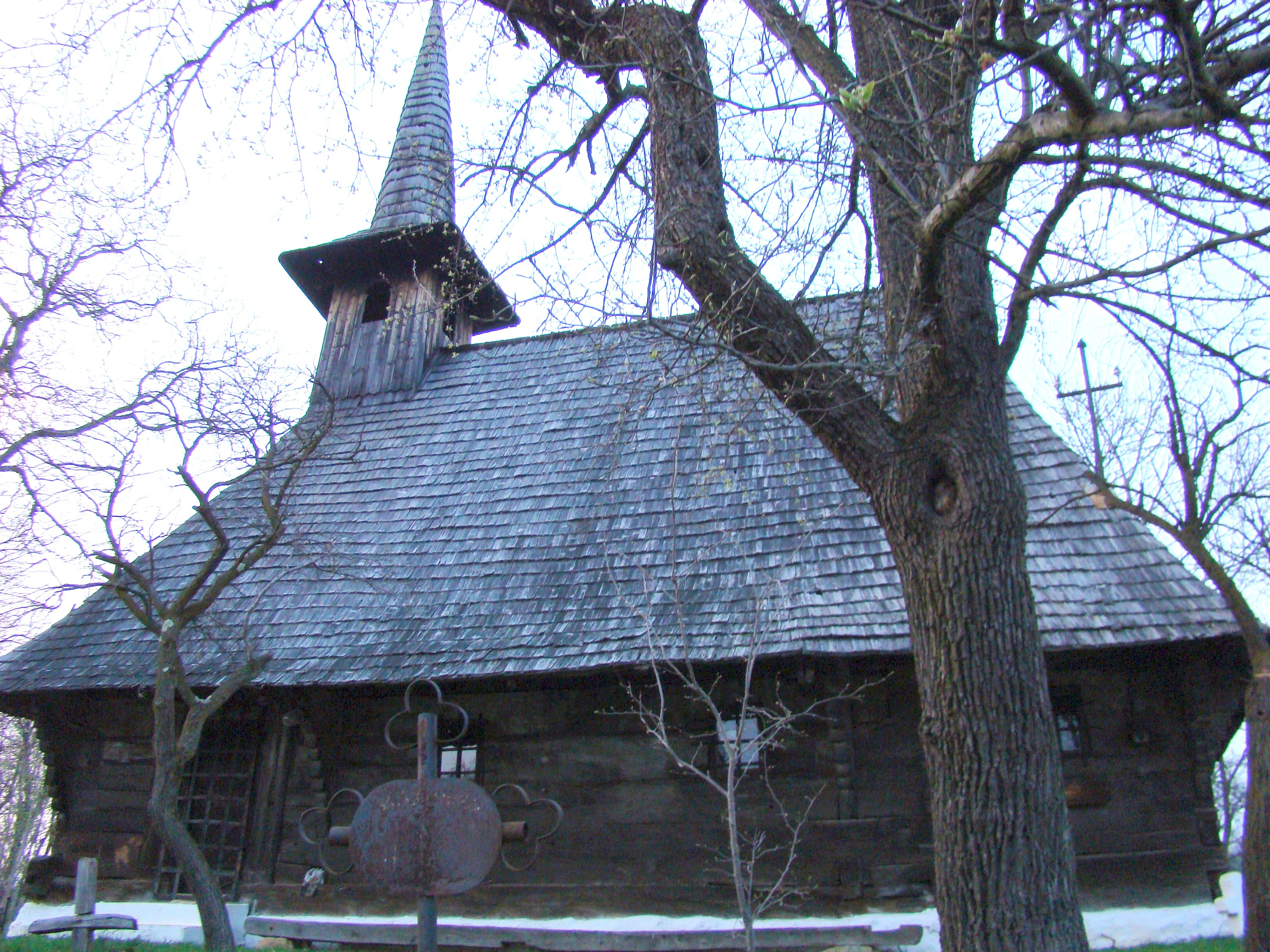
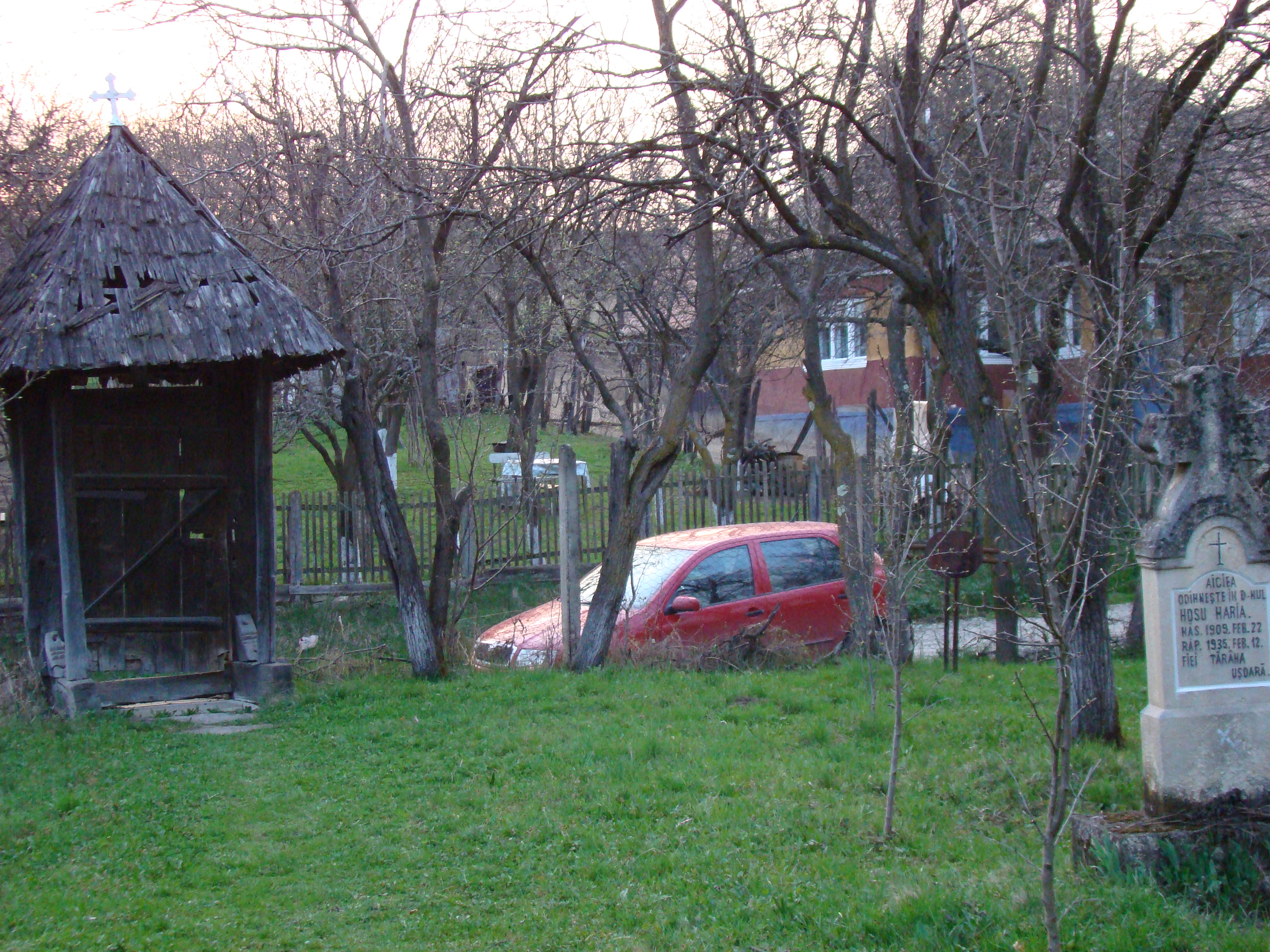
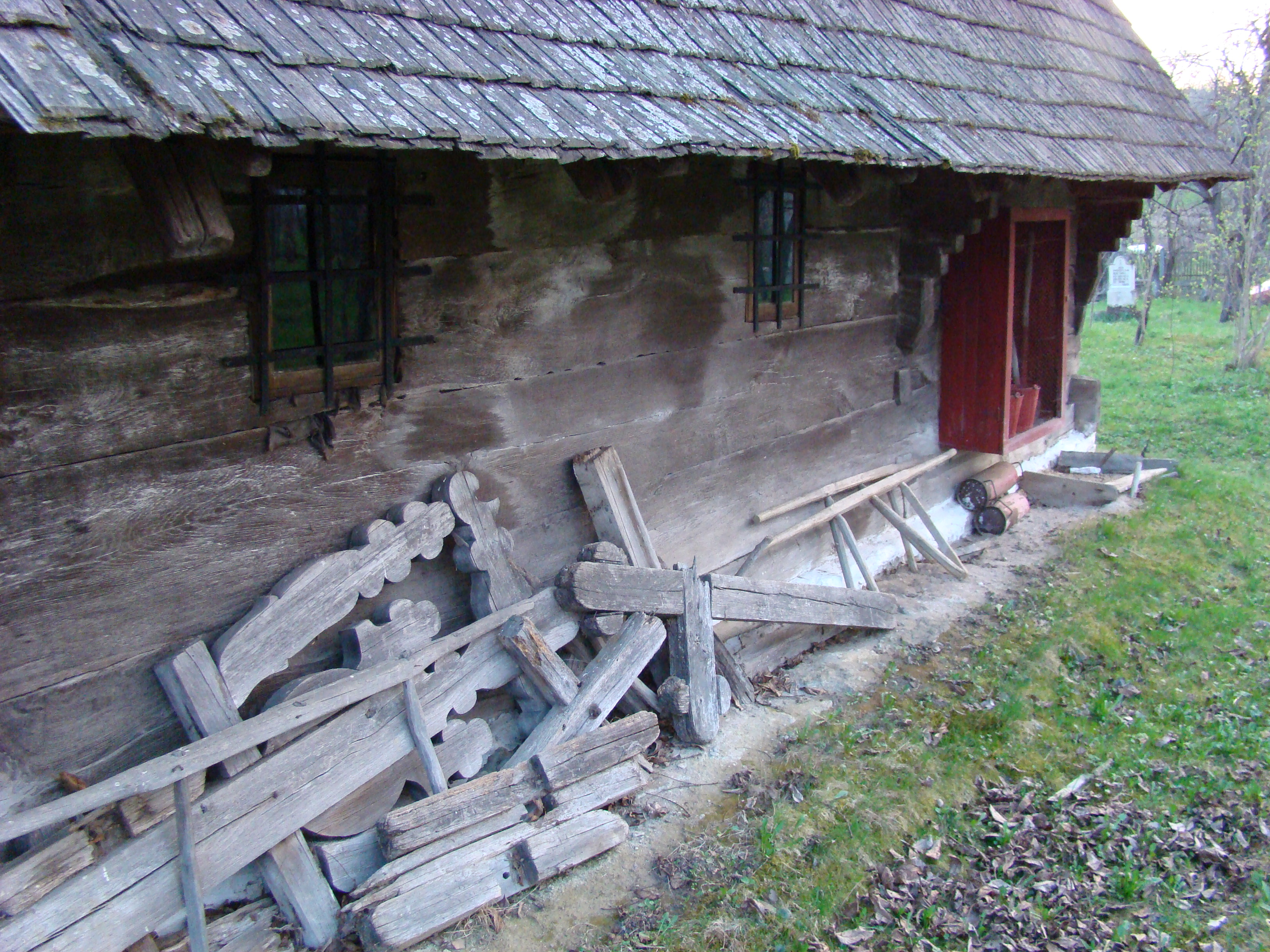
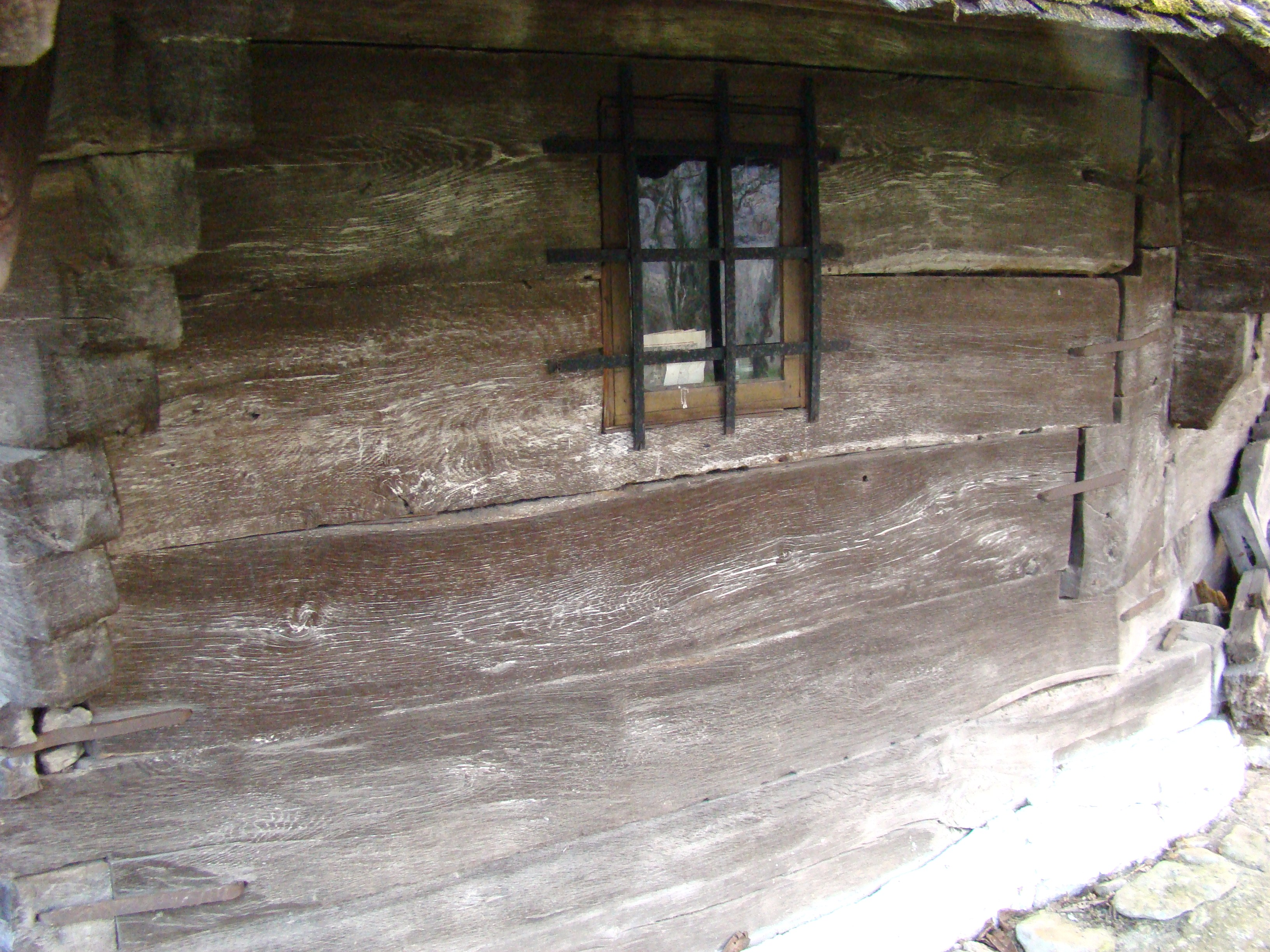
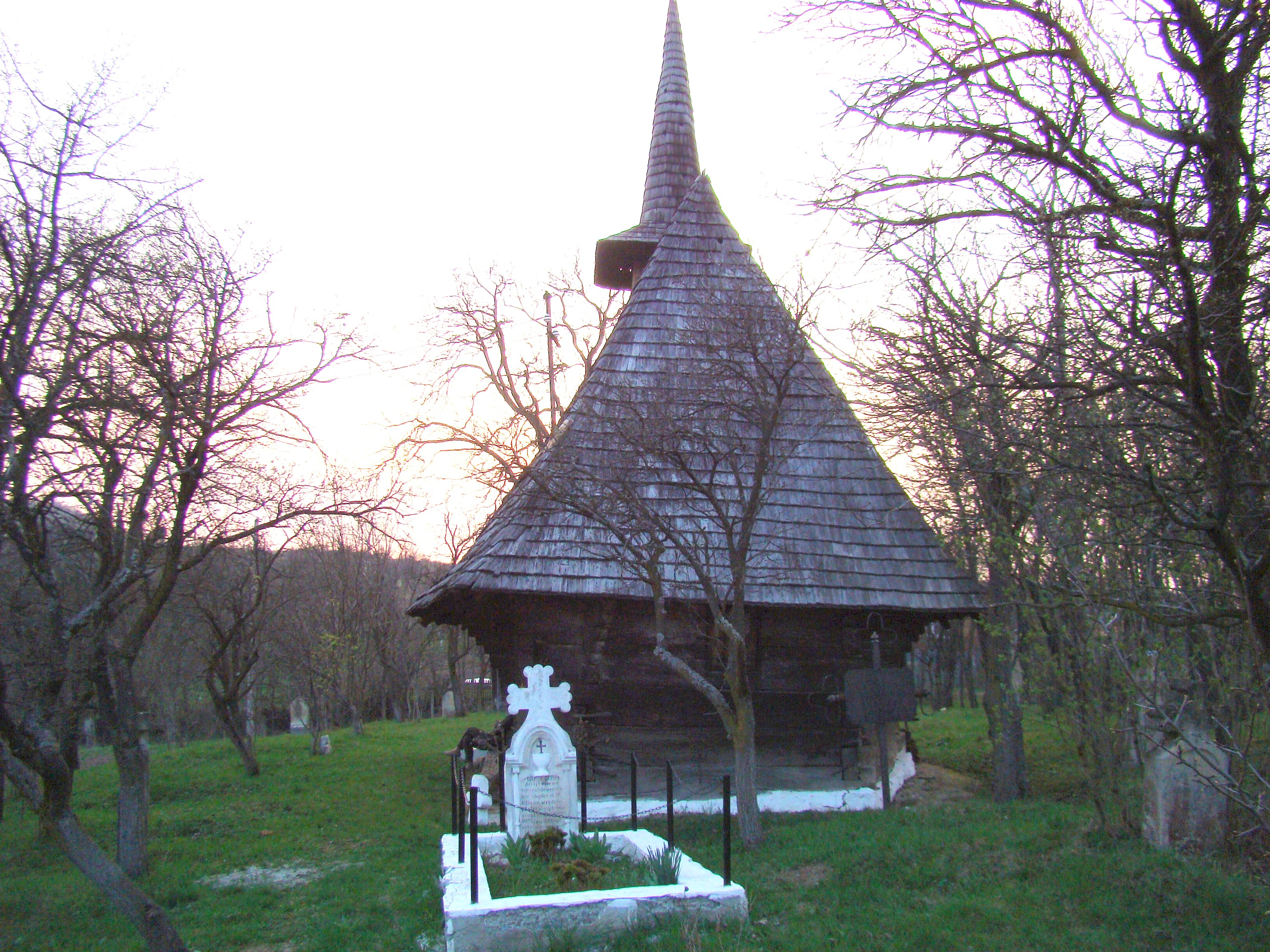
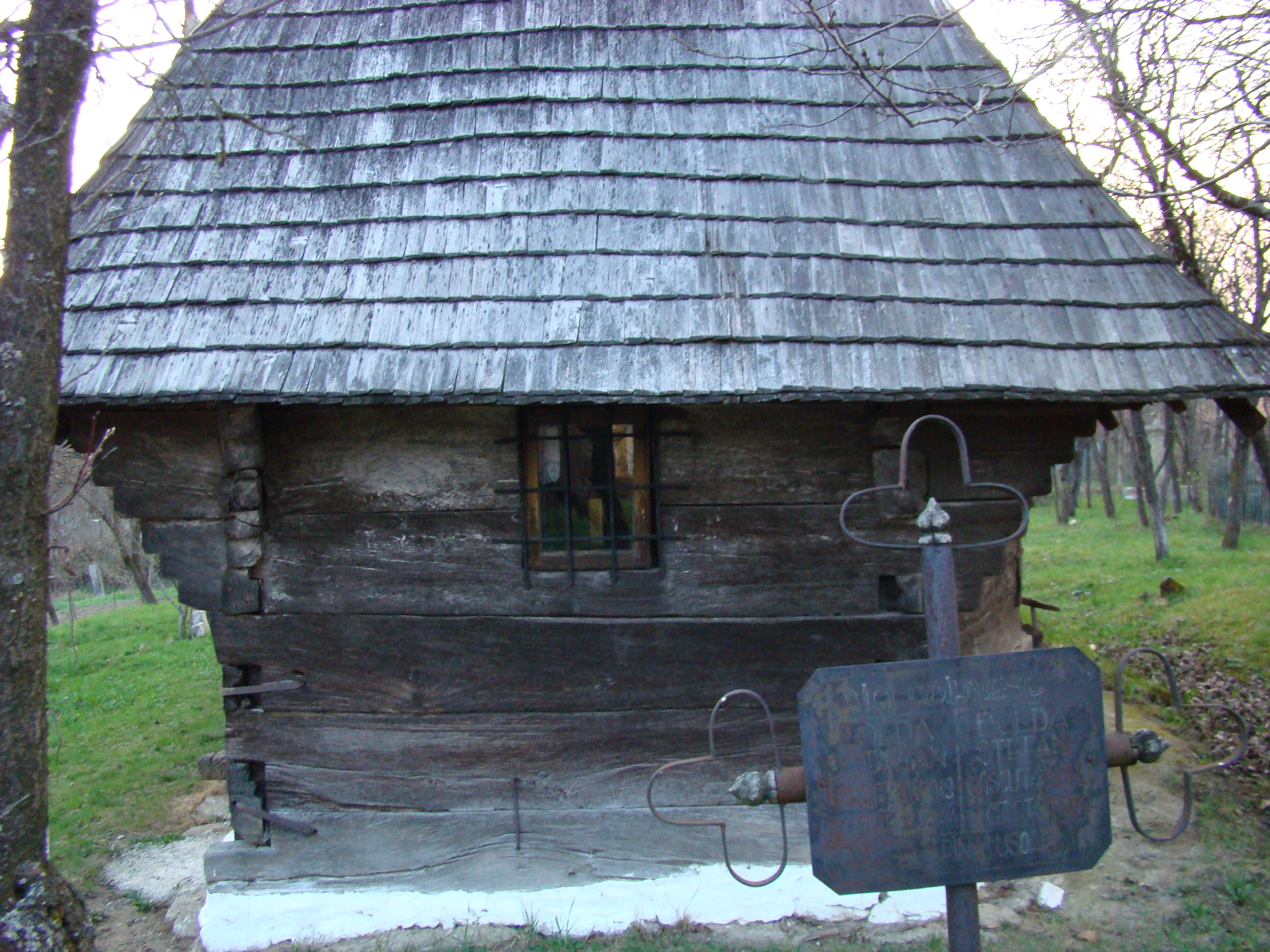
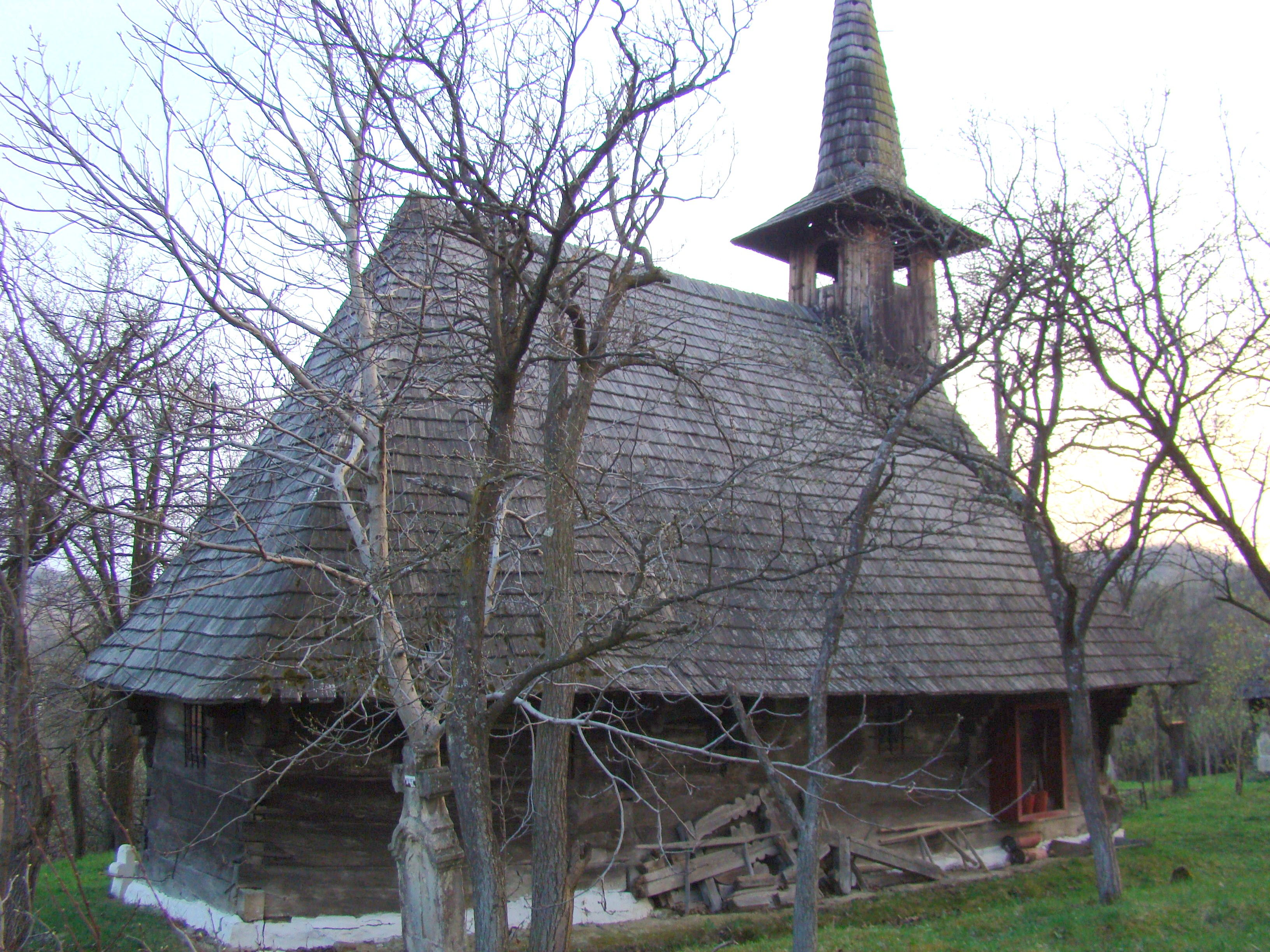
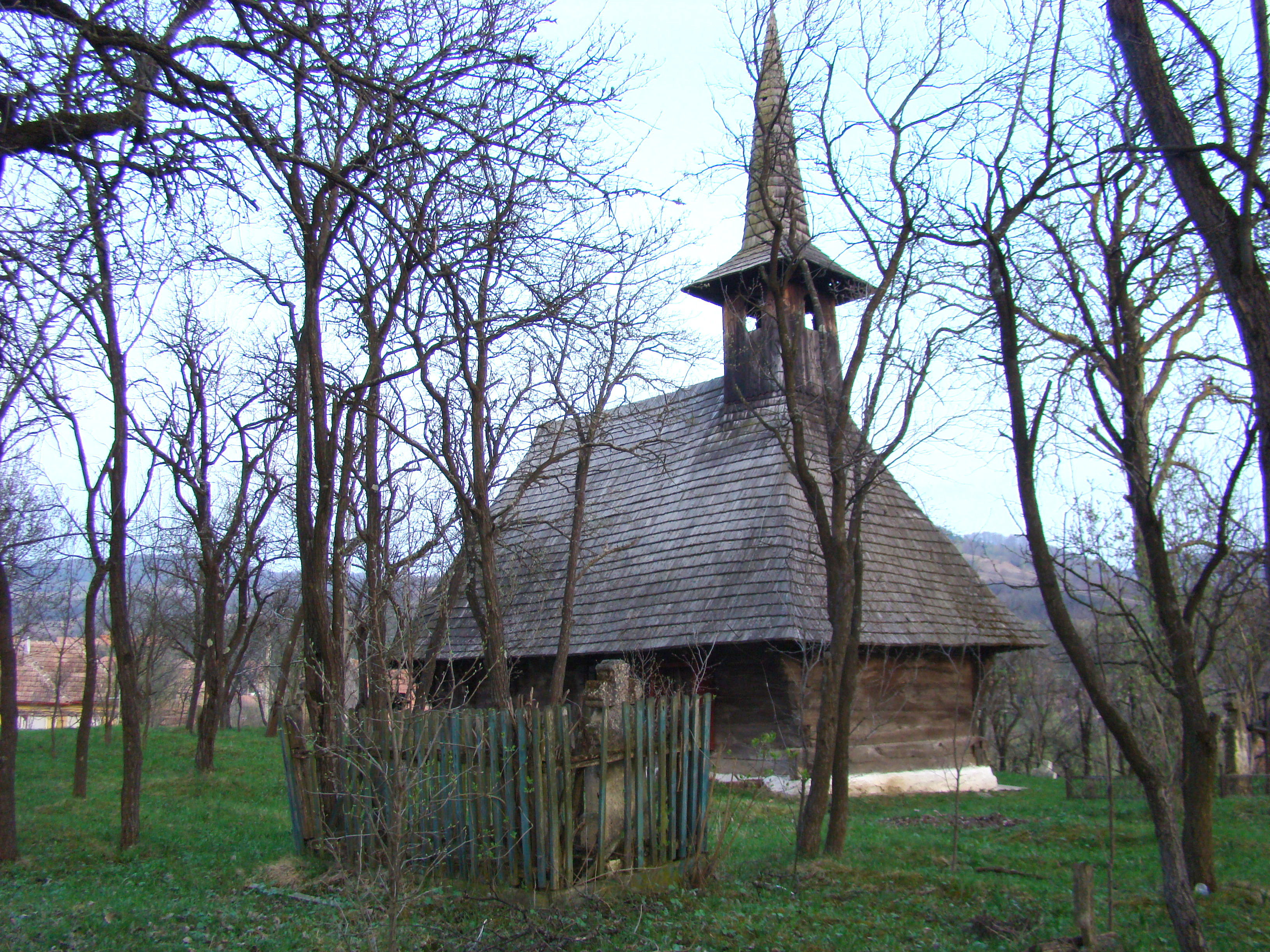
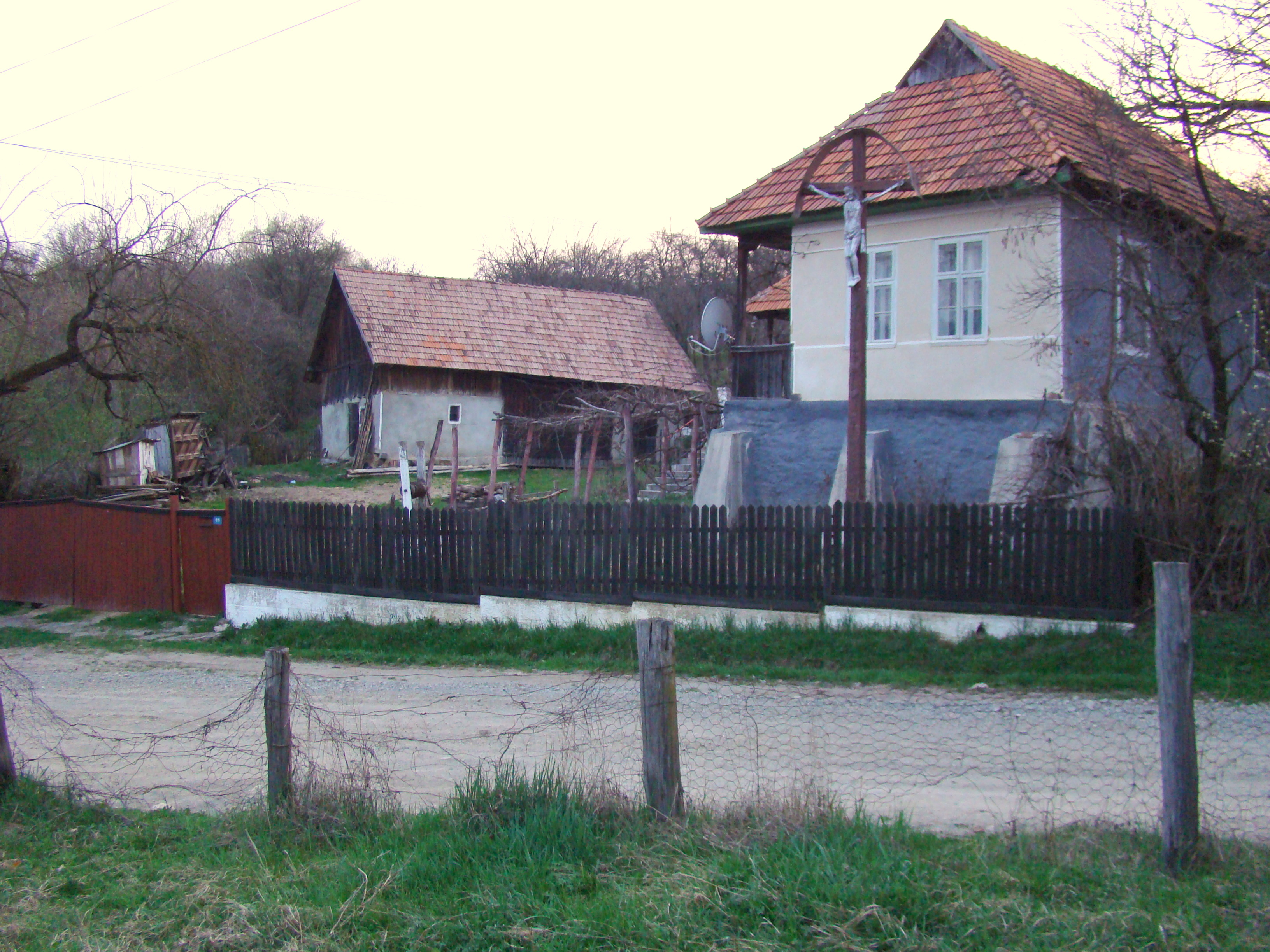

## Legături externe
Materiale media legate de Biserica de lemn din Ticu la Wikimedia Commons